# Curitiba
Curitiba és un municipi brasiler fundat l'any 1693, capital de l'estat del Paraná. És al Primer Altiplà Paranaense, a 934 metres sobre el nivell del mar, a més de 110 quilòmetres de distància de la costa atlàntica i a 1.386 km al sud de Brasília, la capital federal. Amb 1.948.626 habitants, és el municipi més populós del Paraná i de tota la regió Sud del Brasil, a més de ser la vuitena ciutat del país per nombre d'habitants, segons l'estimació feta per l'IBGE per a 2020.
Fundada a partir d'un petit poblat bandeirante, Curitiba va esdevenir una important parada comercial arran de l'obertura de la carretera entre Sorocaba i Viamão, transitada pels comerciants de caps de bestiar boví i cavallí coneguts com tropeiros. L'any 1853 esdevingué la capital de la nova Província del Paraná. Des de llavors, la ciutat, va mantenir un ritme de creixement urbà consolidat per l'arribada d'una gran quantitat d'immigrants europeus al llarg del segle xix, majoritàriament alemanys, poloneses, ucrainesos i italians, que li van conferir diversitat cultural.
Al llarg de la seva història, Curitiba va portar a terme diversos plans i legislacions que pretenien sostenibilitzar el creixement i que la van dur a ser reconeguda internacionalment per les innovacions urbanístiques i cura pel medi ambient. La implementació de la xarxa de transport públic n'és la més important.
Compta amb una elevada posició en els rànquings d'indicadors d'educació, com la menor taxa d'analfabetisme i la millor qualitat de l'ensenyament bàsic entre les capitals d'estat brasileres. L'any 2008 va figurar entre les cinquanta ciutats més influents del món pel seu valor financer i comercial, segons l'Índex Mastercard de Mercats Emergents. El 2014, l'Organització de les Nacions Unides per a l'Educació, la Ciència i la Cultura va incloure-la dins la xarxa mundial de ciutats creatives, en la categoria de disseny. Curitiba va ser declarada com la ciutat més ambientalment sostenible d'Amèrica Llatina per l'Índex Verd de Ciutats de 2015, estudi de Siemens.
L'any 2009, en una recerca publicada per la revista Forbes, Curitiba va ser citada com la tercera ciutat més intel·ligent del món, per considerar que es preocupa, de forma conjunta, per ser ecològicament sostenible i guanyar qualitat de vida, tot mantenint les infraestructures i el dinamisme econòmic. Curitiba va ser inclosa en la llista de ciutats globals en la categoria gama per part del Globalization and World Cities Study Group & Network (GaWC). No obstant això, alguns problemes socioeconòmics persisteixen; per exemple, la capital paranaense va ser classificada el 2016 al 44è lloc entre les ciutats amb les majors taxes d'homicidi del món.

## Etimologia

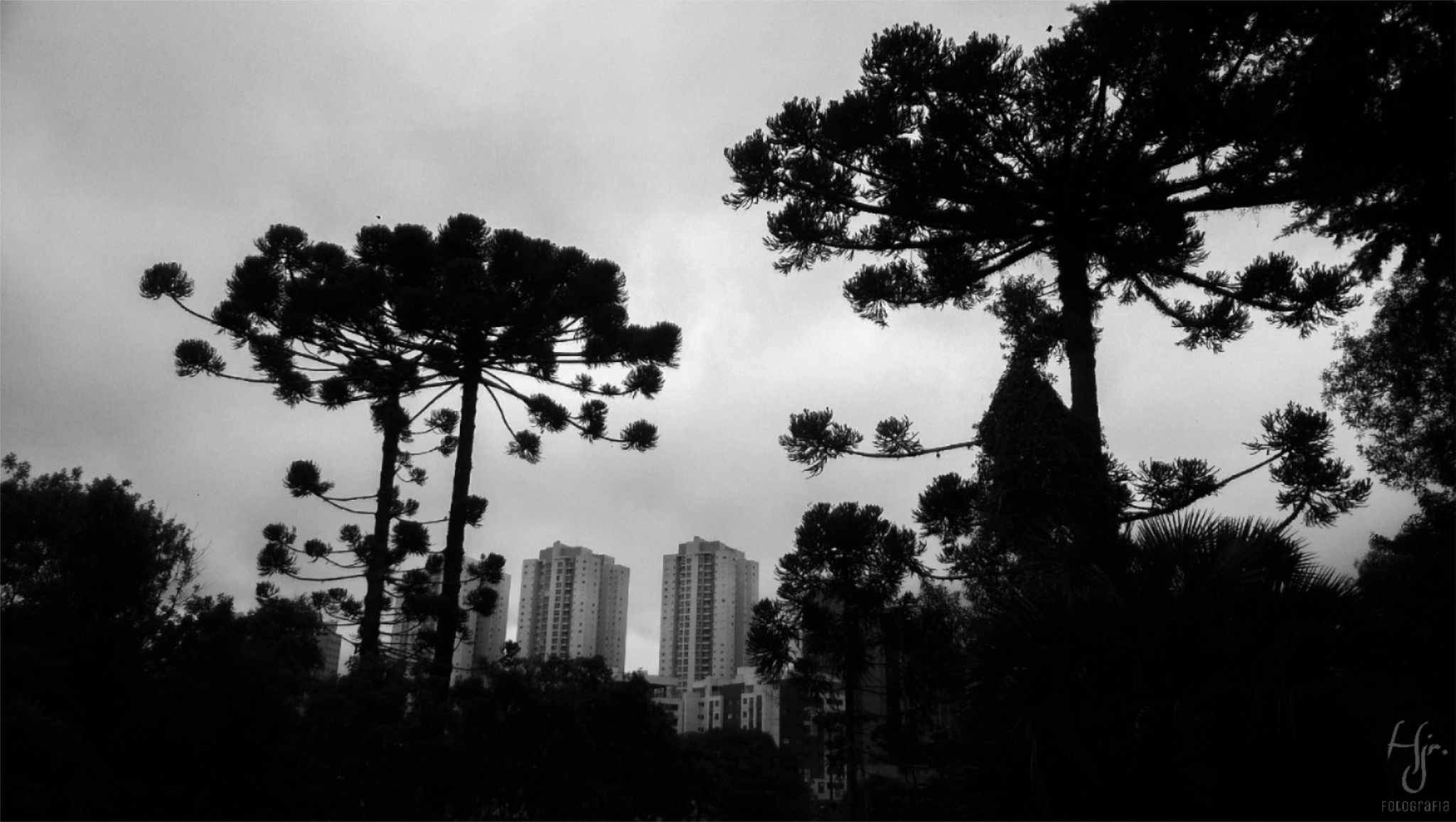
Araucàries enmig de la ciutat de Curitiba.

L'etimologia del topònim Curitiba és controvertida, atesa la dificultat per saber si és d'origen tupí o guaraní, donat que ambdues llengües són força similars i tants uns com els altres visqueren en aquest territori. A més, el nom de la ciutat va estar grafiat de diferents maneres al llarg de la història després de la colonització: Curituba, Corituba, Queretiba, Curityba o Corityba, fins al present Curitiba. En qualsevol cas, l'acord comú tradueix el nom com «conjunt de pins» o «bosc de pins», és a dir, pineda.
El 1919, l'aleshores governador de l'estat del Paraná, Afonso Alves de Camargo, va establir oficialment l'actual ortografia del topònim, Curitiba, per un decret llei. Fins a aquella època, el nom de la ciutat era escrit tanmateix amb les formes Curityba i Corityba. La denominació dels habitants del municipi és curitibanos (en català, curitibà, -anes). Curitibanos és el nom d'una localitat de l'estat de Santa Catarina, fundada per emigrants de la capital paranaense.
Amb el pas dels anys, la ciutat ha guanyat diversos sobrenoms. Durant la dictadura, i en l'àmbit de l'ufanisme brasiler, va ser coneguda com la Cidade Sorriso (‘ciutat somriure’), intentant fer oblidar la fama d'antipàtics que tenien els veïns de Curitiba. Altres noms són Ciutat Ecològica i Ciutat Model, pel seu compromís mediambiental, així com el de capital de les Araucàries, rebut aquests pinyers característics del Paraná.

## Història

### Període colonial (s. XVII - XVIII)
Els primers dies del municipi de Curitiba es remunten al segle XVII quan els exploradors bandeirantes a la cerca d'or sortien de Paranaguá i travessaven la serralada del Mar camí a Queretiba. Eleodoro Ébano Pereira va ser el cap de la primera expedició oficial que va coordinar els serveis d'explotació de mines d'or en els Districtes del Sud (incloent Curitiba). Els primers prohoms que sorgeixen en la història de Curitiba, després d'Ébano Pereira, són Baltasar Carrasco dos Reis i Mateus Martins Leme, responsables de portar-hi els primers colons. No obstant això, d'acord amb l'historiador Romário Martins:
| «                 | … no va ser aquell el primer grup poblador a l'altiplà curitibano. Abans hi hagueren colònies de miners, pràcticament estables, treballant a la regió aurífera que travessaven els camins d'Açungui i d'Arraial Queimado (Bocaiuva do Sul), a més dels de Borda do Campo (Atuba) i Arraial Grande (São José dos Pinhais). | » |
| — Romário Martins | |   |

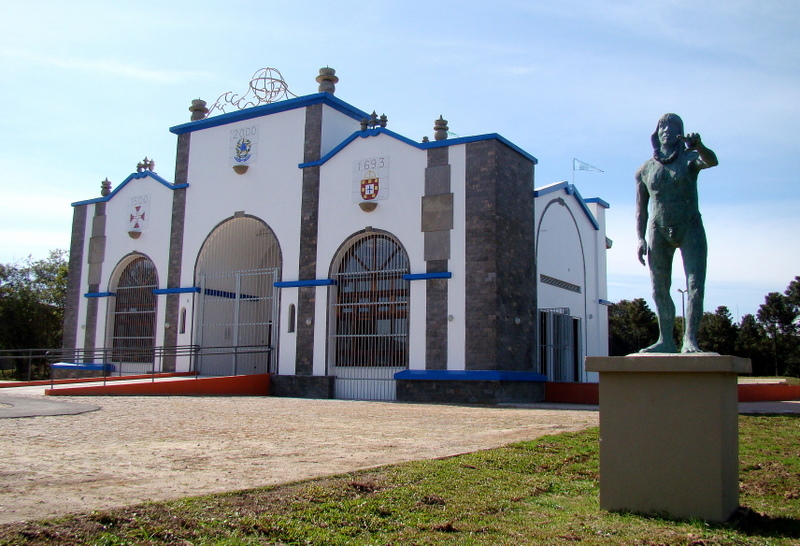
Centro Cultural da Vilinha i escultura al cacic Tindiquera.

Un cop els expedicionaris superaven la Serra do Mar, s'acomodaven en un llogarret anomenat Vilinha ("poblet"), al marge dels rius Atuba i Bacacheri. La mancança d'or i la dificultat per aconseguir aliments va fer que els bandeirantes decidissin establir-se en un punt proper però millor ubicat, creant un nou assentament que seria batejat amb el nom de Nossa Senhora da Luz dos Pinhais. Això hauria tingut lloc l'any 1661, segons els registres del Dr. Rafael Pires Pardinho, ouvidor-geral (una mena de fiscal general) de la vila en 1721.
L'any 1668, Gabriel de Lara, anomenat O Povoador (el poblador), va manar construir-hi un pelourinho (costell o picota). Un grup integrat per disset colons va assistir a l'aixecament de la picota, considerat el naixement de l'enclavament de la nova Curitiba. No obstant això, sovint a Gabriel de Lara no se'l reconeix com el fundador de Curitiba, fet que els historiadors acostumen a atribuir a Eleodoro Ébano Pereira. El monòlit que hi ha actualment en el lloc del desaparegut pelourinho és el punt que marca el quilòmetre zero de les carreteres paranaenses i està ubicat a la plaça Tiradentes, al Centre Històric de Curitiba. D'altra banda, l'antic poblat de Vilinha se situava en l'espai que ara ocupa el barri Alto, mentre que les comunitats indígenes que poblaven aquesta àrea se situaven on ara es troba el barri d'Atuba.
Existeix una llegenda sobre la fundació de Curitiba, narrada per una gran quantitat d'historiadors, en la que es menciona el nom dels primers colonitzadors, constituïts per les famílies Seixas, Soares i Andrade. Aquests bandeirantes, en temps incert, van convidar el cacic dels Camps de Tindiquera, a la vora del riu Iguaçú, per a que els ajudés a triar el lloc més adequat per a instal·lar definitivament la nova colònia. Després d'una llarga caminada pels camps que els envoltaven, el cap indi va fixar la seva vara a terra i va dir: “Aquí!”. En aquell llocs'hi va construir una petita capella, en honor de la Candelera, construïda amb canyes i fang. Aquella ermita va ser substituïda dècades després per una església, ja de pedra, que va atendre a la comunitat durant més d'un segle i mig, fins que fou construïda, a finals del segle xix, la present Catedral Metropolitana.
El 29 de març de 1693, el poblat de Nossa Senhora da Luz dos Pinhais va assolir la categoria de Vila, quan el capità Mateus Martins Leme va constituir la Câmara de Vereadores (consell municipal). Aquesta data és la que té caràcter oficial i estableix l'aniversari curitibano.
Al nou assentament, a més de l'extractivisme mineral, va néixer una incipient ramaderia i agricultura de subsistència en les àrees forestals que envoltaven la població. La producció minera no va durar gaire temps, ja que a les darreries del segle xvii va tenir lloc l'esclat del cicle de l'or a l'estat de Minas Gerais. En el segle xviii, la ramaderia i, principalment, el comerç d'animals de tir, van afavorir l'arribada i establiment de nous colons, comportant el progrés de la regió. La vila estava localitzada en el camí del bestiar, construït el 1730, des de Rio Grande do Sul, passant per São Paulo i arribant a Minas Gerais, per a comercialitzar bous i ases pel treball de tir i de càrrega a les mines. Emperò, l'obertura d'una nova carretera allunyada de la ciutat, va comportar de nou l'aïllament de Curitiba.

### Període imperial (s. XIX)

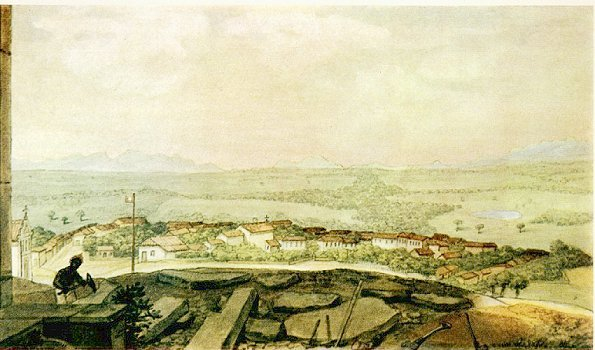
Debret, Jean-Baptiste (1827). Panorama de Curitiba.

Curitiba va ser elevada a la categoria de capital de comarca per mitjà d'un edicte Imperial de data 19 de desembre de 1812, en substitució de Paranaguá. Posteriorment, va ser elevada a la categoria de ciutat per la llei de la Província de São Paulo n.º 5, del 5 de febrer de 1842.

Amb la Llei Imperial n.º 704, del 29 d'agost de 1853, Curitiba va esdevenir la capital de la nova província del Paraná, que recentment havia assolit la desitjada emancipació, escindit-se de la de São Paulo. Aquesta mesura pretenia, d'una banda, afeblir el poder dels paulistes i, de l'alta, garantir el suport al règim imperial dels paranaenses, una regió en continu creixement econòmic. Per la seva tasca i esforç en l'acompliment dels desitjos polítics del Paraná, diverses personalitats van deixar el seu nom gravat als anals de la història. Aquell mes d'agost de 1853, el Govern Municipal, que tenia la seu a tocar del pati de l'església de Nossa Senhora da Luz, era compost pels següents regidors: Benedito Enéas de Paula, Fidélis da Silva Carrão, Manuel José da Silva Bittencourt, Floriano Berlintes de Castro, Francisco de Paula Guimarães, Inácio José de Morais, Francisco Borges de Macedo, Antônio Ricardo Lustosa de Andrade i, amb el càrrec de President de la Cambra, el coronel Manuel Antonio Ferreira.

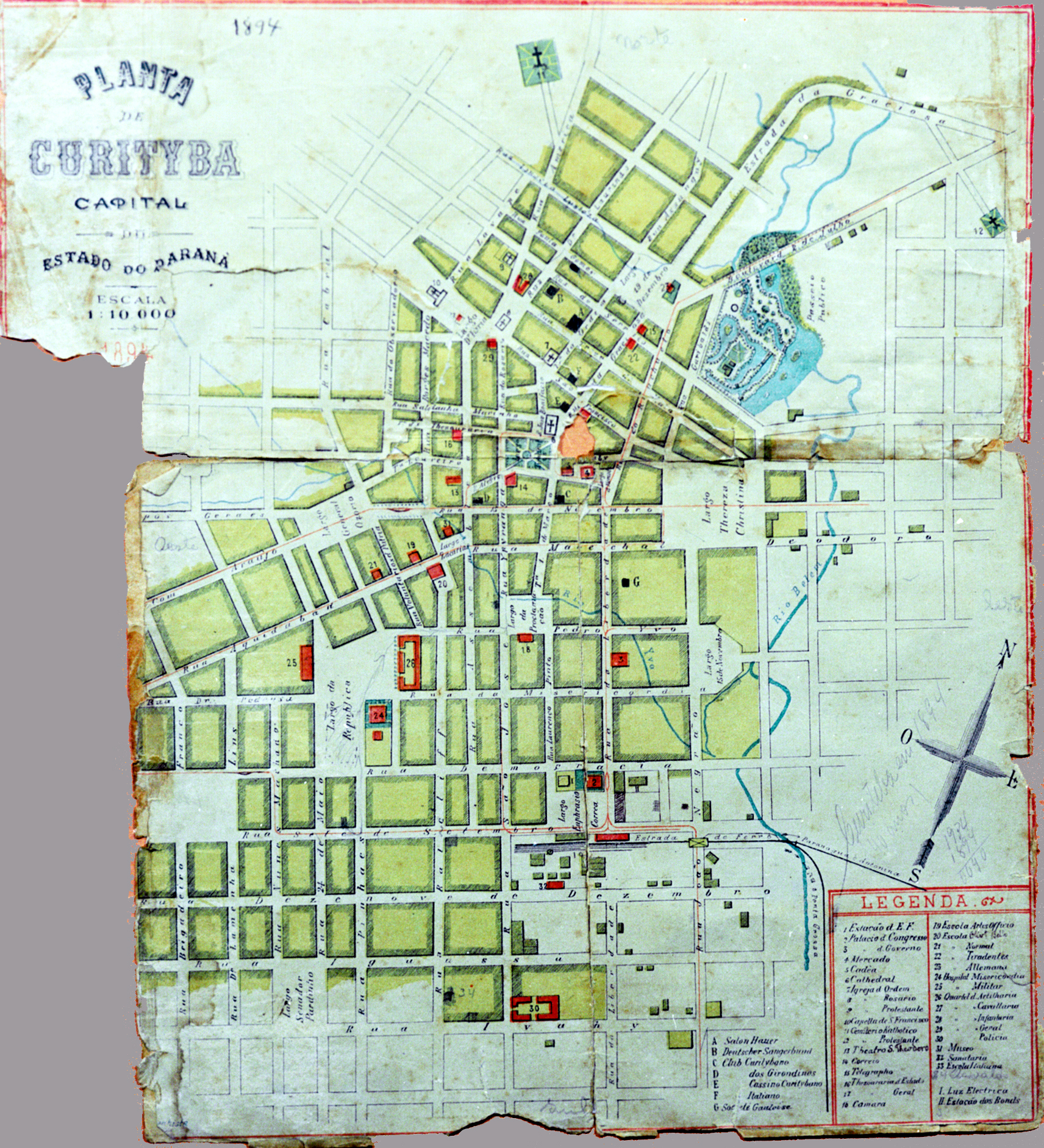
Mapa de Curitiba, 1894.

El 1820, Curitiba va ser visitada pel naturalista francès Auguste de Saint-Hilaire, qui es va meravellar de la ciutat i va deixar escrites les següents paraules:
| «                           | Els carrers són amples i quasi regulars (...), la plaça pública és quadrada, molt gran i coberta de gespa (...), les esglésies són tres, totes construïdes en pedra (...), els homes són grans i bonics, tenen els cabells castanys i la pell rosada, maneres agradables (...), les dones tenen faccions més delicades que les de la resta de llocs de l'Imperi per on he viatjat. Elles s'amaguen menys i conversen amb desimboltura. | » |
| — Auguste de Saint-Hillaire | |   |

Aquell any, a Curitiba hi havia 220 cases. L'economia local es veia dinamitzada pels sectors fuster i agrícola (en especial pel cultiu d'herba mate) que van impulsar de nou el creixement del municipi. 22 anys després, ja tenia 5.819 habitants.

A mitjans de segle, el govern provincial paranaense va promoure la vinguda de nous colons europeus, majoritàriament italians i polonesos. però també alemanys i ucraïnesos, a més de rebre migració interna: paulistes, gaúchos, catarinenses, mineiros i fluminenses. Tot això va exercir influència en la configuració de la societat curitibana, de la seva cultura i de la seva economia, durant dècades.

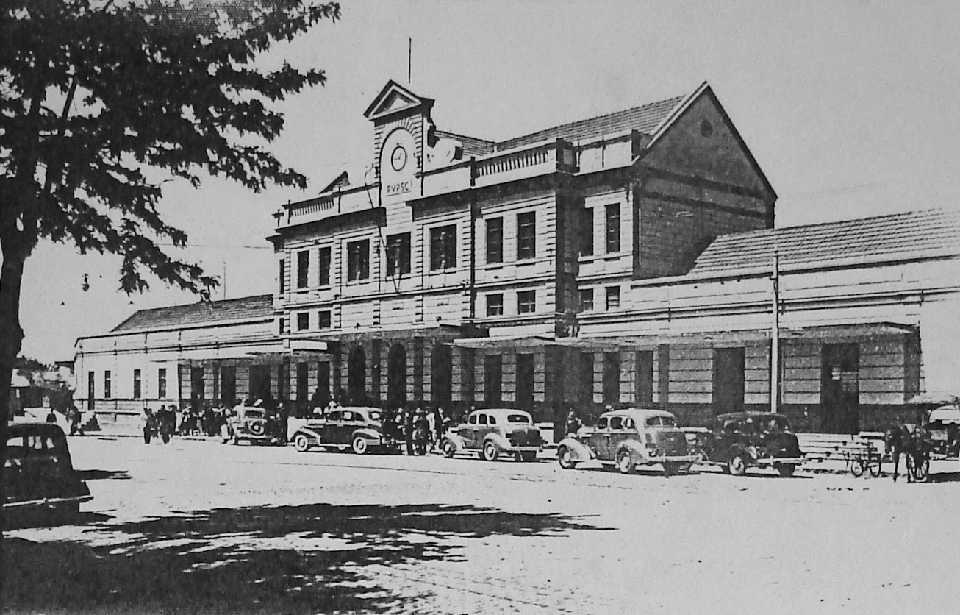
Antiga Estació Ferroviària de Curitiba, actual Museu Ferroviário de Curitiba.

D'ençà 1867, van sorgir 35 petits nuclis coloniais als boscos de mata atlàntica de la perifèria de Curitiba. Una nova onada de progrès va arribar a la ciutat, l'agricultura va ser desenvolupada amplament i va iniciar-se la industrialització de la regió.
El dia 2 de febrer de 1885 (festivitat de Nossa Senhora dos Navegantes), va ser inaugurada la línia de tren que unia Curitiba i Paranaguá, fet històric que va ocasionar un important impuls per al desenvolupament de la capital paranaense, que passava, a partir d'aquesta data, a tenir una connexió ràpida i moderna amb el port de Paranaguá, permetent una millora en l'eficiència de l'exportació de mate.

### Període republicà (s. XX -)

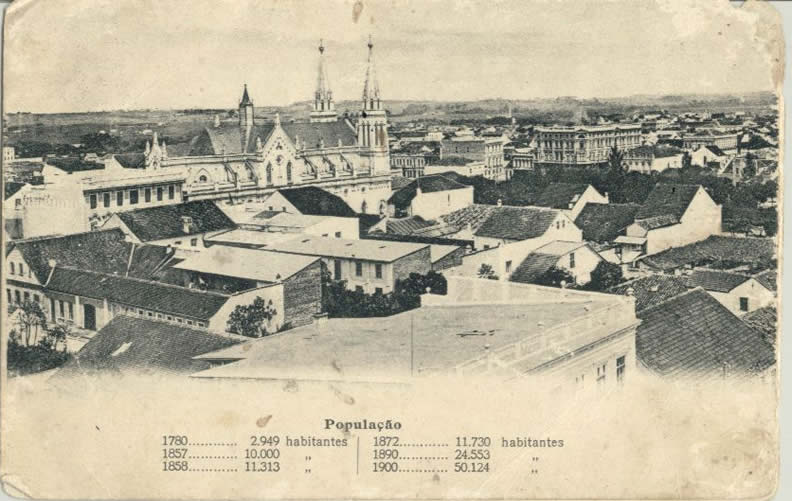
Panoràmica de Curitiba (1900). Inclou dades de la progressió demogràfica:
1780 - 2.949 hab., 1858 - 11.313 hab., 1872 - 11.730 hab., 1890 - 24.553 hab., 1900 - 50.124 hab.

Arran del cop d'estat i subsegüent derogació de la monarquia i proclamació de la República (1889), part de les elits polítiques i militars del sud ordiren una contrarrevolució per restablir l'statu quo. S'inicià la Revolució Federalista (1893 - 1895), amb un atac militar sortint des de Rio Grande do Sul, en direcció a l'antiga capital, Rio. Les tropes revolucionàries, sota el comandament de Gumercindo Saraiva, van envair i dominar Curitiba. Abans de caure la ciutat, els membres del govern paranaense, sota el lideratge del Governador Dr. Vicente Machado, van abandonar la capital, refugiant-se a Castro, una població a uns 130 quilòmetres cap a l'interior. Els va acompanyar l'alcalde Cândido Ferreira de Abreu. L'exili va durar tres mesos, entre gener i abril de 1894, quan la ciutat va ser alliberada.
Un dels esdeveniments més importants de la història de Curitiba va ocórrer el 19 de desembre de 1912, quan va ser fundada la Universitat del Paraná, idealitzada pels doctors Victor Ferreira do Amaral, Nilo Cairo i Pamphilo de Assumpção.
La distribució administrativa de la ciutat va patir molts canvis durant la primera meitat de segle. Si, el 1911, el municipi era constituït per un únic districte, el 1929 el territori municipal se subdividia en sis districtes amb un jutge de pau al capdavant: Campo Magro, Nova Polônia, Portão, São Casimiro do Taboão, Santa Felicidade i Sede. Segons la Divisió Territorial de 1936, la comarca de Curitiba comprenia tres termes: el de la seu (que incloïa Piraquara, Rio Branco i Tamandaré), Colombo (amb Bocaiuva i Campina Grande) i Araucária. La Llei Estadual n.º 1452, de 14 de desembre de 1953, va determinar la nova divisió judicial del municipi, amb la creació de deu Districtes Judicials, que eren: Sede, Portão, Taboão, Barreirinha, Boqueirão, Cajuru, Campo Comprido, Santa Felicidade, Umbará e Tatuquara.

Plaça Tiradentes (dècada de 1950).

Després de la Segona Guerra Mundial, la ciutat va progressar, principalment a causa de les moltes plantacions de cafè que sorgiren al nord i l'oest del Paraná.
Durant la dictadura (1965 - 1984) Curitiba va ser nomenada temporalment capital de la República entre els dies 24 i 27 de març de 1969, en una campanya propagandística del règim militar, donat que la ciutat havia estat una de les capitals brasileres que no va mostrar oposició al nou règim.
A partir de 1972, a Curitiba es desenvolupa un pla urbanístic humanitzador, iniciat per l'exalcalde i exgovernador Jaime Lerner. Tenia com a objectiu, no solament modificar les característiques del seu centre històric, sinó també la mentalitat de la població, en quant a la millora de la seva qualitat de vida.

## Geografia

### Ubicació
Curitiba està localitzada en la regió Sud de Brasil, a la zona est de l'estat del Paraná, sobre la unitat geomorfològica denominada Primer Altiplà Paranaense, específicament en la seva part menys ondulada. És la capital de la cinquena unitat federativa amb més habitants del Brasil. L'àrea del municipi, segons l'Institut Brasiler de Geografia i Estadística, és de 435,036 km², sent que 412 km²  constitueixen la zona urbana (dades de 2015). Les seves coordenades són: 25° 25′ 40″ de latitud sud i 49° 16′ 23″ de longitud oest i està a una distància de 1.386 km al sud de la capital federal. Té una extensió nord-sud de 35 km i est-oest de 20 km i els seus municipis limítrofs són: Almirante Tamandaré i Colombo (nord); Pinhais i São José dos Pinhais (est); Fazenda Rio Grande (sud) i Campo Magro, Campo Largo i Araucária (oest).
D'acord amb la divisió regional instituïda per l'IBGE des de 2017, el municipi pertany a les Regions Geogràfiques Intermediària i Immediata de Curitiba. Fins aquell any, quan encara eren vigents les divisions en microrregions i mesorregions, formava part de la microrregió de Curitiba i de la mesorregió Metropolitana de Curitiba.

### Relleu

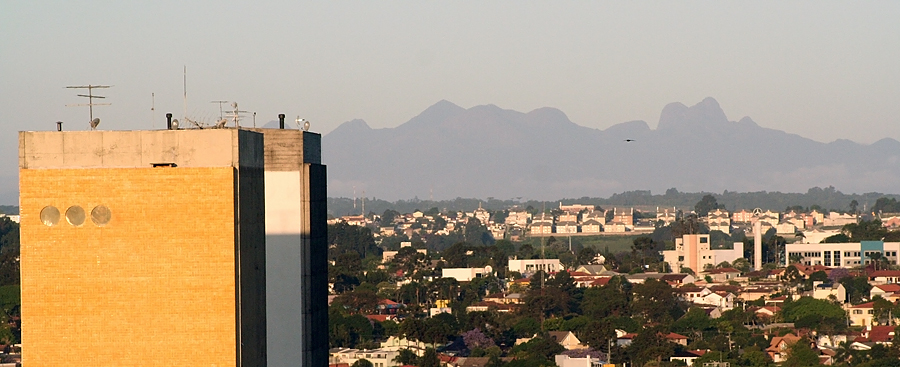
Vista de les muntanyes de la Serralada del Mar des del centre de Curitiba.

L'altitud mitjana del municipi és de 934,6 metres per sobre del nivell del mar i la localització de l'altitud màxima, corresponent a la cota de 1.021 metres, es troba al barri Lamenha Pequena, al nord de la ciutat. Es tracta d'una àrea amb una topografia marcada per pendents accentuades, trobant-se a prop de la Serra de Açungui. El punt més baix es localitza en el barri de Caximba, al marge del riu Iguaçú, amb una altitud de 865 metres. Els terrenys en forma de terrasses apareixen barrejats amb turons arrodonits, petites valls i altiplans, el que atorga a Curitiba una orografia ondulada d'aparença relativament mitjana.
A la rodalia de la ciutat es troben sediments de la formació Guabirotuba, sorgits durant el Quaternari Antic o el Plistocé, els quals van ocupar una antiga i enorme depressió que formà la conca de Curitiba. El municipi està situat en el Primer Altiplà Paranaense, que el geògraf germano-brasiler Reinhard Maack va descriure l'any 1981 com “una zona eversiva que va de la Serralada del Mar fins a l'Escarpa Devoniana”, presentant una plana erosiva recent damunt d'un vell tronc de plecs. Fent de mur entre Curitiba i el litoral paranaense, se situa la Serralada del Mar, que pot ser avistada des de la ciutat en dies clars.

### Hidrografia
| Conques hidrogràfiques | km²    | %      |
| ---------------------- | ------ | ------ |
| Torrent dels Padilhas  | 33,80  | 7,82   |
| Riu Atuba              | 63,71  | 14,74  |
| Riu Barigüí            | 140,80 | 32,58  |
| Riu Belém              | 87,77  | 20,31  |
| Riu Iguaçú             | 68,15  | 15,77  |
| Riu Passaúna           | 37,94  | 8,78   |
| Total                  | 432,17 | 100,00 |

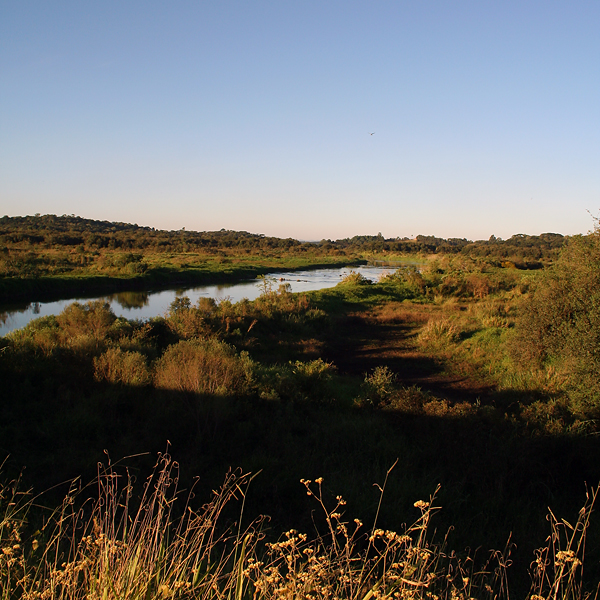
El riu Iguaçú, al seu pas pel barri Umbará, a la zona sud de la ciutat.

Curitiba se situa en la conca hidrogràfica del riu Iguaçú, que al seu temps està localitzada al marge est de la conca del riu Paraná. Dins del terme municipal, s'hi troben sis conques en total: la del propi Iguaçú i les de cinc afluents seus: Barigüí (la més extensa, que talla la capital de nord a sud i cobreix 140,8 km² del terme municipal), Atuba, Belem, Passaúna i el torrent dels Padilhas (la menor de les sis). Com el relleu de Curitiba és predominantment més alt a la part nord del municipi, totes les conques van en direcció cap al sud de la localitat, totes amb aspectes similars de drenatge. El riu Iguaçú desaigua en el Paraná en l'extrem oest de l'estat.
A causa d'algunes peculiaritats climàtiques i orogràfiques, les pluges habitualment causen crescudes significatives en el cabal dels rius de Curitiba, provocant inundacions, el que preocupa constantment a la població i l'administració pública. Avui en dia i després de molts estudis sobre els cursos d'aigua locals, gairebé la totalitat d'aquests rius estan sent canalitzats.

### Clima
| Gelada al Jardí Botànic de Curitiba durant l'onada de fred de 2013. |  | Gelada al Jardí Botànic de Curitiba durant l'onada de fred de 2013. |
| Gelada al Jardí Botànic de Curitiba durant l'onada de fred de 2013. |  | Tempesta elèctrica a Curitiba, 13 de gener de 2015.                 |

Curitiba té un clima temperat humit, també dit clima atlàntic (Cfb, d'acord amb la classificació climàtica de Köppen-Geiger), amb temperatures mitges per sota dels 15 °C en els mesos d'hivern, que poden caure a vegades fins prop dels 0 °C, en els dies més freds. Per un altre costat, el clima local també està influït per les masses d'aire sec que dominen la meitat sud del Brasil, causant temps fred i sense pluja en especial a l'hivern, quan l'aparició de gelades és comuna. Les precipitacions són abundants durant tot l'any, sense existir una estació seca. Moltes vegades, fronts freds vinguts de l'Antártida i de l'Argentina porten tempestes tropicals a l'estiu i vents freds en l'hivern durant tot l'any.
La presència de neu i altres modalitats de precipitacions hivernals, com aiguaneu, és registrada en una mitjana d'una vegada cada deu anys, tractant-se de fenòmens de freqüència molt escassa i irregular. Hi ha registres de nevades a Curitiba en els anys 1889, 1892, 1912, 1928 (dos dies), 1942, 1957, 1975, 1979 i, més recentment, el 2013. La gran nevada del 17 de juliol de 1975, que va durar més de tres hores, va ser una de les més intenses i va deixar la ciutat coberta de neu. Hi ha també registres no oficials de nevades de feble intensitat, els anys 1955, 1965, 1981 (la premsa local va arribar a fer reportatges amb fotos sobre el tema en alguns punts de la ciutat) i 1988.
Segons l'Institut Nacional de Meteorologia (INMET), des de 1931 la menor temperatura registrada en Curitiba va ser de −5,4 °C, del dia 2 de setembre de 1972 i la major va ser els 35,5 °C del 2 d'octubre de 2020, superant el rècord anterior del 17 de novembre de 1985, quan la màxima va ser de 35,2 °C. La major acumulació de precipitació registrada en 24 hores va ser de 146,2 mm el 22 de febrer de 1999, seguit pels 128,2 mm del 21 de juny de 2013. Des de 2003, la major ràfega de vent registrada va arribar als 26,7 m/s (96,1 km/h), el dia 30 de juny de 2020 i el menor índex d'humitat relativa de l'aire va ser del 12% en cinc ocasions, la més recent el 14 d'agost de 2018.
| Dades climatològiques de Curitiba   | Dades climatològiques de Curitiba | Dades climatològiques de Curitiba | Dades climatològiques de Curitiba | Dades climatològiques de Curitiba | Dades climatològiques de Curitiba | Dades climatològiques de Curitiba | Dades climatològiques de Curitiba | Dades climatològiques de Curitiba | Dades climatològiques de Curitiba | Dades climatològiques de Curitiba | Dades climatològiques de Curitiba | Dades climatològiques de Curitiba | Dades climatològiques de Curitiba |
| Mes                                 | Gen                               | Feb                               | Mar                               | Abr                               | Mai                               | Jun                               | Jul                               | Ago                               | Set                               | Oct                               | Nov                               | Des                               | Anual                             |
| ----------------------------------- | --------------------------------- | --------------------------------- | --------------------------------- | --------------------------------- | --------------------------------- | --------------------------------- | --------------------------------- | --------------------------------- | --------------------------------- | --------------------------------- | --------------------------------- | --------------------------------- | --------------------------------- |
| Temperatura màxima rècord (°C)      | 34,9                              | 34,8                              | 33,9                              | 32,6                              | 29,9                              | 28,2                              | 28,6                              | 31,6                              | 34,2                              | 35,5                              | 35,2                              | 33,9                              | 35,5                              |
| Temperatura máxima mitjana (°C)     | 26,8                              | 26,8                              | 26,0                              | 24,0                              | 20,8                              | 20,1                              | 19,7                              | 21,5                              | 21,4                              | 23,1                              | 25,0                              | 26,2                              | 23,5                              |
| Temperatura mitjana compensada (°C) | 20,9                              | 21,0                              | 20,1                              | 18,3                              | 15,1                              | 13,9                              | 13,5                              | 14,6                              | 15,3                              | 17,1                              | 18,9                              | 20,2                              | 17,4                              |
| Temperatura mínima mitjana (°C)     | 17,2                              | 17,4                              | 16,5                              | 14,6                              | 11,2                              | 9,7                               | 9,0                               | 9,6                               | 11,1                              | 13,2                              | 14,9                              | 16,2                              | 13,4                              |
| Temperatura mínima rècord (°C)      | 8,2                               | 6,8                               | 3,9                               | -4,0                              | -2,3                              | -4,4                              | -5,2                              | -5,2                              | -5,4                              | -1,5                              | -0,9                              | -1,6                              | -5,4                              |
| Precipitació (mm)                   | 218,3                             | 166,2                             | 147,0                             | 95,7                              | 113,5                             | 94,1                              | 108,3                             | 74,0                              | 141,4                             | 138,7                             | 124,4                             | 154,2                             | 1.575,8                           |
| Dias de pluja al mes (≥ 1 mm)       | 15                                | 13                                | 11                                | 8                                 | 8                                 | 7                                 | 7                                 | 6                                 | 9                                 | 11                                | 10                                | 12                                | 117                               |
| Humitat relativa compensada (%)     | 81,2                              | 81,3                              | 82,2                              | 82,5                              | 83,4                              | 82,3                              | 80,4                              | 77,1                              | 80,8                              | 81,7                              | 79,2                              | 79,6                              | 81,0                              |
| Hores de sol                        | 160,5                             | 151,3                             | 163,1                             | 155,5                             | 148,8                             | 141,3                             | 162,1                             | 173,0                             | 124,3                             | 136,7                             | 163,5                             | 164,7                             | 1.844,8                           |

### Ecologia i medi ambient
Curitiba se situa en l'ecosistema anomenat selva pluvial mixta, formada originalment per herbat i arbres escampats, intercalats amb nuclis de boscos d'araucàries, a més d'altres formacions, com aiguamolls o bosc de ribera. De la vegetació original encara existeixen dins de la ciutat exemplars d'Araucaria angustifolia, en àrees que han sobreviscut al creixement de la ciutat, com boscos particulars i públics, les quals estan actualment protegides. L'arbrada de la ciutat també es caracteritza per la presència d'una gran quantitat d'ipés morats i grocs.
El municipi està ubicat als dominis de la Mata Atlântica, un dels biomes més devastats del Brasil. No obstant això, la ciutat encara aconsegueix mantenir una gran quantitat d'àrees verdes en el seu territori, per tractar-se d'una metròpoli, tenint 64,5 m² d'àrea verda per habitant. Segons l'Organització de les Nacions Unides, la ciutat amb un major ràtio és la canadenca Edmonton, amb 100 m²/hab, mentre que el mínim recomanat és de 12 m²/hab - cinc cops inferior al de Curitiba.
Aquestes àrees verdes són compostes, fonamentalment, per parcs i boscos municipals, protegint part de la vegetació de ribera que voreja els rius locals, com el Barigüí i l'Iguaçú. En la ciutat es pot trobar també una gran varietat de places i jardins públics, habitualment ben arboritzades. L'any 2007, la ciutat va ocupar el tercer lloc en una llista de les “15 Ciutats Verdes” del món.
Entre boscos i parcs, Curitiba compta amb prop de 30 grans àrees verdes, destacant-ne el Parc Barigüí, que va ser creat l'any 1972 com una gran àrea verda en la regió oest de la ciutat per a protegir la riba del riu Barigüí. Altres llocs famosos són el Bosc del Papa, on es mantenen diverses cases típicament poloneses del segle xix i que va ser construït de cara a la visita de Joan Pau II del 1980 o el Jardí Botànic, que és considerat una de les targetes postals de la ciutat i posseeix un hivernacle amb plantes rares en el seu interior. A més d'aquests, cal citar el Passeig Públic, que fou el primer parc del municipi, creat el 1886 i on hi ha un petit zoològic.

El pinyer del Paraná o araucària és l'arbre típic i símbol de Curitiba. El nom Kurí'ýtýba ve del tupi i vol dir “pineda”, o sigui, lloc on ha molts pinyers. Encara que amb el creixement de la ciutat molts arbres van ser talats, avui hi ha determinades espècies que estan protegides per una llei ambiental que en prohibeix la tala en qualsevol punt del municipi. Una altra espècie d'arbre que forma part del panorama curitibà és l'ipé, que està present en places i carrers de la ciutat. En el parc lineal construït al llarg de l'avinguda Linha Verde, s'estan plantant altres arbres nadius paranaenses, com pinheiro-bravo, cássia, jacarandá o dedaleiro.

## Demografia

### Dades estadístiques
| Creixement demogràfic | Creixement demogràfic | Creixement demogràfic |
| Cens                  | Habitants             | %±                    |
| --------------------- | --------------------- | --------------------- |
| 1872                  | 12.651                |                       |
| 1890                  | 24.553                | 94,1%                 |
| 1900                  | 49.755                | 102,6%                |
| 1920                  | 78.986                | 58,7%                 |
| 1940                  | 140.656               | 78,1%                 |
| 1950                  | 180.575               | 28,4%                 |
| 1960                  | 361.309               | 100,1%                |
| 1970                  | 642.362               | 77,8%                 |
| 1980                  | 1.052.147             | 63,8%                 |
| 1991                  | 1.313.094             | 24,8%                 |
| 2000                  | 1.586.848             | 20,8%                 |
| 2010                  | 1.751.907             | 10,4%                 |
| 2020                  | 1.948.626             | 11,2%                 |

El 2010, la població resident al municipi va ser censada per l'Institut Brasiler de Geografia i Estadística (IBGE) en 1.751.907 habitants, sent el més populós del Paraná i també de la Regió Sud de Brasil. És, també, la vuitena ciutat més habitada del país i presenta una densitat de població de 4.027,04 persones per quilòmetre quadrat. El cens de 2020 no es va poder dur a terme a causa de la pandèmia de la Covid-19 i, a data de juny de 2021, encara no hi ha una data prevista per fer-lo. Segons estadístiques divulgades el 2014, la població municipal era d'1.864.416 habitants; el 2017, d'1.908.359 habitants i la projecció de 2020, d'1.948.626 habitants. Per franges d'edat, 349.960 habitants (el 19.98%) tenien menys de 15 anys, 1.269.651 persones (el 72,47%) tenien de 15 a 64 i 132.296 habitants (el 7,55%) eren de més de 65 anys. Segons les estadístiques de 2017, el 47,67% de la població eren homes i el 52,33%, dones. L'esperança de vida al néixer és de 76,3 anys i la taxa de fertilitat era de 1,5 fills per dona.
L'Índex de Desenvolupament Humà Municipal (IDH-M) de Curitiba és considerat "molt alt" pel PNUD, amb un valor de 0,856 (el desè més alt de Brasil). Dels subíndexs que componen l'IDH, el valor del d'educació, és de 0,768; el del de longevitat és de 0,855 i el de renda és de 0,850. De 2000 a 2010, la proporció de persones amb una renda per capita inferior a mig salari mínim es va reduir en un 65,3% i, el 2010, el 97,7% de la població ja vivia per sobre del llindar de pobresa; un 1,3% es trobava en aquesta franja i l'1,0% estava per sota. El coeficient de Gini, que mesura la desigualtat social, era de 0,565. El 20% de curitibans amb menor renda, participaven en un 3,5% del PIB municipal; mentre que el 20% de la població amb major renda, n'era responsable del 60,6% (17,1 vegades més).

### Poblament
L'assentament de Curitiba no va tenir lloc fins al segle xvii, amb el descobriment de jaciments d'or en la regió. En el segle xviii, després que les mines van ser exhaurides, els miners van marxar a la Capitania de Minas Gerais, emportant-se molts habitants. No obstant això, la ramaderia i el comerç de boví van dur un gran nombre de nous residents. Fins al segle xviii, la població de Curitiba era composta bàsicament per colons portuguesos i espanyols, indígenes, esclaus negres i mestissos.
Al segle xix, va començar la immigració europea en la regió. Els alemanys van arribar a partir de 1833; els polonesos arribaren el 1871; els primers italians, a partir de 1872 i els ucraïnesos, de 1895. Ja en el segle xx, van arribar la immigració procedent del Japó i del Pròxim Orient, que es dedicaren especialment a l'agricultura i el comerç. En l'impàs entre 1872 i 1940, la ciutat va multiplicar per onze el seu nombre d'habitants (de 12,6 a 140,6 milers d'habitants).

A mitjans de segle xx, el progrés econòmic de la regió va fer que Curitiba esdevingués un pol d'atracció de la migració interna, arribant una gran quantitat de paulistes, catarinenses, gaúchos, mineiros i fluminenses. Aquest nou impuls va fer créixer la població curitibana de 140,6 milers d'habitants, en 1940, fins a 1,3 milions en 1991 (9,3 cops més).

### Composició ètnica
En 2010, segons dades del cens de l'Institut Brasiler de Geografia i Estadística d'aquell any, la població curitibana era composta per 1.380.012 blancs (el 78,77%); 296.140 mestissos (el 16,90%); 49.320 negres (el 2,82%); 23.888 asiàtics (el 1,36%); 2.421 indígenes (el 0,14%); a més de 126 sense declaració (el 0,01%). El mateix any, 1.743.036 habitants tenien la nacionalitat brasilera (el 99,88%), havent nascut 1.738.747 al país (el 99,82%), mentre que 4.289 eren naturalitzats (el 0,24%) i 8.871 eren forans (el 0,51%).
Observant la regió de naixement, 1.547.475 eren nascuts a la regió Sud (el 88,33%), 130.077 al Sud-est (el 7,42%), 28.935 eren nordestins (l'1,65%), 13.579 eren del Centre-Oest (el 0,78%) i 6.791 del Nord (el 0,39%). Dels sulistas 1.427.624 habitants eren naturals de l'estat del Paraná (el 81,49%) i, dels quals, 997.255 eren nascuts a la pròpia Curitiba (el 56,92%). Entre els provinents d'altres estats del país, São Paulo era l'estat amb major presència, amb 88.823 persones (el 5,07%), seguit per Santa Catarina, amb 79.040 residents (el 4,51%) i per Rio Grande do Sul, amb 40.811 habitants en el municipi (el 2,33%).

### Immigració

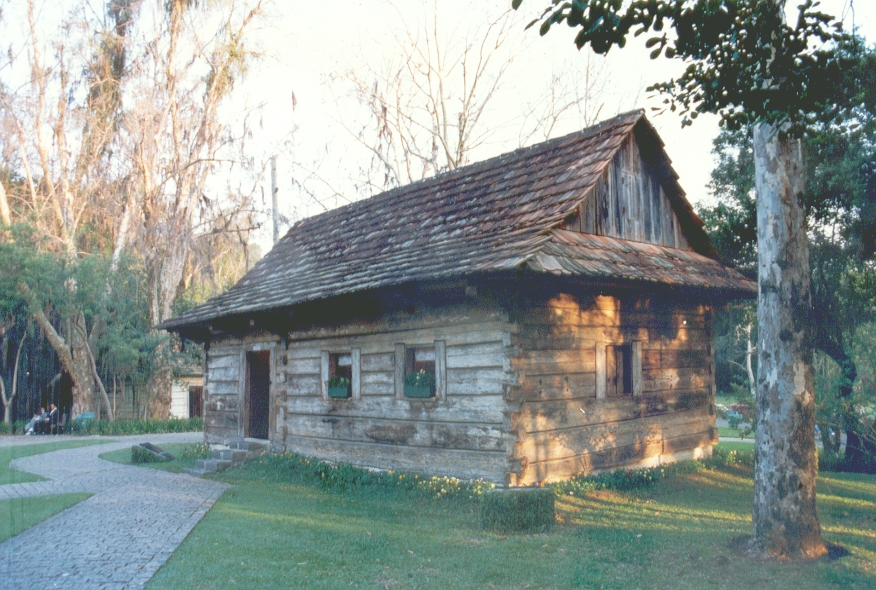
Casa d'immigrants polonesos al Bosc del Papa.

Dels immigrants arribats des d'Europa al segle xix, la primera gran onada va ser la dels alemanys, que començaren a arribar al Paraná l'any 1828. No obstant això, un gran nombre d'immigrants alemanys s'establiren dècades després, vora l'any 1870, provinents d'orígens tan diversos com els ruso-alemanys del Volga o els germano-catarinenses.

Els immigrants polonesos van arribar el 1871, ubicant-se en colònies rurals pròximes a Curitiba i van ser responsables de moltes millores en el sector agrícola de la regió. Curitiba acull la segona major diàspora polonesa del món, només per darrere de Chicago. El Memorial de la Immigració Polonesa, dintre del Bosque do Papa, va ser inaugurat el 13 de desembre de 1980, poc després de la visita del Papa Joan Pau II, el juny d'aquell mateix any. La seva àrea és de 46 mil metres quadrats i se situa en els terrenys d'una antiga fàbrica d'espelmes.

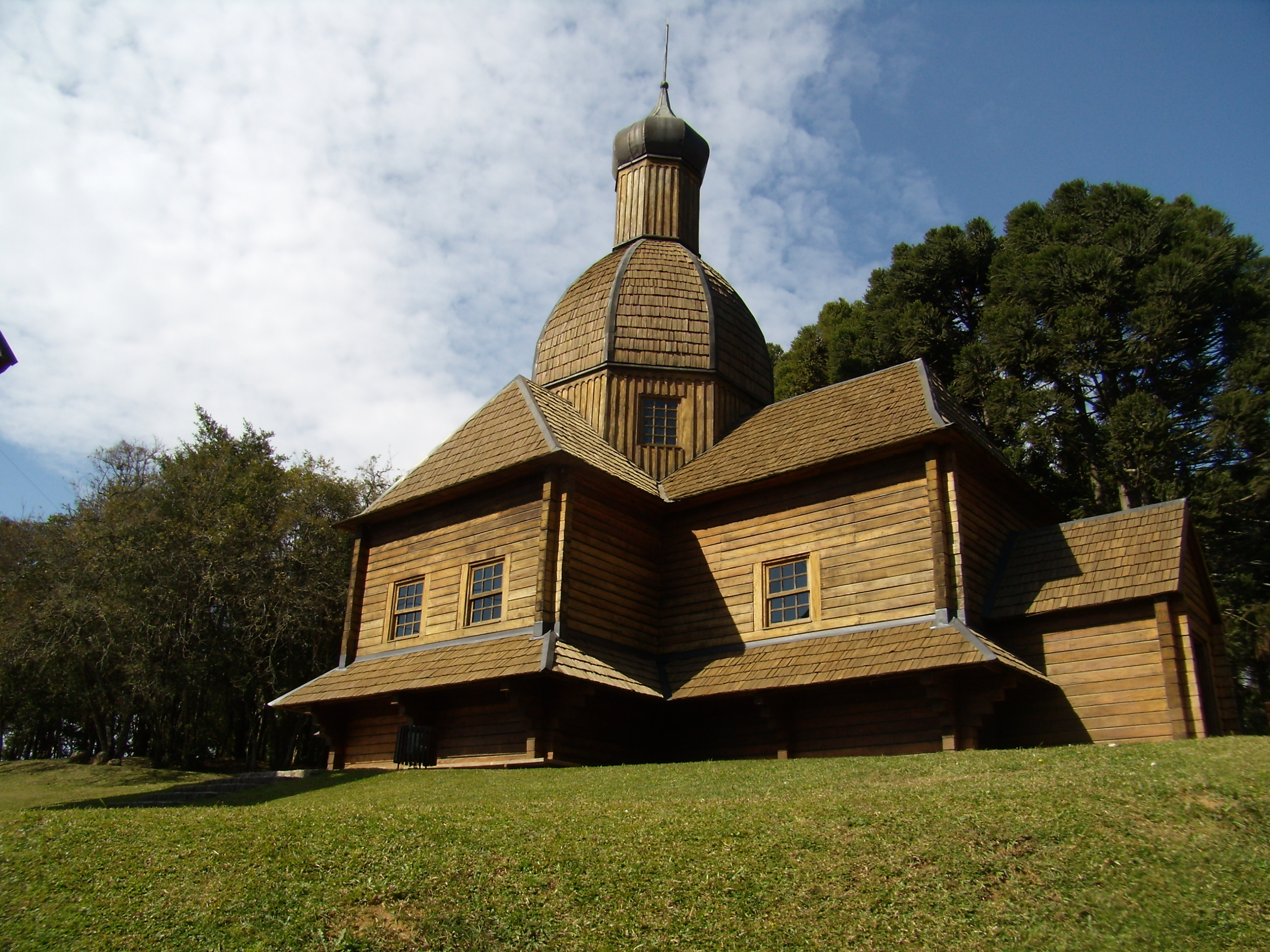
Rèplica d'una església ucraïnesa al Parc Tingui.

Els immigrants italians van començar a arribar al Brasil el 1875 i, a Curitiba, el 1878. Provenien en la major part de les regions de Vèneto i Trento, en el nord del país transalpí i es van establir majoritàriament en el barri de Santa Felicidade, que encara avui és el centre de la gran comunitat italiana de Curitiba.

Diversos immigrants ucraïnesos s'establiren al municipi entre 1895 i 1897, quan prop de 20 mil persones van arribar-hi des del seu país natal. Eren pagesos de la Galitsia, que van emigrar cap al Brasil per a fer-se agricultors. Existeixen avui prop de 300 mil brasilers d'origen ucraïnés residint al Paraná, en la que és la major comunitat eslava del país.

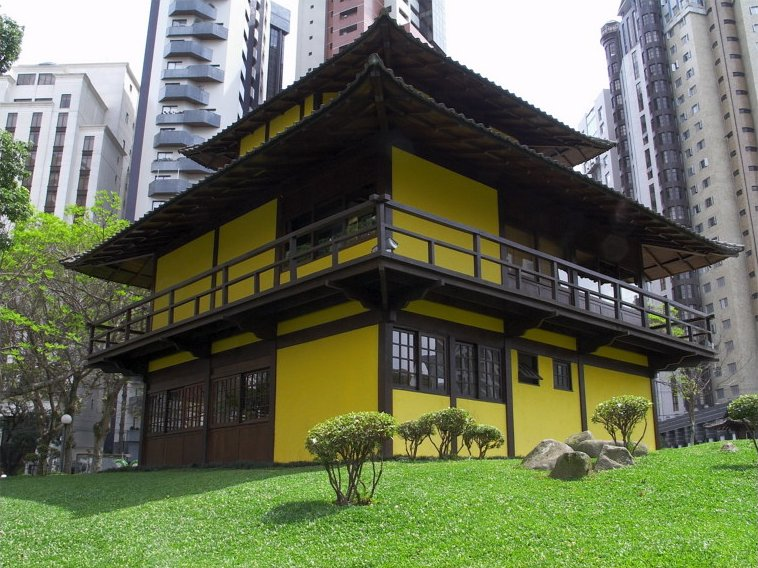
Plaça del Japó, memorial a la immigració japonesa.

Curitiba té una comunitat judaica ben establerta, originària de 1870, malgrat bona part d'aquella congregació inicial va acabant sent assimilada. El 1937, amb la conquesta del poder pels nazis en Alemanya, diversos acadèmics notables d'origen judeu-alemanys notables van ser admesos al Brasil, alguns d'ells instal·lant-se en Curitiba. El físic César Lattes i els ex-alcaldes Jaime Lerner i Saul Arrel eren jueus. En la ciutat es va construir un monument en memòria de l'Holocaust, existeix també un centre comunitari, una casa Habad (Beit Chabad), dues sinagogues i dos cementiris jueus.
Els immigrants japonesos, per la seva banda, van començar a arribar a la regió pels volts de 1915, la gran majoria per treballar en els latifundis de café que existien en aquella època. Actualment, prop de 40 mil nipobrasilers viuen en la ciutat.
Els anys 30 i 40 van marcar l'inici de la migració des d'Orient Pròxim, més concretament de Líbia i Síria. Es dedicaren al comerç minorista, especialitzant-se en el ram textil.
Val a dir que la ciutat ha fet un esforç en les últimes dècades per reconèixer i prestigiar l'aportació dels milers d'immigrants arribats d'arreu, amb places i monuments dedicats a les comunitats amb major representació.

### Religió

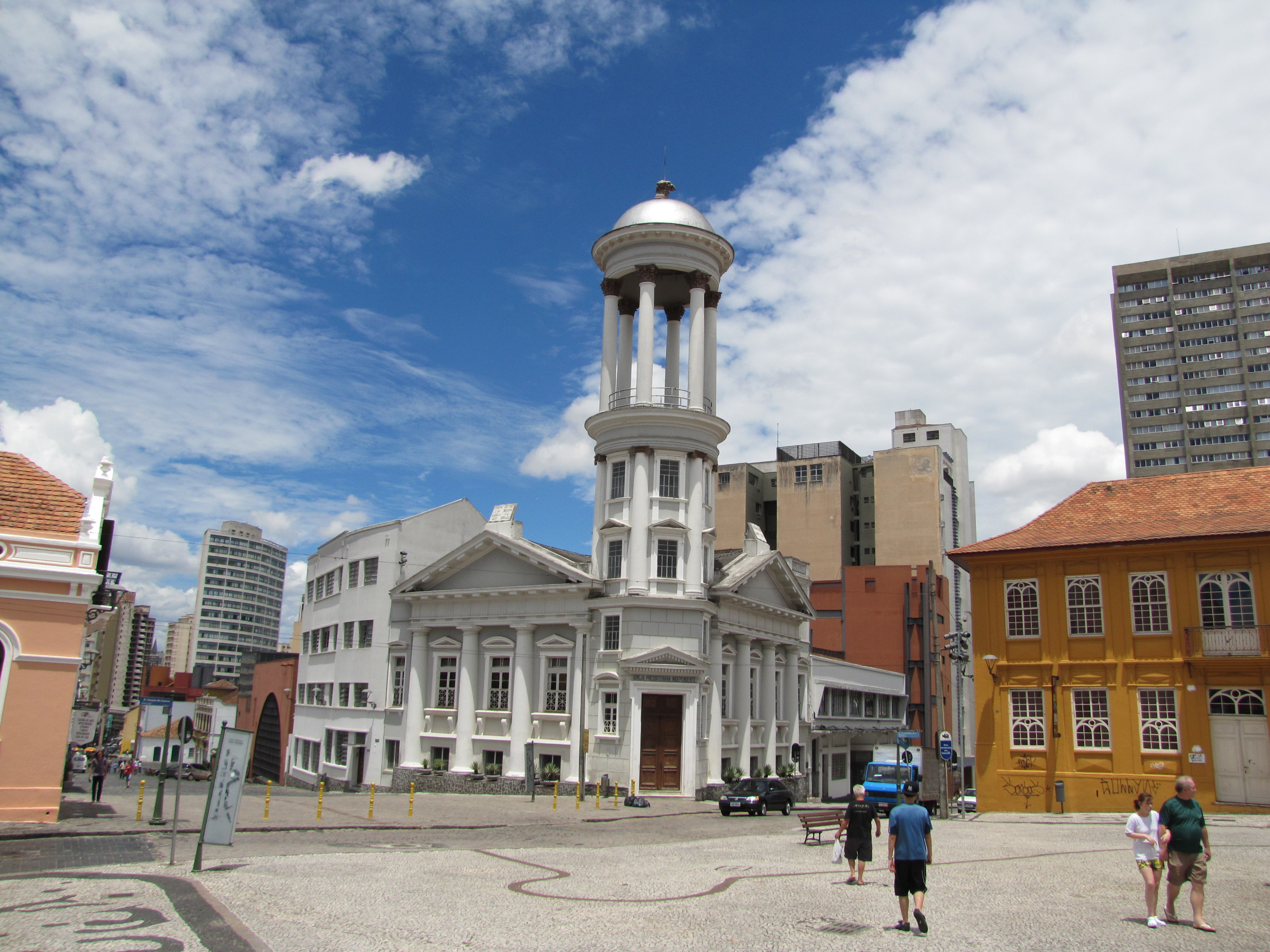
Església presbiteriana a Curitiba.

De la mateixa manera en que la varietat cultural és ben present a Curitiba, també ho és la diversitat de culte. Encara que la ciutat s'hagi desenvolupat sobre una matriu social eminentment catòlica, tant a causa de la colonització original com pel que fa a la posterior immigració rebuda (encara avui la majoria dels curitibans es declara adepte del catolicisme romà), és possible trobar actualment a la ciutat desenes de congregacions de les diferents famílies delprotestantisme. A més d'això, podem citar la pràctica del budisme o la doctrina espírita, entre les religions més practicades, sense oblidar els no creients, ateistes i agnòstics. També són remarcables les comunitats de jueus, mormons, testimonis de Jehovà, musulmans i dels practicants de religions afrobrasileres (umbanda, candomblé…).

D'acord amb dades del cens de 2010 realitzat pel IBGE, la població curitibana està composta per:

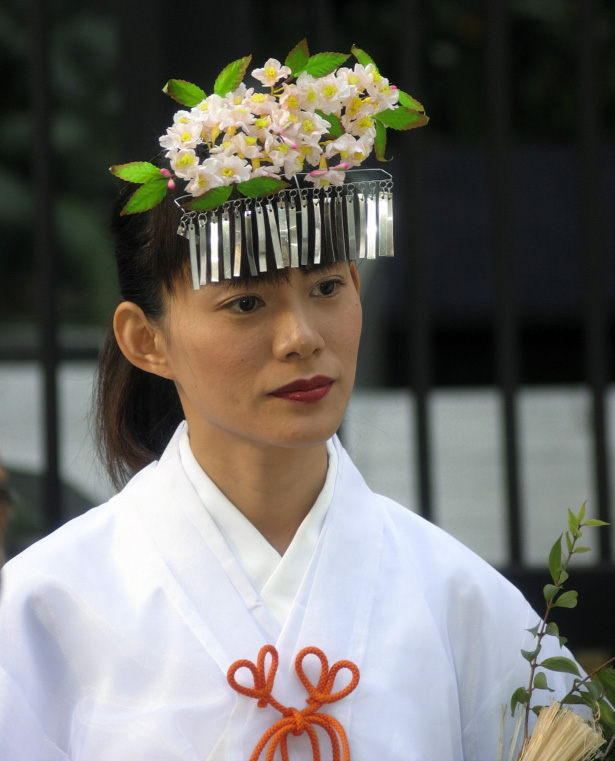
Sacerdotessa sintoista durant una cerimònia a Curitiba.

| Fe                          | % Practicants |
| --------------------------- | ------------- |
| Catòlics                    | 62,53%        |
| Evangèlics                  | 24,24%        |
| Espírites                   | 2,77%         |
| Testimonis de Jehovà        | 0,72%         |
| Mormons                     | 0,44%         |
| Budistes                    | 0,30%         |
| Relig. Afrobrasileres       | 0,26%         |
| Jueus                       | 0,18%         |
| Relig. Orientals            | 0,15%         |
| Musulmans                   | 0,07%         |
| Relig. Indígenes            | 0,01%         |
| Altres / NS / NC            | 1,57%         |
| No creients / Sense religió | 6,76%         |

#### Església Catòlica Apostòlica Romana

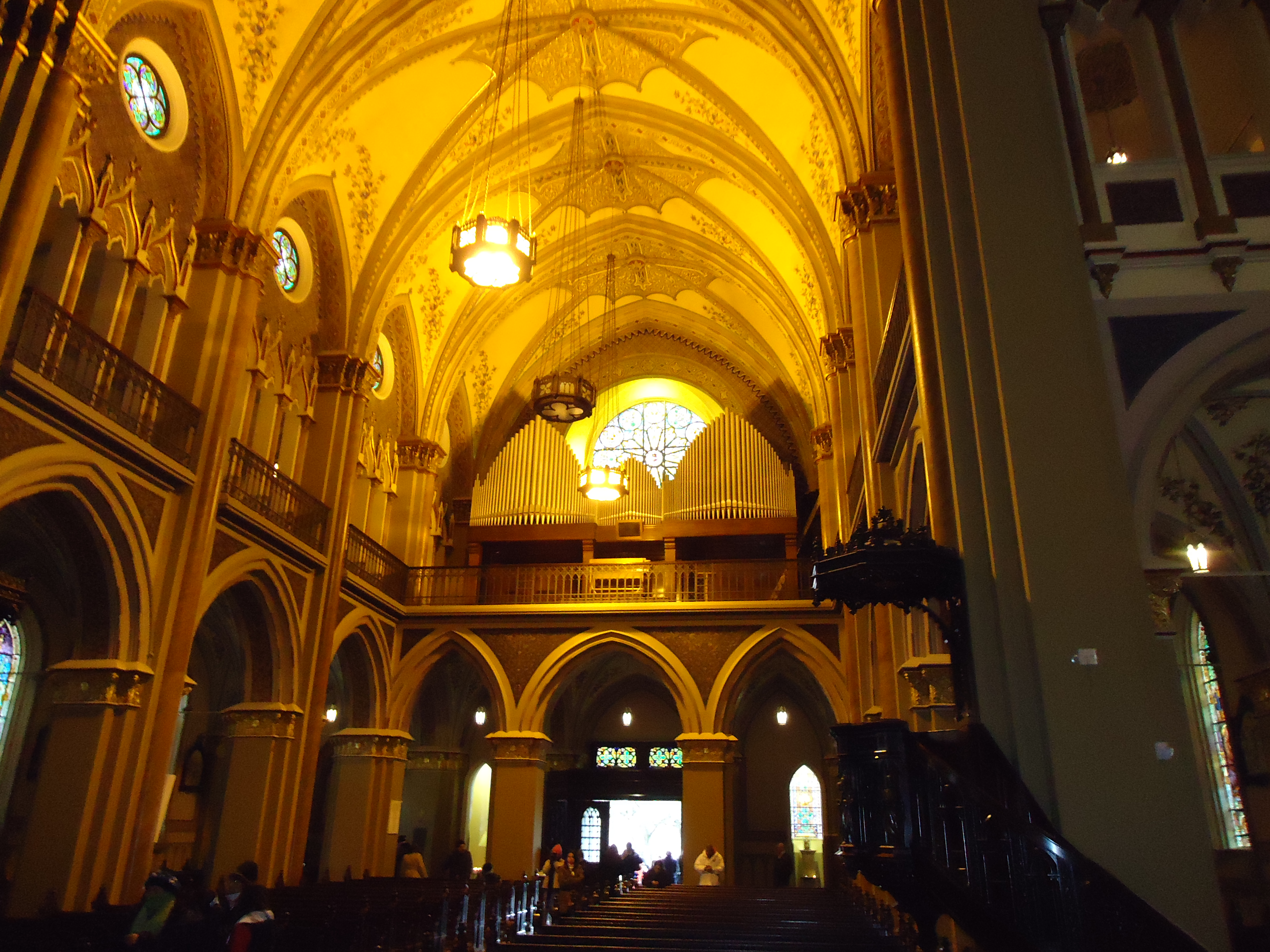
Interior de la Catedral Metropolitana de Nostra Senyora de la Llum, la seu episcopal de l'Arxidiòcesi de Curitiba.

Segons la distribució feta per l'Església Catòlica, el municipi està situat en la Província Eclesiàstica de Curitiba, sent la seu d'aquesta. També representa l'Arxidiòcesi de Curitiba, creada primer com a diòcesi el 27 d'abril de 1892 i elevada a la condició actual el 10 de maig de 1926. Actualment, l'arxidiòcesi té cinc diòcesis dependents (Guarapuava, Paranaguá, Ponta Grossa, São José dos Pinhais i União da Vitória). La Regió Pastoral de Curitiba comprèn tot el territori curitibà i onze municipis més, amb un total de 136 parròquies.
La Catedral Metropolitana de Curitiba (també anomenada Basílica Menor de Nossa Senhora da Luz, en homenatge a la patrona de Curitiba), està localitzada a la plaça de Tiradentes, al centre de la ciutat. És considerat un dels principals temples religiosos de la localitat. Va començar a ser construïda el 1876 i no va ser inaugurada fins al 1893. Tot i la seva importància i antiguitat, l'Institut de Patrimoni Històric i Artístic Nacional del Brasil ha rebutjat concedir-li l'estatus de patrimoni històric perquè l'estructura arquitectònica original va ser àmpliament modificada el 1947.
Dintre de l'Església oriental, destaca la presència de l'Arxicatedral de São João Batista dos Ucranianos, que és la seu d'una Arxieparquia de ritu bizantí, al barri d'Água Verde.

#### Altres credos cristians

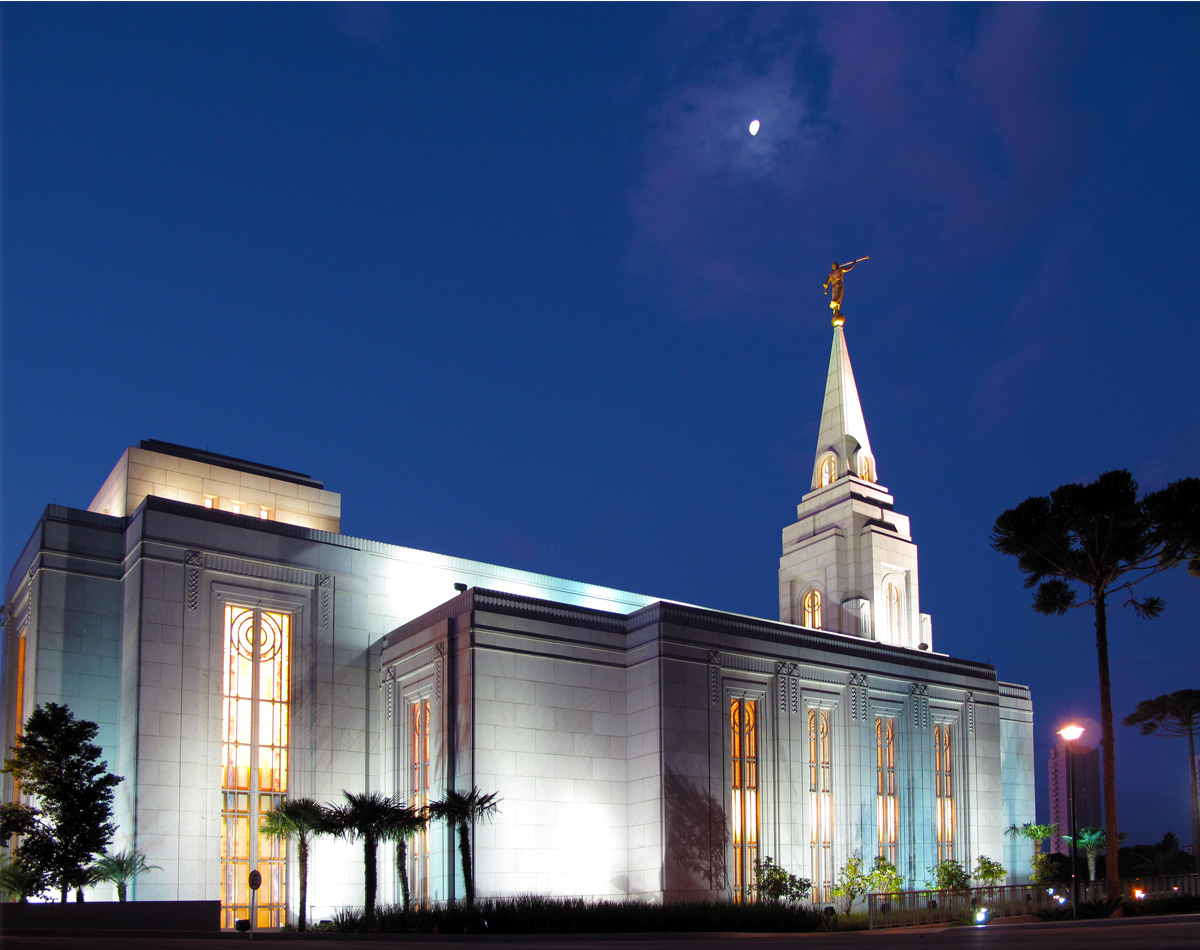
Temple mormó de Curitiba

La ciutat compta amb temples de diversos credos protestants o reformats, com l'Església Luterana, la Presbiteriana, la Metodista, l'Anglicana i les Baptistes, així com moltes altres de les diferents branques Evangèliques, com l'Adventista del Setè Dia, les Assemblees de Déu, la Pentecostal o la Universal del Regne de Déu. D'acord amb l'IBGE de 2010, el 24,24% de la població era protestant i, d'aquest total, el 14,31% eren adeptes de moviments evangèlics; el 4,54% eren protestants i la resta pertanyia a altres credos del mateix grup.
Existeixen també devots d'altres denominacions cristianes, com per exemple els Testimonis de Jehovà (que representen el 0,44% dels habitants) i els membres de l'Església de Jesucrist dels Sants dels Darrers Dies (el 0,72%), també coneguda com Església Mormona. El Temple Mormó de Curitiba, obert el juny de 2008, és un dels principals del país, atenent a més de 42 mil feligresos que viuen en els estats del Paraná, Santa Catarina i algunes àrees de l'estat de São Paulo.

### Regió metropolitana

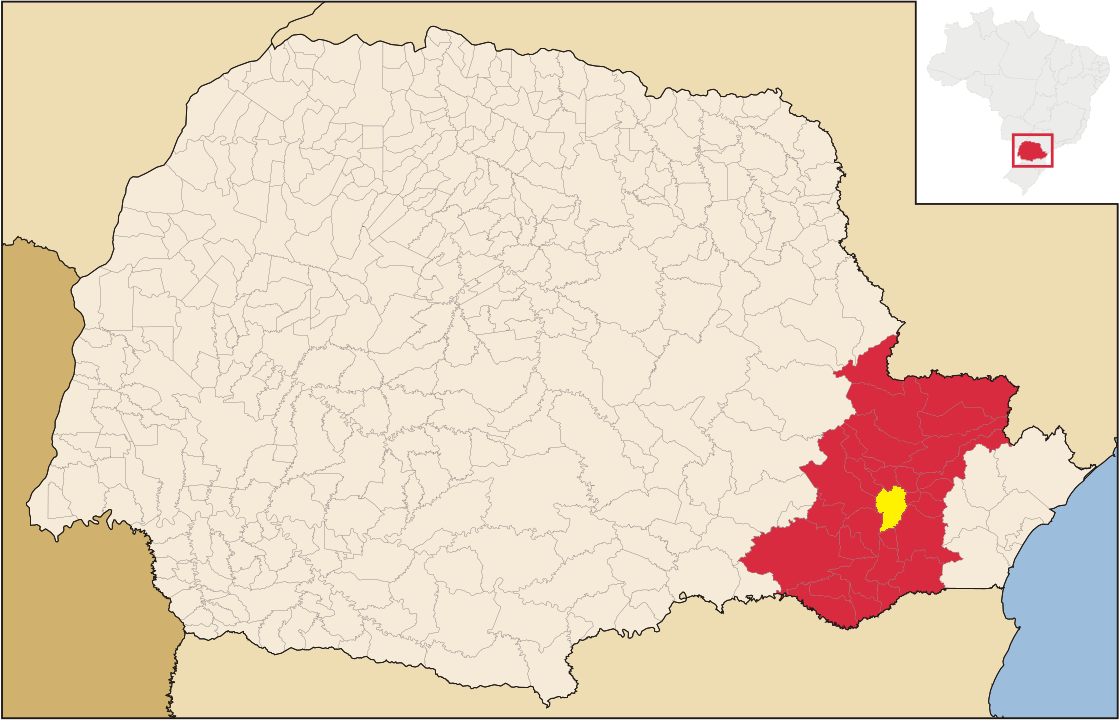
Estat del Paraná, amb la delimitació de la Gran Curitiba en vemell i la capital en groc.

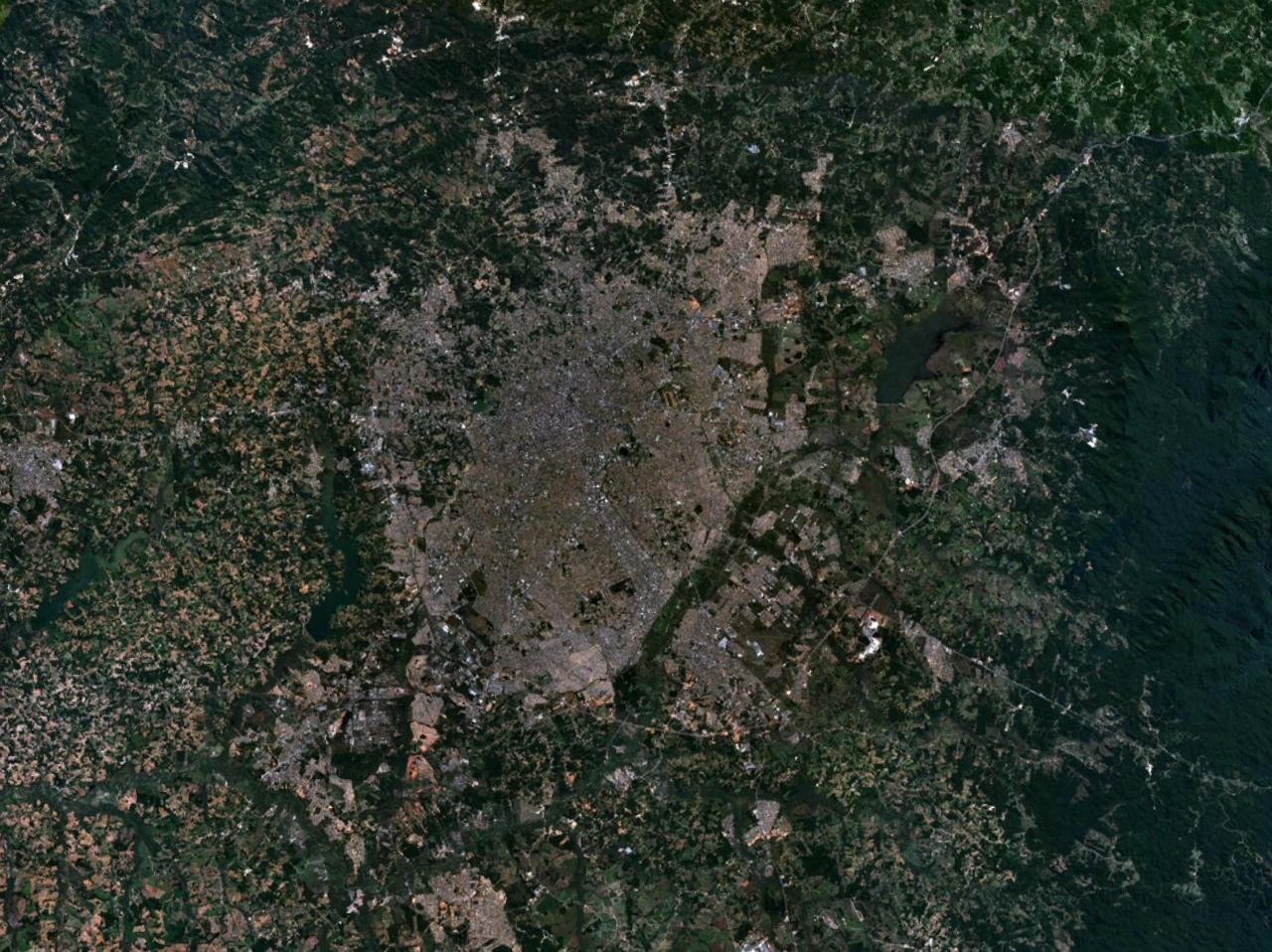
Imatge de satèl·lit parcial de la Regió Metropolitana de Curitiba.

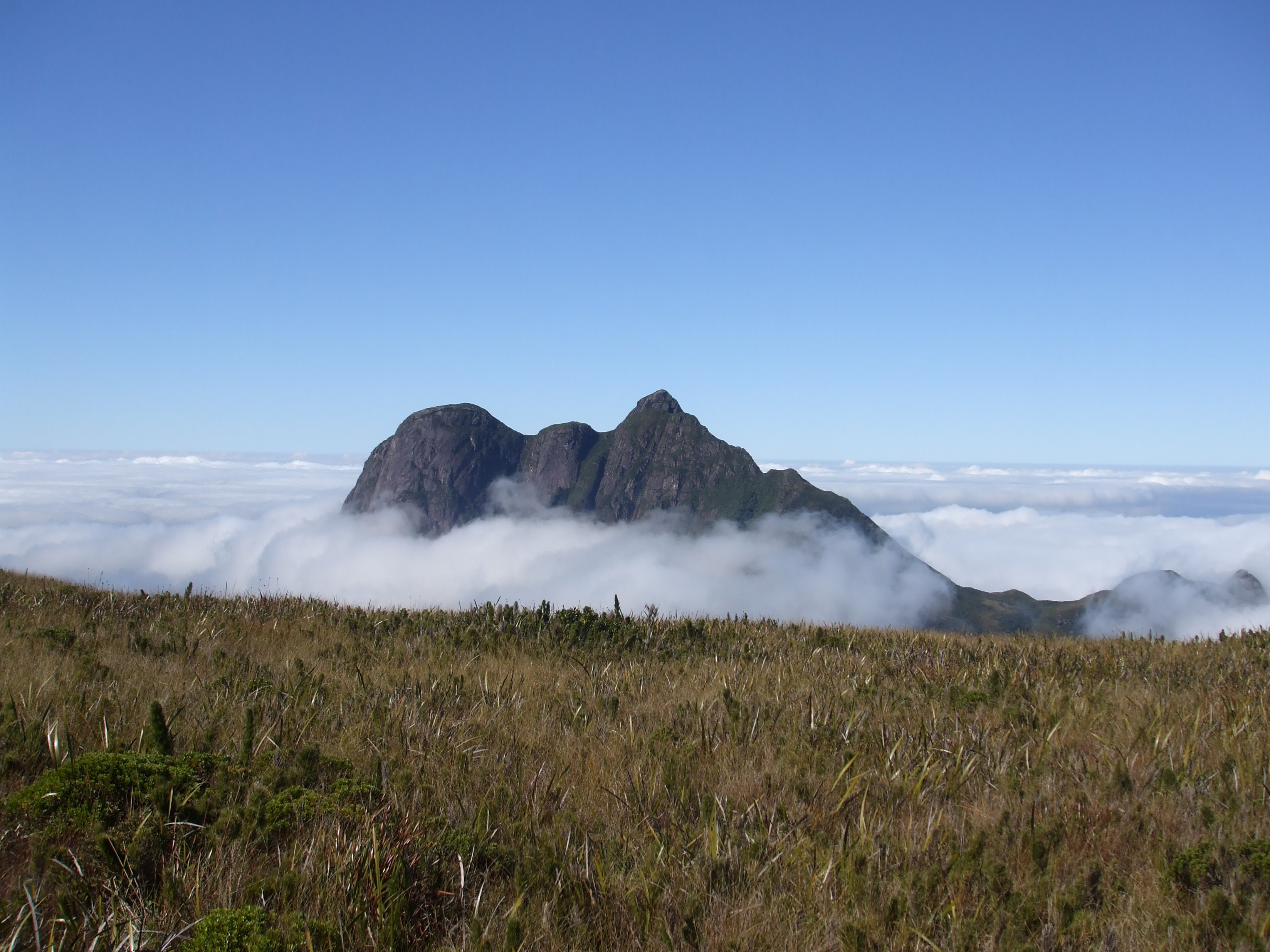
Amb 1.877 m, el Pic Paraná és la muntanya més alta de tota la regió sud del Brasil i es troba al municipi de Campina Grande do Sul, dins la Regió Metropolitana de Curitiba.

El procés de conurbació en curs en l'anomenada Grande Curitiba està creant una metròpoli amb el seu cor a Curitiba. La Regió Metropolitana de Curitiba (RMC) va ser creada l'any de 1973 i actualment és constituïda per 29 municipis, sent la novena aglomeració urbana més poblada del Brasil, amb 3.429.888 habitants, o el 1,68% de la població brasilera, i la cinquena conurbació formada per major nombre de termes municipals.
| Municípi              | Àrea (km²) | Població (2018) | IDH   | PIB (mil R$) (2013) |
| --------------------- | ---------- | --------------- | ----- | ------------------- |
| Adrianópolis          | 1.349,338  | 5.983           | 0,667 | 105.901             |
| Agudos do Sul         | 192,228    | 9.269           | 0,660 | 119.464             |
| Almirante Tamandaré   | 195,145    | 117.168         | 0,699 | 1.106.562           |
| Araucária             | 469,166    | 141.410         | 0,740 | 7.360.425           |
| Balsa Nova            | 396,914    | 12.787          | 0,696 | 555.836             |
| Bocaiúva do Sul       | 826,344    | 12.755          | 0,640 | 153.199             |
| Campina Grande do Sul | 539,861    | 42.880          | 0,718 | 987.480             |
| Campo do Tenente      | 304,489    | 7.894           | 0,686 | 153.896             |
| Campo Largo           | 1.249,422  | 130.091         | 0,745 | 3.482.715           |
| Campo Magro           | 275,466    | 28.885          | 0,701 | 279.062             |
| Cerro Azul            | 1.341,187  | 17.725          | 0,573 | 204.174             |
| Colombo               | 198,007    | 240.840         | 0,733 | 3.796.353           |
| Contenda              | 299,037    | 18.326          | 0,681 | 244.204             |
| Curitiba              | 434,967    | 1.917.185       | 0,823 | 79.383.343          |
| Doutor Ulysses        | 781,447    | 5.609           | 0,546 | 53.677              |
| Fazenda Rio Grande    | 116,676    | 98.368          | 0,720 | 1.330.723           |
| Itaperuçu             | 312,382    | 28.187          | 0,637 | 416.764             |
| Lapa                  | 2.045,893  | 47.909          | 0,706 | 1.157.893           |
| Mandirituba           | 379,179    | 26.411          | 0,655 | 507.614             |
| Piên                  | 254,903    | 12.606          | 0,694 | 587.940             |
| Pinhais               | 61,007     | 130.789         | 0,751 | 4.947.752           |
| Piraquara             | 227,560    | 111.052         | 0,700 | 1.083.156           |
| Quatro Barras         | 179,538    | 23.199          | 0,742 | 1.548.781           |
| Quitandinha           | 447,023    | 18.873          | 0,680 | 258.842             |
| Rio Branco do Sul     | 814,361    | 32.273          | 0,679 | 1.026.545           |
| Rio Negro             | 603,246    | 33.922          | 0,760 | 858.233             |
| São José dos Pinhais  | 945,717    | 317.476         | 0,758 | 25.238.577          |
| Tijucas do Sul        | 672,197    | 16.646          | 0,636 | 362.860             |
| Tunas do Paraná       | 668,481    | 8.509           | 0,611 | 88.324              |
| Total                 | 15.418,543 | 3.615.027       | 0,783 | 134.769.406         |

## Govern i política
L'administració municipal brasilera es dona per la separació dels poders executiu i legislatiu. La divisió i nomenclatura actuals són vigents des del primer govern Vargas (1930): el poder legislatiu recau en la Cambra Municipal (Câmara Municipal), també dita Cambra de Regidors (Câmara de Vereadores), mentre que l'executiu correspon a la Prefeitura. El Prefeito (batlle) és elegit per sufragi universal i directe i és qui tria el seu equip de govern (conselheiros). En la legislatura 2021-2024, el batlle de Curitiba és Rafael Greca, del partit Democratas. És el seu tercer mandat, ja que repeteix després de la legislatura 2017-2020 i, anteriorment, havia estat l'alcalde en la 1993-1996. El poder legislatiu és constituït per la Câmara de Vereadores, formada ara per 38 regidors triats per ocupar el càrrec en mandats de quatre anys i, des de 2021, el seu president és Tico Kuzma. El municipi de Curitiba és regit per una llei orgànica. La ciutat es divideix en 10 demarcacions electorals.i el cens electoral de 2014 va ser de 1.172.939 electors
Abans de 1930, els municipis eren dirigits pels presidents de les càmeres municipals, també anomenats agents executius o intendents. Solament després de 1930 es van separar els poders municipals executiu i legislatiu. El primer intendent que Curitiba va tenir va ser José Borges de Macedo, qui va ocupar el càrrec entre 1835 i 1838 - tretze anys després de la declaració d'Independència i set anys abans de l'elevació a la categoria de ciutat. El primer alcalde va ser Cândido Ferreira de Abreu.
A Curitiba es troba la seu del Tribunal de Justícia de l'Estat del Paraná, nucli del poder judicial de l'estat, conegut amb el nom de Fórum Cível da Comarca de Curitiba e Região Metropolitana. Des de 2009, aquest se situa al modern Edifici Montepar, a l'Avinguda Cândido de Abreu del barri del Centro Cívico, on se situen la major part dels organismes públics. També és seu del Tribunal Regional del Treball de la 9.ª Regió (TRT-15), amb jurisdicció sobre els estats del Paraná i Santa Catarina i que va sorgir del desmembrament del TRT de la 2.ª Regió de la capital paulista.

### Ciutats germanes
El projecte de Ciutats Germanes va instituir-se a Curitiba l'any 1973 i actualment depèn de l'Assessoria de Relacions Internacionals de l'ajuntament. Cerca la integració entre la capital de l'estat i diversos municipis estrangers, signada per mitjà de convenis de cooperació que tenen l'objectiu d'assegurar el manteniment de la pau entre els pobles, basada en la fraternitat, felicitat, amistat i respecte recíproc entre les nacions. Oficialment, les ciutats agermanades amb Curitiba són:
| Ciutat                  | País          | Entrada en vigor |
| Akureyri                | Islàndia      | 2013             |
| Asunción                | Paraguai      | 1999             |
| Coimbra                 | Portugal      | 1975             |
| Columbus                | Estats Units  | 2015             |
| Córdoba                 | Argentina     | 2014             |
| Cracòvia                | Polònia       | 1992             |
| Durban                  | Sud-àfrica    | 2010             |
| Guadalajara             | Mèxic         | 1999             |
| Hangzhou                | Xina          | 1999             |
| Himeji                  | Japó          | 1984             |
| Jacksonville            | Estats Units  | 2009             |
| Lió                     | França        | 2005             |
| Montevideo              | Uruguai       | 1990             |
| Orlando                 | Estats Units  | 1999             |
| Santa Cruz de la Sierra | Bolívia       | 1989             |
| Suwon                   | Corea del Sud | 2009             |
| Treviso                 | Itàlia        | 1993             |
| Haikou                  | Xina          | 2008             |
| La Plata                | Argentina     | 2011             |
| Suncheon                | Corea del Sud | 2014             |
| Toluca                  | Mèxic         | 2014             |

## Subdivisions

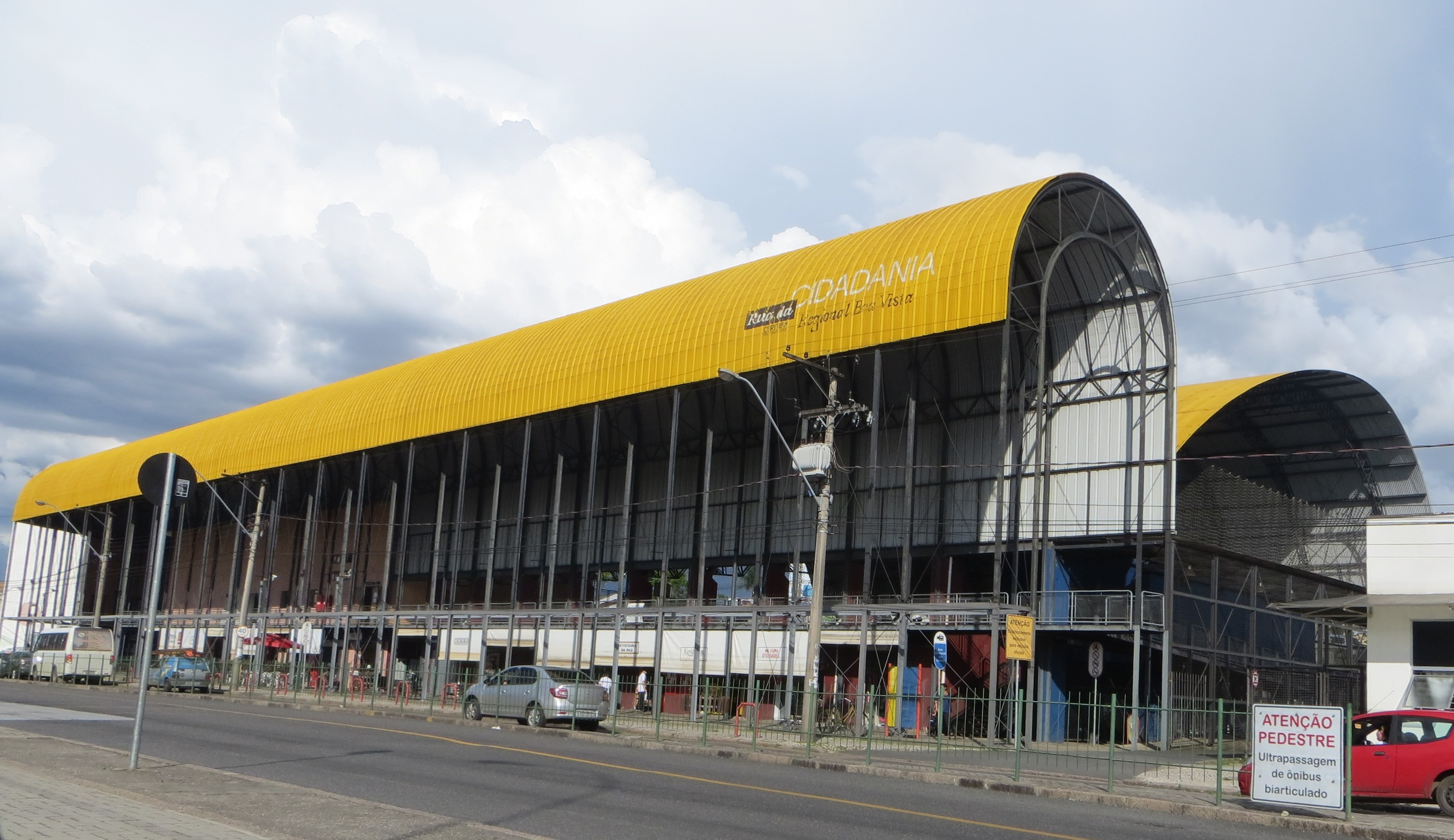
Rua da Cidadania de la regió administrativa de Boa Vista.

El municipi de Curitiba és dividit en un total de 75 barris, agrupats en deu regions administratives. Aquestes funcionen com sots-alcaldies i tenen la funció de descentralitzar els òrgans públics i la prestació de serveis socials, estructurals i lleure per l'interior de la ciutat. S'allotgen en uns edificis municipals coneguts com Rua da Cidadania (carrer de la ciutadania).
Segons l'Institut Brasiler de Geografia i Estadística, el barri més poblat de la capital paranaense és Cidade Industrial (CIC), localitzat en la regió administrativa homònima, que reunia 172.669 habitants; seguit per Sítio Cercado, de la Regional de Bairro Novo, amb 115.525 persones; i per Cajuru, amb 96.200 residentes. A més de ser el barri més poblat, Cidade Industrial és també el barri de major extensió, amb un total de 43,48 km². També hi ha una divisió oficial en nou districtes, sent la seva última modificació de 1988.
| Regió administrativa          | Barris |  |
| ----------------------------- | --- |  |
| Matriz                        | Centro, Centro Cívico, Batel, Bigorrilho, Mercês, São Francisco, Bom Retiro, Ahú, Juvevê, Cabral, Hugo Lange, Jardim Social, Alto da XV, Alto da Glória, Cristo Rei, Jardim Botânico, Prado Velho, Rebouças |  |
| Santa Felicidade              | Santa Felicidade, Lamenha Pequena, Butiatuvinha, São João, Vista Alegre, Cascatinha, São Brás, Santo Inácio, Orleans, Mossunguê, Campina do Siqueira, Campo Comprido                                        |  |
| Boa Vista                     | Boa Vista, Bacacheri, Bairro Alto, Tarumã, Tingui, Atuba, Santa Cândida, Cachoeira, Barreirinha, Abranches, Taboão, Pilarzinho, São Lourenço                                                                |  |
| Cajuru                        | Cajuru, Uberaba, Jardim das Américas, Guabirotuba, Capão da Imbuïa |  |
| Fazendinha/Portão             | Portão, Fazendinha, Santa Quitéria, Vila Izabel, Água Verde, Parolin, Guaíra, Seminário |  |
| Boqueirão                     | Boqueirão, Xaxim, Hauer, Alto Boqueirão |  |
| Pinheirinho                   | Pinheirinho, Capão Raso, Lindoia, Fanny, Novo Mundo |  |
| Bairro Novo                   | Sítio Cercado, Ganchinho, Umbará |  |
| Cidade Industrial de Curitiba | Cidade Industrial de Curitiba, Riviera, Augusta, São Miguel |  |
| Tatuquara                     | Tatuquara, Campo de Santana, Caximba |  |

## Economia

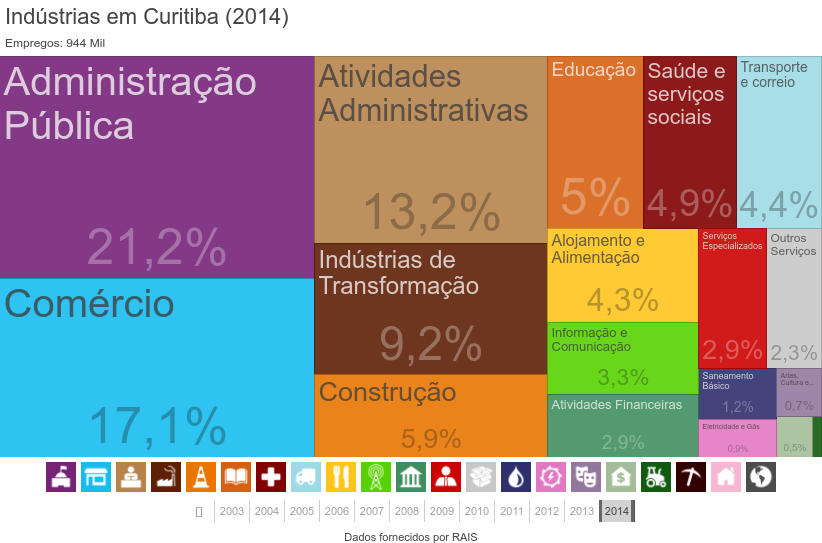
Activitats econòmiques amb més presència a Curitiba (2014).

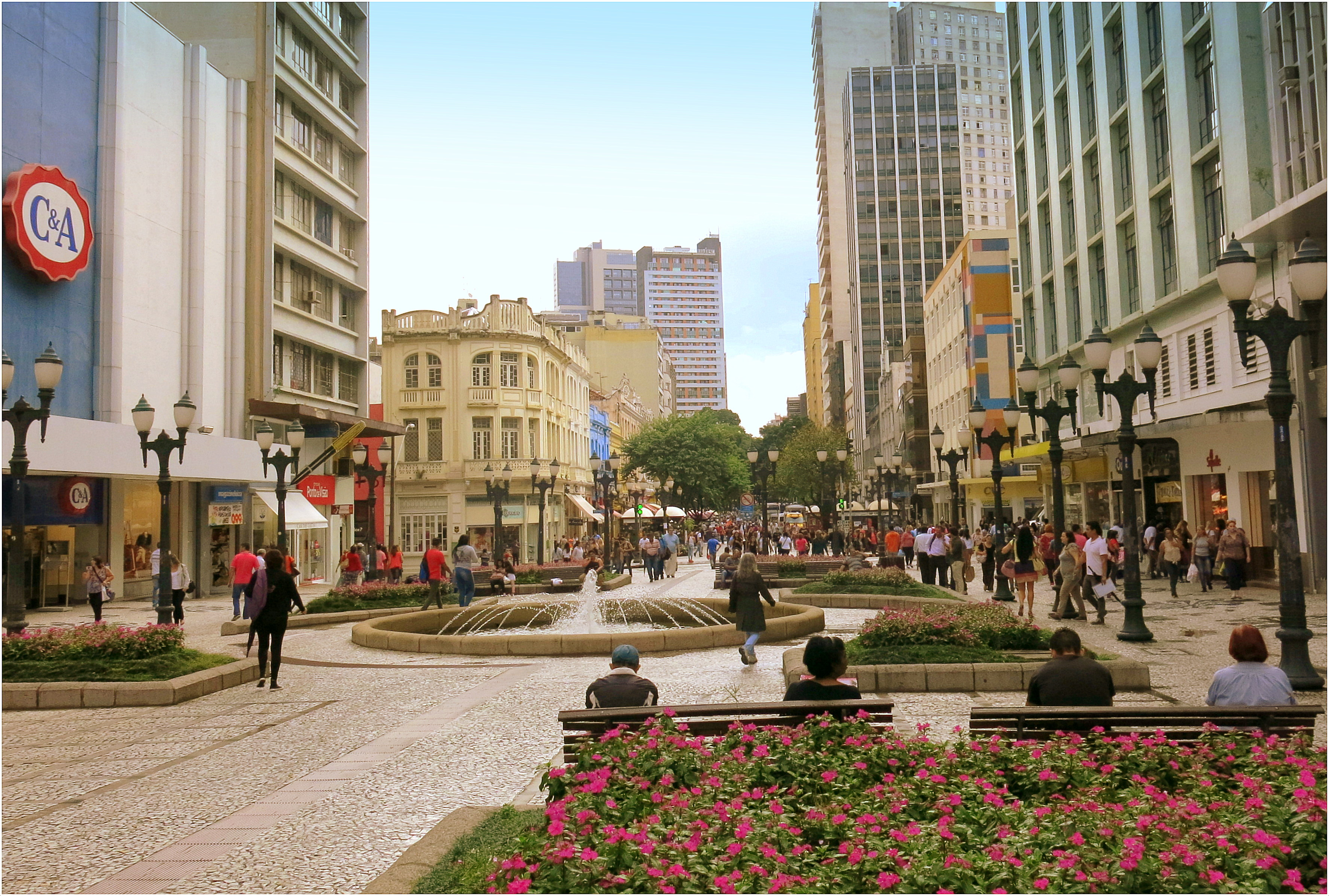
El barri de Centro, epicentre comercial i financer de Curitiba.

El Producte Interior Brut (PIB) de Curitiba és el cinquè més alt de tots els municipis del país. D'acord amb dades de l'Institut Brasiler de Geografia i Estadística relatius a 2013, el PIB municipal era de 79.383.343.000 reals i el producte interior brut per capita era de 42.934,38 BRL.
D'acord amb l'IBGE, la ciutat posseïa, l'any 2012, 103.211 empreses i establiments comercials en actiu. Es comptaven 1.084.369 persones ocupades, amb 931.971 d'elles, assalariades. La quantia total de remuneracions sumava 29.392.831 BRL i el sou mitjà mensual era equivalent a 3,9 salaris mínims. La principal font econòmica està centrada en el sector terciari, destacant els segments del comerç i prestació de serveis en diverses àrees, com l'educació i la sanitat. També és remarcable el sector secundari, amb complexos industrials de gran mida. S'ha de valorar també la importància de les fàbriques instal·lades als barris de la Cidade Industrial, així com les dues grans fàbriques automobilístiques localitzades en la Gran Curitiba, de les marques Renault i Volkswagen.
Bona part de la riquesa econòmica de Curitiba es deu als més de tres milions de residents de la seva regió metropolitana: la megalòpoli destaca per tenir l'economia més forta del sud del país. Va ser escollida en diverses ocasions com “La millor ciutat brasilera per a fer negocis”, segons la classificació elaborada per la revista Examen.
El juliol de 2001, Curitiba va ser la primera ciutat en rebre el títol de “Pol de la Informàtica” concedit per la revista Info Examen, per l'alt nivell de les seves empreses tecnològiques. D'acord amb la revista, el conjunt d'empreses de Tecnologia i Informàtica de Curitiba havia presentat, aquell any, una facturació d'1.2 bilions de dòlars, representant un creixement del 21% amb relació a l'any anterior.
A més d'això, la capital paranaense concentra la major porció de l'estructura governamental i de serveis públics del Paraná i acull importants empreses en les activitats de comerç, serveis i finances. Amb un parc industrial de 43 milions de metres quadrats, la regió metropolitana de Curitiba va atreure grans empreses com ExxonMobil, Elma Chips, Sadia, Mondelez, Siemens, Johnson Controls i HSBC, així com famoses companyies locals — O Boticário, Positivo Informàtica i Vivo, per exemple. No convé oblidar l'existència del principal terminal aeroportuari internacional de la regió Sud, l'Aeroport Afonso Pena.

### Sector primari

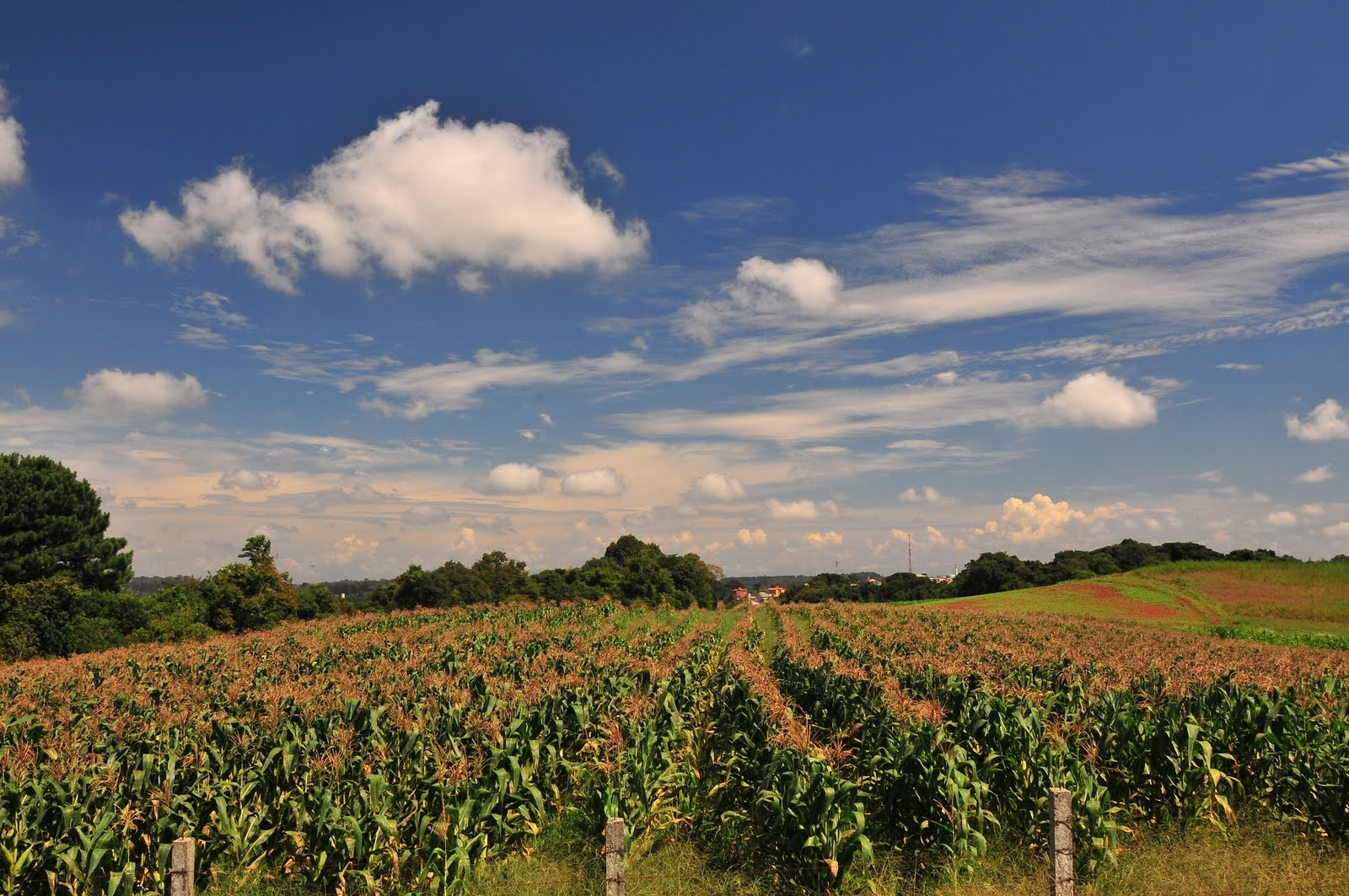
Camps de panís en les rodalies de la ciutat.

L'agricultura és el sector menys rellevant de l'economia de Curitiba. De tot el producte interior brut de la ciutat, 10.3 milions de reals és el valor afegit corresponent a l'agropecuària. Segons l'Institut Brasiler de Geografia i Estadística, el 2013, el municipi comptava amb una cabanya de prop de 1.168 caps de boví, 40 de caprí, 250 d'èquids, 930 d'ovins i 30 de porcins. Aquell any, van ser produïts 440 mil litres de llet de 220 vaques lleteres i 800 kg de mel d'abella. També el 2013, es va collir 30 tones de fesols, 44 Tm de mandioca i 506 Tm de panís. Això contrasta amb la particular història del municipi, ja que dos productes agrícoles tan tradicionals com el blat i el raïm, que apareixen en l'escut de Curitiba, pràcticament han desaparegut dels camps de la ciutat.
Des de l'any 2000, la població de Curitiba és considerada totalment urbana, produint-se una conseqüent reducció de la producció del sector primari. Segons un estudi de la Secretaria Municipal de Proveïment (SMAB) el 2009, encara restava activitat agrícola i pecuària residual a l'extraradi, amb famílies que sobrevivien d'aquestes ocupacions. Aquell any, l'àrea de cultiu declarada per la SMAB, era de 1.470 ha.

### Sector secundari

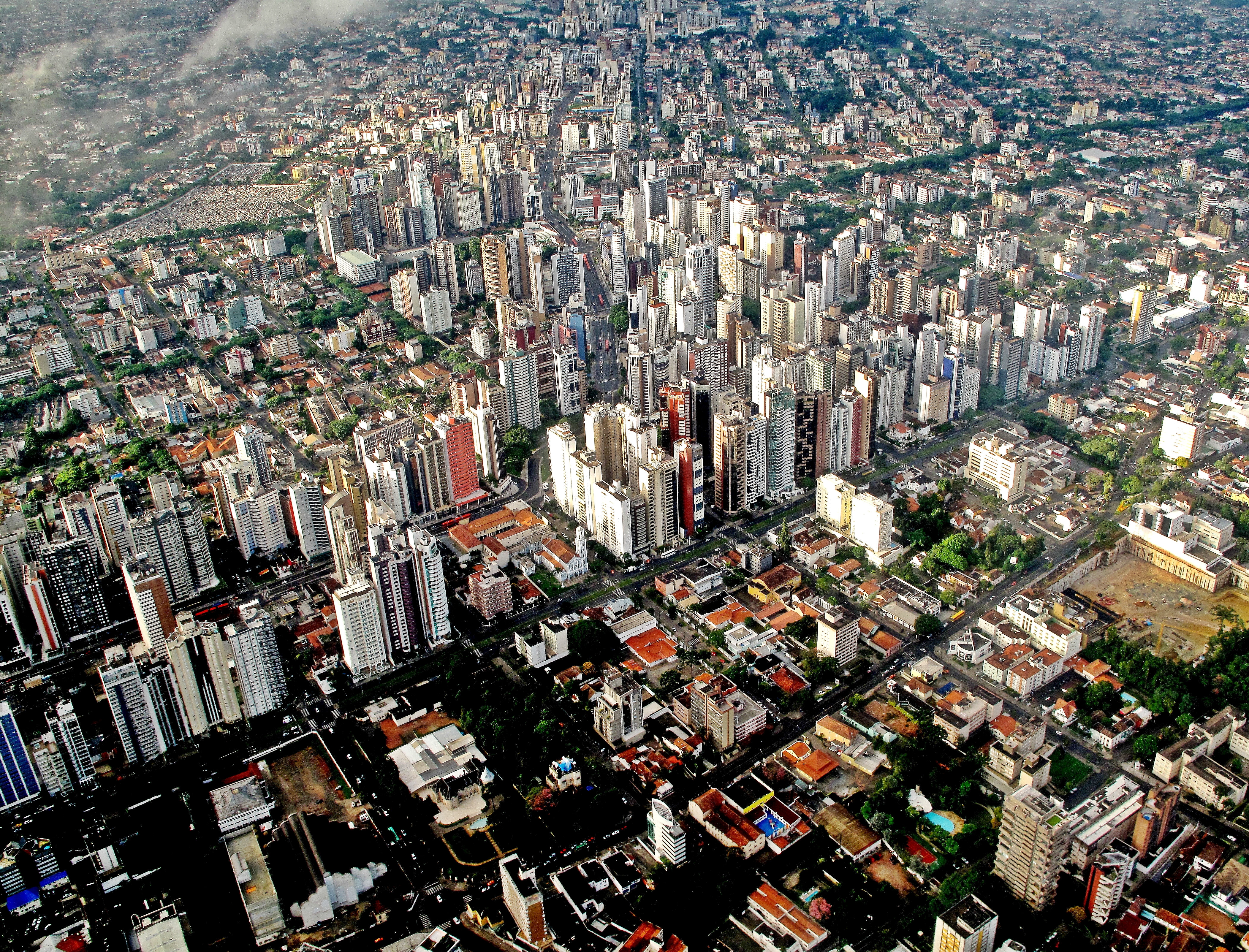
Imatge aèria de la regió cèntrica de la ciutat.

La indústria, actualment, és el segon sector més rellevant per a l'economia del municipi. 15.232.406.000 reals del producte intern brut municipal corresponen al valor afegit del sector secundari.
Curitiba, amb el seu divers parc industrial, és un dels centres manufacturers més extensos del Brasil. El procés d'industrialització va ser iniciat per la immigració europea del segle xix, que s'especialitzà en la fabricació d'artefactes de cuir i de fusta.
Entre els principals productes elaborats en l'actualitat, destaquen els de l'alimentació, mobiliari i fusta, minerals no-metàl·lics, químics i farmacèutics, begudes i elements de pelleteria. El major complex d'indústries del municipi es troba a la regió administrativa de Cidade Industrial de Curitiba.

### Sector terciari

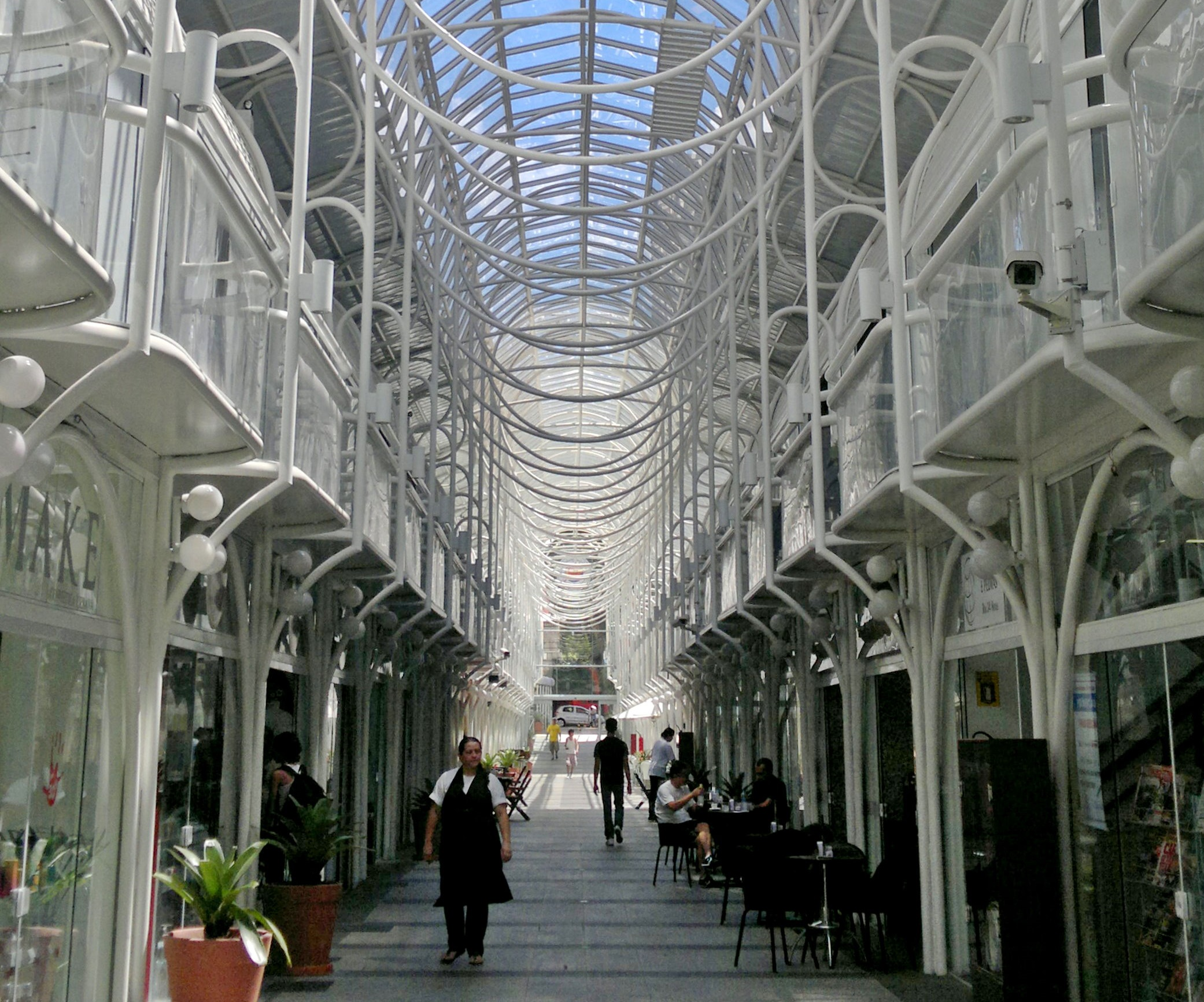
Galeria Rua 24 Horas.

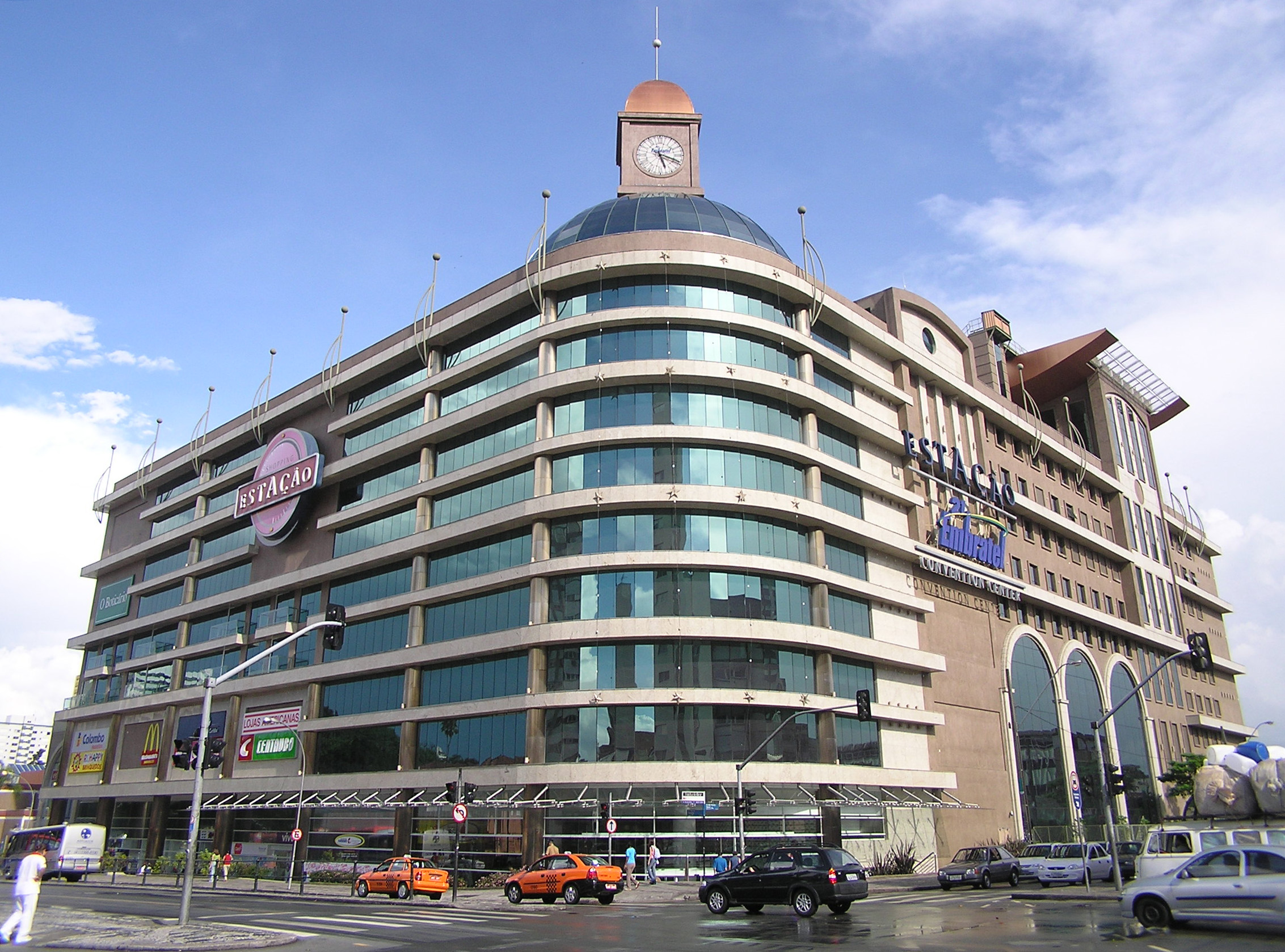
Shopping Estação.

La prestació de serveis rendeix 42.164.530.000 reals al producte intern brut municipal. El sector terciari actualment és la major font generadora del PIB curitibà, destacant-ne principalment l'àrea del comerç.
Els principals shoppings centers de Curitiba són el Shopping Mueller (el primer de Curitiba), Omar Shopping, Palladium Shopping Center, ParkShopping Barigui, Polloshop Champagnat, Shopping Água Verde, Shopping Cidade, Shopping Crystal Plaza, Shopping Curitiba, Shopping Estação, Shopping Itália, Shopping Jardim das Américas, Shopping Novo Batel, Shopping Popular, Shopping Paladium i Shopping Total. També trobem el Mercat Municipal de Curitiba, inaugurat el 2 d'agost de 1958.
El progrés industrial i l'enorme xarxa de vies de transports de Curitiba van facilitar el gran fluix comercial de la ciutat. Els principals productes d'importació de Curitiba són els electrodomèstics, els aliments, l'horticultura, la fusta bruta, els tèxtils i articles manufacturats en general. El 2012, els productes exportats des de Curitiba van ser tractors (el 14,65%), camions de transport (el 10,41%), bombes per a líquids (el 8,39%), peces per a motors (el 6,76%) i electricitat (el 5,89%).
Les microempreses mereixen una menció especial: Curitiba és la primera ciutat sulista en la classificació de microemprenedors individuals. La regió del Centro es concentra una part important del comerç i els serveis, com perruqueries, botigues de roba i accessoris, basars, venda d'artesania i serveis de repartiment a domicili. Existeixen al centre: 105 sucursals bancàries, 4.848 botigues, 68 hotels, 669 seus industrials, 555 restaurants o 4 centres comercials, totalitzant 17.489 mil centres productius. El Sindicat dels Treballadors del Comerç de Curitiba (Sindicom), representa i defensa la classe treballadora dels comerços de la Gran Curitiba.

## Equipaments

### Sanitat

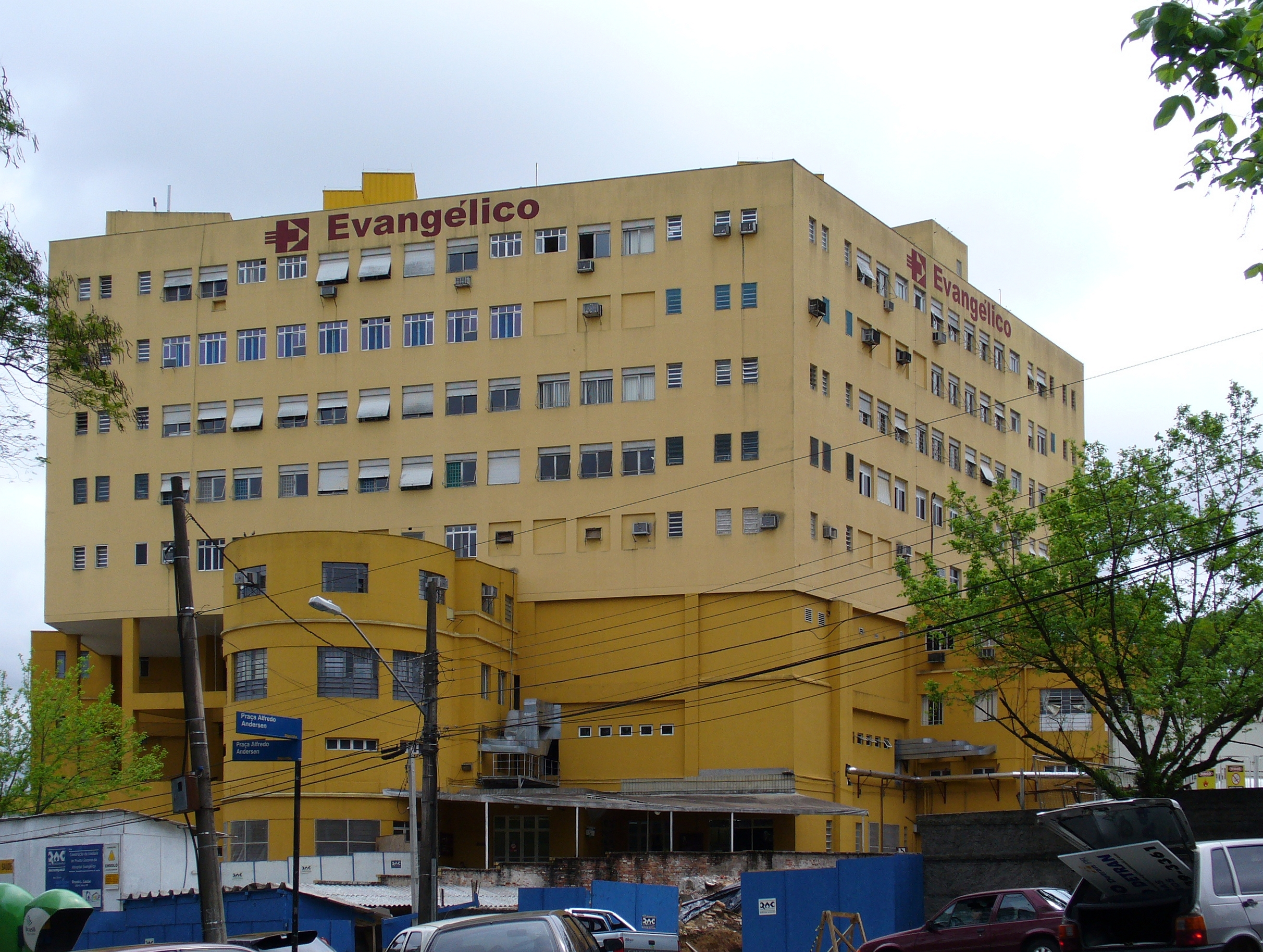
Hospital Evangèlic de Curitiba, un dels més moderns i ben equipats del Paraná.

El municipi és la seu d'institucions dels tres nivells de govern: federal, estadual i municipal. El 2009, posseïa 815 centres de salut entre hospitals, serveis d'urgències, centres d'atenció primària i serveis d'odontologia, sent 152 d'ells públics i 663 privats. En global, la ciutat posseïa 5.548 llits d'internament, dels que 1.247 estan en els centres de salut públics i els 4.301 restants estan en els privats. Hi ha un total de 35 hospitals generals, 7 d'ells públics, 21 privats i 7 filantròpics, amb 14.590 metges, el que suposa una ràtio propera als 7,9 metges per cada mil habitants.
El 2013, el 95,4% dels nens menors d'1 any tenien la cartilla de vacunació en dia. El 2012, van ser registrats 25.079 nascuts vius, sent que l'índex de mortalitat infantil aquell any va ser de 10,9 òbits de nens menors de cinc anys per cada mil. L'any de 2010, l'1,78% de les dones de 10 a 17 anys van tenir fills. Del total de nens menors de dos anys que van ser pesades pel Programa Salut de la Família de 2013, el 0,5% presentaven desnutrició. L'hospital més antic de Curitiba és el de la Santa Casa de Curitiba, que l'Emperador del Brasil Pere II va inaugurar el 22 de maig de 1880.
D'entre els principals hospitals de Curitiba es destaquen el Cardiològic Costantini, les Clíniques de la UFPR, l'Evangèlic de Curitiba, la Santa Casa de Misericòrdia de Curitiba, la Maternitat Victor Ferreira do Amaral i el Geriàtric Zilda Arns. A més d'això, hi ha centres de salut mental com l'Hospital Espírita de Psiquiatria Bom Retiro i el Psiquiàtric Nossa Senhora da Luz. El Servei d'Atenció Mòbil d'Urgència (Samu) i els paramèdics (Siate) són els serveis d'assistència de la Regió Metropolitana de Curitiba i atenen una mitjana diària de 500 trucades, nombre al que s'hauria d'afegir les trucades rebudes a la polícia i altres serveis públics.

### Educació
En l'àrea de l'educació, l'Índex de Rendiment a l'Educació Bàsica (IDEB) mitjà d'entre les escoles públiques de Curitiba era, l'any 2013, de 5,0 (en una escala d'avaluació que va de 1 a 10); mentre que el valor mitjà del conjunt del país era de 4,7. El 2010, el 2,43% dels nens d'entre sis i catorze anys no estaven cursant educació primària. La taxa de conclusió, entre nois de 15 a 17 anys, era del 68,7% i la taxa d'alfabetització dels joves entre els 15 i els 24 anys era del 99,5%. El 2013, la disparitat edat-curs (alumnes que tenien més edat de l'habitual per fer un determinat curs) entre els alumnes de primària oscil·lava entre el 3,1% en els cursos inicials (6 a 10 anys) i el 15,1% en els cursos finals (11 a 15 anys); mentre que en educació secundària (16 a 18 anys), s'enfilava al 19,0%. L'any 2010, d'entre els curitibans majors d'edat, el 71,58% havien completat l'educació primària i el 55,95%, també la secundària. De mitjana, els curitibans passen escolaritzats 10,95 anys.
La taxa d'analfabetisme indicada pel cens demogràfic del IBGE de 2010 va ser del 2,1%, sent que els majors índexs es troben en les franges d'edat que van de 45 a 59 anys (l'1,5%) i de 60 anys o més (el 5,7%). Entre la població de 15 als 24 anys, la taxa d'analfabetisme és del 0,4%, situant Curitiba entre les cinc capitals d'estat brasileres amb menor nombre d'analfabets en aquesta franja d'edat. En la classificació general de l'Examen Nacional de l'Ensenyament Mig (ENEM, un equivalent a les PAU espanyoles) de l'any 2013, dels 20 millors resultats per escoles del Paraná, 12 van ser de Curitiba, tenint dues de les institucions curitibanes (el col·legi Dom Bosco) entre les 100 amb millors resultats del país. En consonància amb els grans contrasts trobats a les metròpolis, en regions perifèriques i empobrides, l'educació pública de primària i secundària és encara deficitària, donada l'escassetat relativa d'escoles o recursos. En aquests centres, la violència dificulta el rendiment escolar, constituint-se en una de les causes preponderants de l'absentisme o un aprenentatge deficitari.
El municipi comptava, el 2012, amb 342.961 matriculats en les institucions d'educació infantil, ensenyament fonamental i mig de la ciutat, sent que d'entre les 477 escoles que oferien ensenyament fonamental, una pertanyia a la xarxa pública federal, 151 a la xarxa pública estatal, 178 a la xarxa municipal i 147 a les xarxes particulars. D'entre les 208 institucions d'ensenyament mig, quatre pertanyien a la xarxa pública federal, 125 pertanyien a la xarxa estatal i 79 eren col·legis privats. Curitiba compta també amb 30 centres d'ensenyament superior, que ofereixen 122 graus, màsters i doctorats.

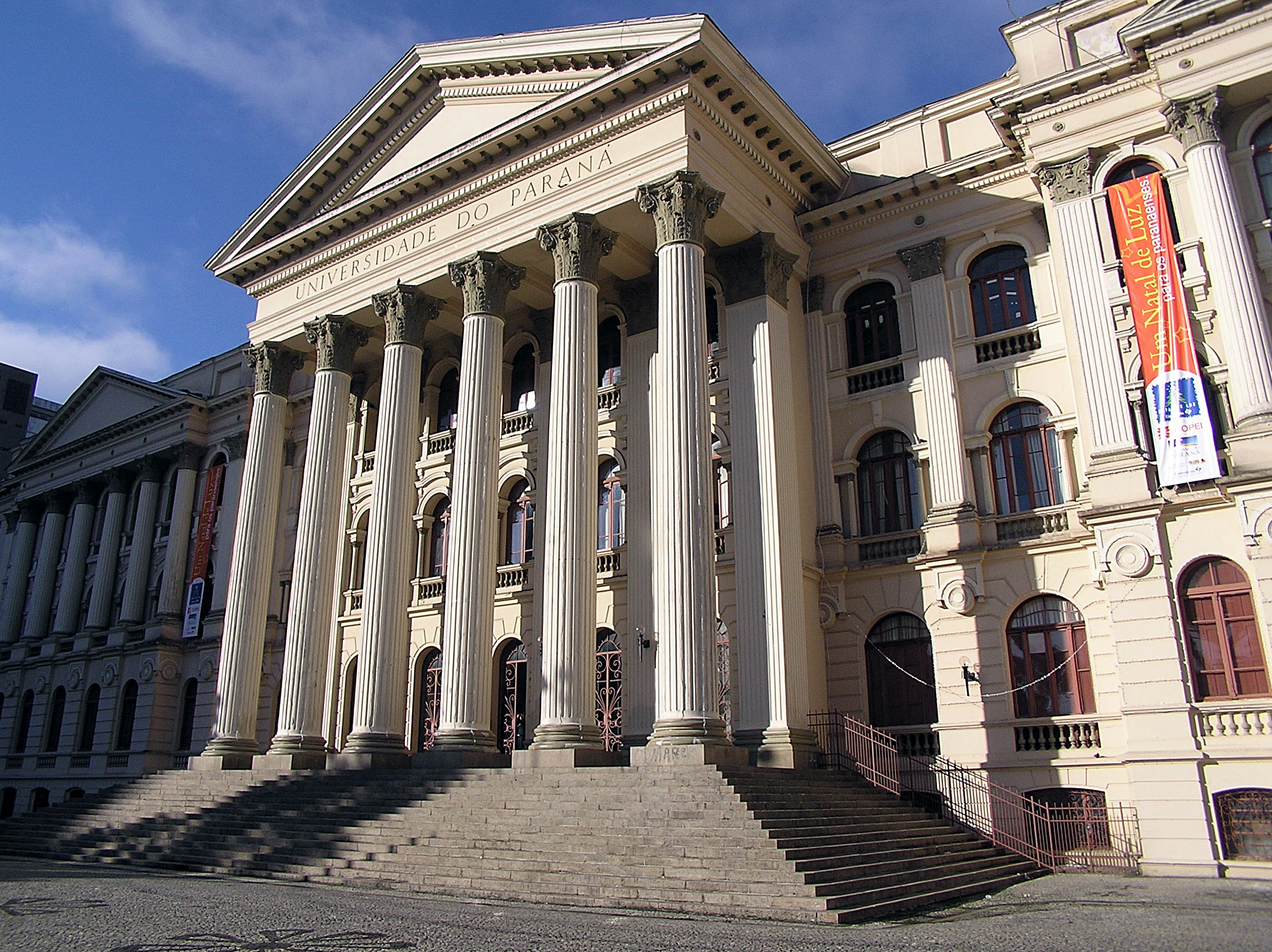
Campus central de la UFPR.

La Universitat Federal del Paraná, primera universitat del Brasil, creada en 1912 té els seus tres campus principals localitzats a Curitiba i té tradició en els 47 cursos de ciències socials, biològiques i exactes. En l'última avaluació del Ministeri d'Educació i Cultura, la UFPR va aconseguir 317 punts, i va ser classificada la 4ª millor universitat de l'estat i a 11ª del sud de Brasil. Segons el rànquing ENADE, el 27% dels cursos impartits a la UFPR van tenir la nota màxima en l'avaluació i va ser la millor de l'estat i 3ª millor del sud. La UFPR també opera l'Hospital de Clíniques del Paraná, especialista en trasplantament d'òrgans. La Universitat té el seu major campus en el barri de Jardim das Américas, un altre a l'àrea cèntrica de Curitiba i un altre en el barri de Juvevê.
En Curitiba també està present el primer i major campus de la Universitat Tecnològica Federal del Paraná, que deté gran tradició en cursos de grau i postgrau en l'àrea de tecnologia des dels vuitanta. Amb 25 mil estudiants, la institució va ser creada en 1909 i. després de ser un centre d'aprenentatge industrial, va assolir la categoria d'universitat només el 2005. En l'àmbit de les facultats privades, existeixen 38 institucions i les majors són la Universitat Catòlica Pontifícia del Paraná, la Universidade Positivo i el Centre Universitari Curitiba. A més de les grans universitats, té tradició en la ciutat la Facultat d'Arts del Paraná i l'Escola de Música i Belles Arts de Paraná, ambdues d'ambit estadual. Aproximadament, 125 mil persones cursaven els seus estudis universitaris a Curitiba.

### Seguretat pública i criminalitat

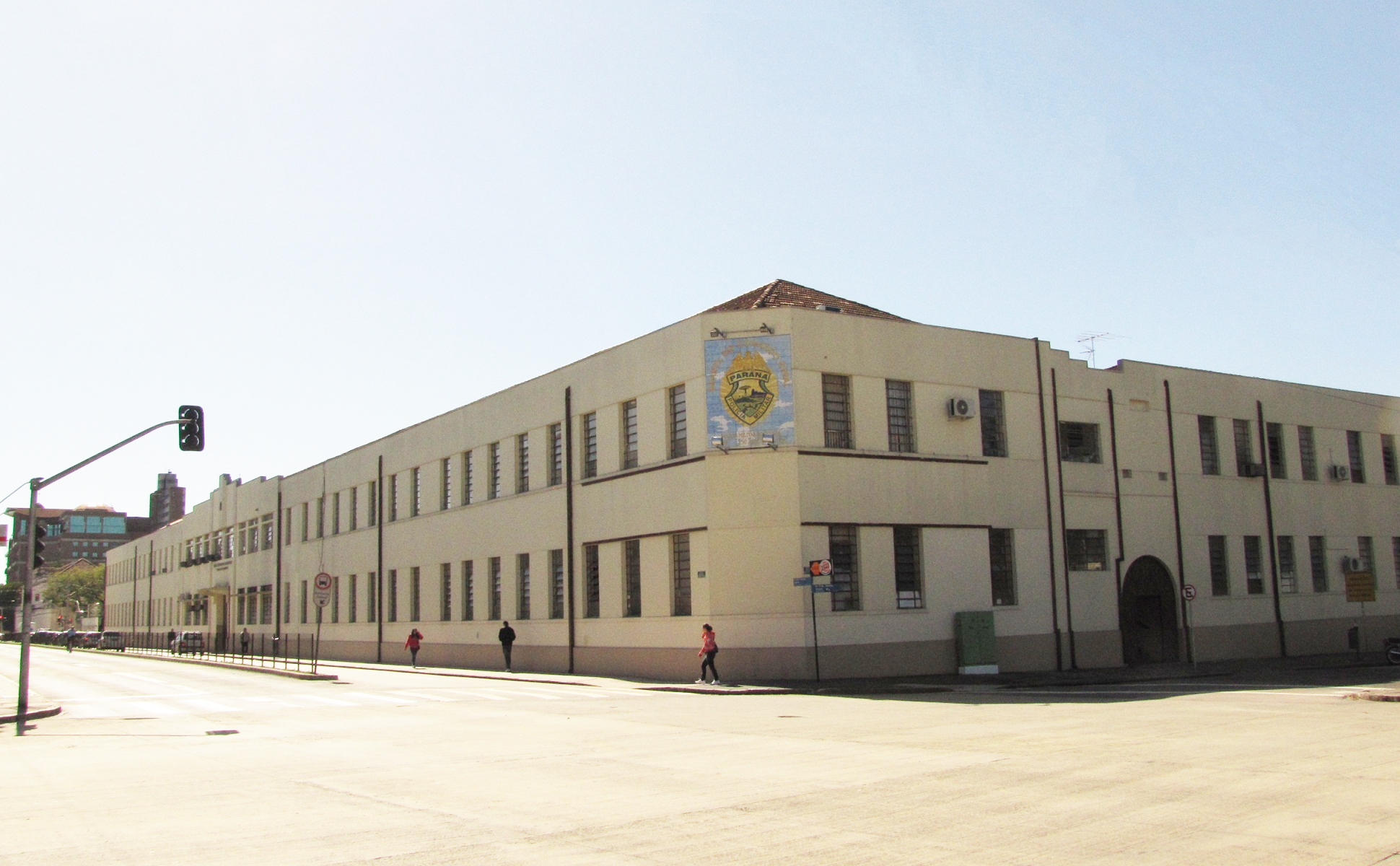
Caserna de la Policia Militar del Paraná, a Rebouças.

Com en la majoria dels municipis brasilers de mida mitjana i gran, la criminalitat encara és un problema en Curitiba. En 2008, la taxa d'homicidis en el municipi va ser de 15,9 per a cada 100.000 habitants, quedant en 82è lloc en l'estat i en 1.147è del país. L'índex de suïcidis aquell any, per cada 100.000 habitants, va ser de 4,6; sent el 113è del Paraná i el 1 333è del Brasil. Ja amb relació a la taxa de morts en accidents de trànsit, l'índex va ser de 25,6 per cada 100.000 habitants, quedant en el 89è lloc de l'estat i en el 663è del país.
Per a intentar reduir aquests índexs, es van dur a terme diversos projectes en l'àmbit del combat contra la criminalitat, com la creació de la Coordinadora de Polítiques sobre Drogues, que pretén combatre l'ús de psicòtrops, pràctica que, cada vegada més, s'està estenent principalment entre els joves. Curitiba compta amb una Guàrdia Municipal, responsable de la protecció dels béns, serveis i instal·lacions públiques del municipi. La ciutat acull la Caserna del Comandament General de la Policia Militar del Paraná, en el barri de Rebouças.

### Serveis residencials

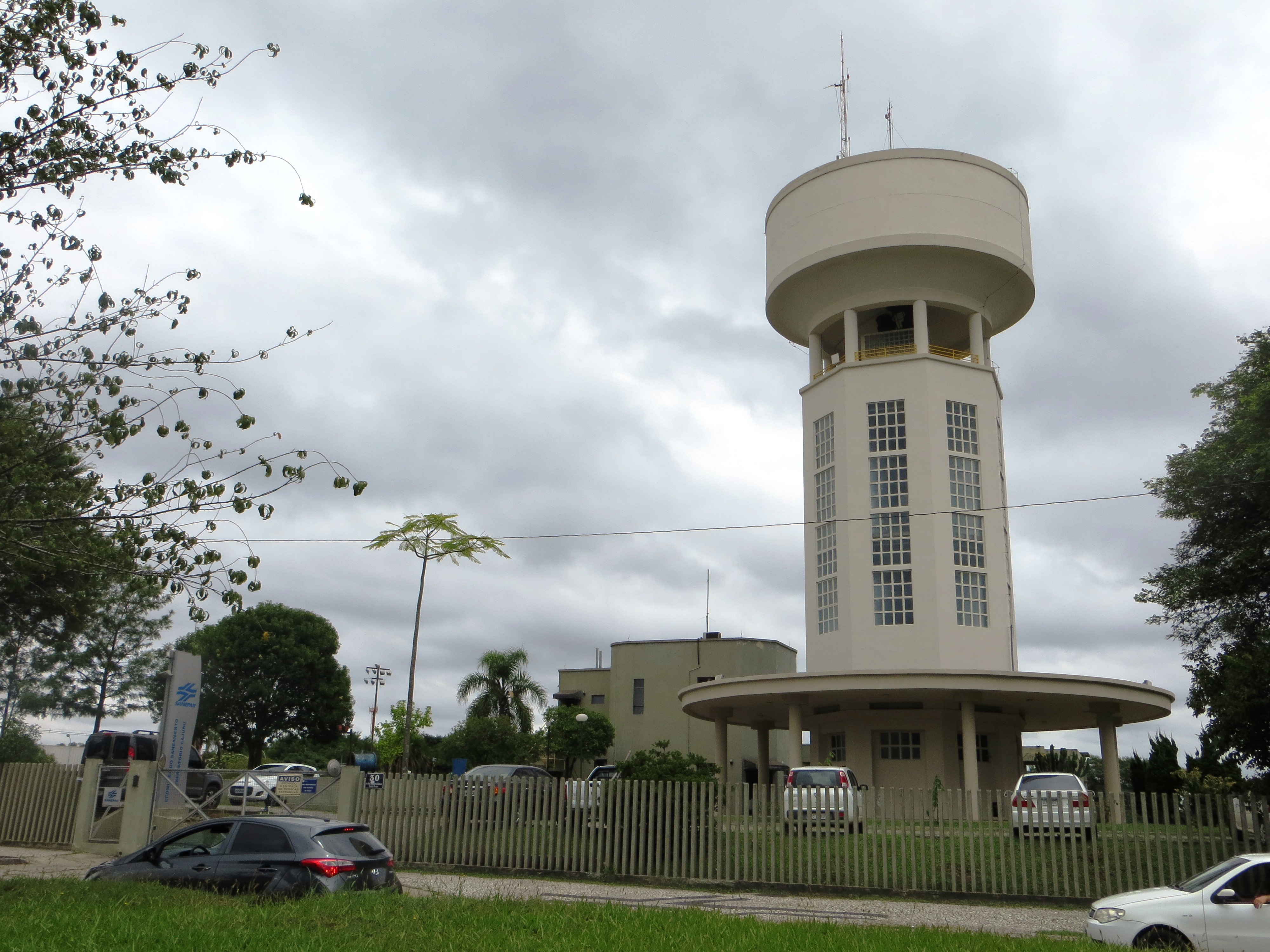
Dipòsit d'aigua de la Sanepar en el barri Alto da XV.

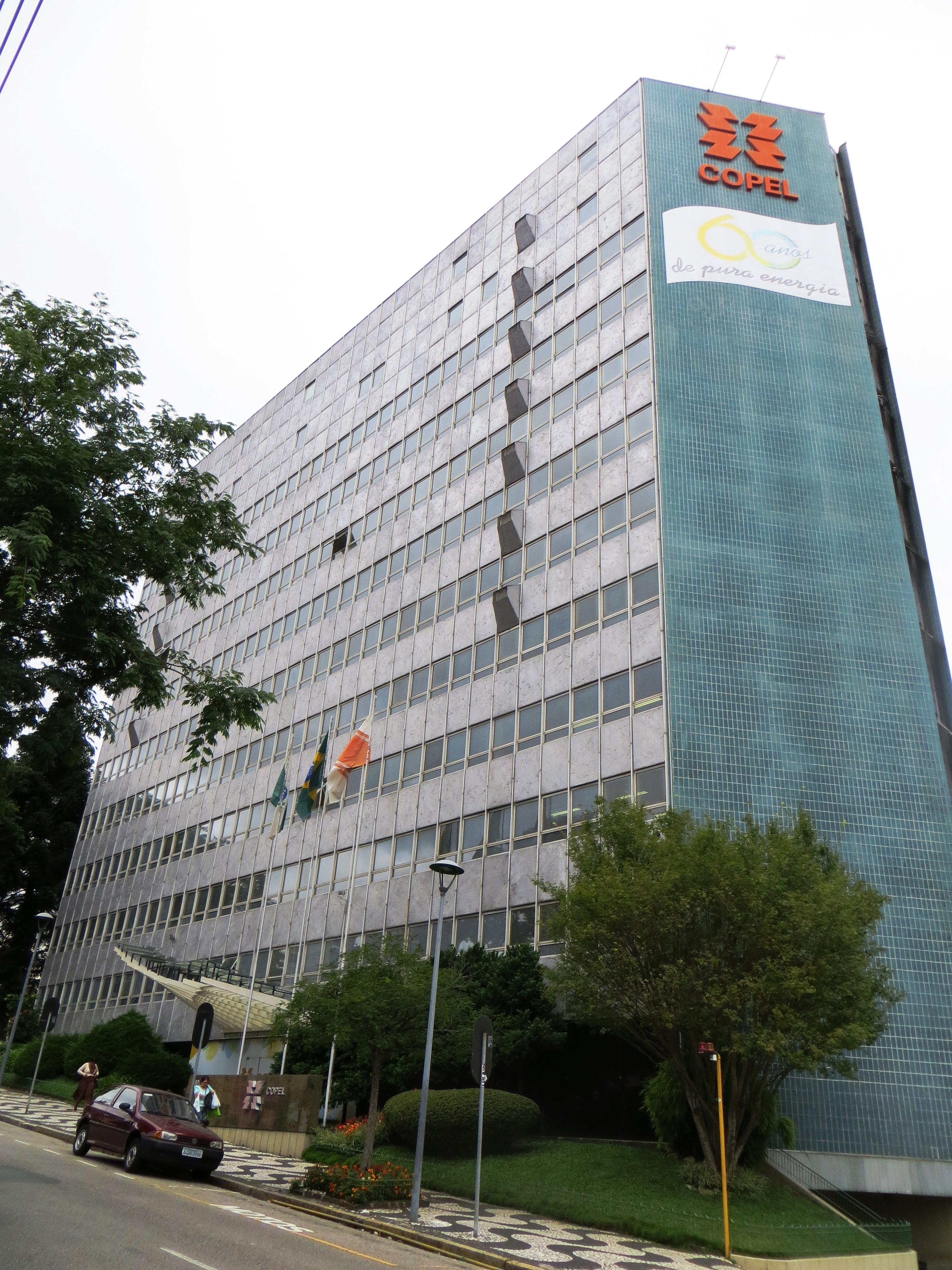
Seu de la Companyia Paranaense d'Energia (Copel).

L'any 2010, segons l'IBGE, la ciutat tenia 575.899 domicilis entre apartaments, cases, i còmodes. D'aquest total, 415 237 eren habitatges en propietat (dels quals, 67.186 eren immobles encara hipotecats); 122.046 vivien de lloguer i els 38.616 en altres modalitats. Gran part del municipi compta amb aigua potable, energia elèctrica, connexió a la xarxa de clavegueram, servei de neteja urbana, connexió de telefonia fixa i cobertura de telefonia mòbil. Aquell any, 570.866 domicilis eren atesos per la xarxa general de proveïment d'aigua; 575.384 habitatges posseïen recollida d'escombraries i 575.630 de les residències estaven connectades a la xarxa d'aigües residuals. Fins a novembre de 2010, les escombraries de Curitiba era dipositats a poca distància de la conca de l'Iguaçú, a l'abocador de Caximba; que es va tancar i substituir per dos abocadors de gestió privada, un al barri de Cidade Industrial i l'altre al municipi veí de Fazenda Rio Grande.
El proveïment d'aigua és gestionat per la Companyia de Sanejament del Paraná (Sanepar). El 2014, la demanda mitja equival a 10.452 litres d'aigua per segon. S'estima que existeixen en la ciutat més de mil pous artesians (utilitzats principalment per blocs de pisos, empreses i hospitals), que, sumats, tenen potencial per a subministrar un cabdal addicional de 1.500 litres per segon, mentre que la producció d'aigua tractada és efectuada en les unitats de tractament de l'Iguaçú, Iraí, Passaúna, Pequeno i Karst, amb una capacitat total de producció de 9.100 litres per segon. El sistema integrat atén Curitiba i els municipis de São José dos Pinhais, Piraquara, Pinhais, Araucária i part dels d'Almirante Tamandaré, Campo Largo, Colombo, Campina Gran do Sul, Quatro Barras i Fazenda Rio Grande. La reserva d'aigua tractada del sistema integrat totalitza 325 mil m³, que correspon a gairebé el 50% de la demanda diària, distribuïda en 39 unitats de diverses capacitats, que són utilitzades per a compensar la demanda en els horaris de major consum.
El servei de subministrament d'energia elèctrica és fet per la Companyia Paranaense d'Energia (Copel). L'any 2003 existien 767.332 de consumidors i van ser consumits 4.834.068 de kWh d'energia. Les principals centrals elèctriques de Curitiba són l'Eletrosul, amb seu en el barri de Campo de Santana, que abasteix tota la regió de la ciutat, i la Copel, que té les seves pròpies subestacions en els barris més importants de la capital. Hi ha línies elèctriques d'alta tensió que travessen la ciutat de sud a nord i d'oest a est, unint aquestes subestacions i subministrant electricitat al sector residencial, industrial i comercial.
En dades de l'Agència Nacional de Telecomunicacions (Anatel), l'agost de 2011 Curitiba posseïa 423.294 telèfons fixos (dades només de les concessionàries de Brasil Telecom). El prefix telefònic (DDD) de Curitiba és de 041 i el Codi Postal (CEP) de la ciutat va del 80 000–001 a 82 999–999. Hi ha fàcil accés a internet en bona part de la ciutat. En Curitiba totes les administracions regionals, a més de la Plaça Espanya, del Largo da Ordem, del Mercat Municipal i del Parc Barigüí, tenen cobertura wireless.

### Mitjans de comunicació

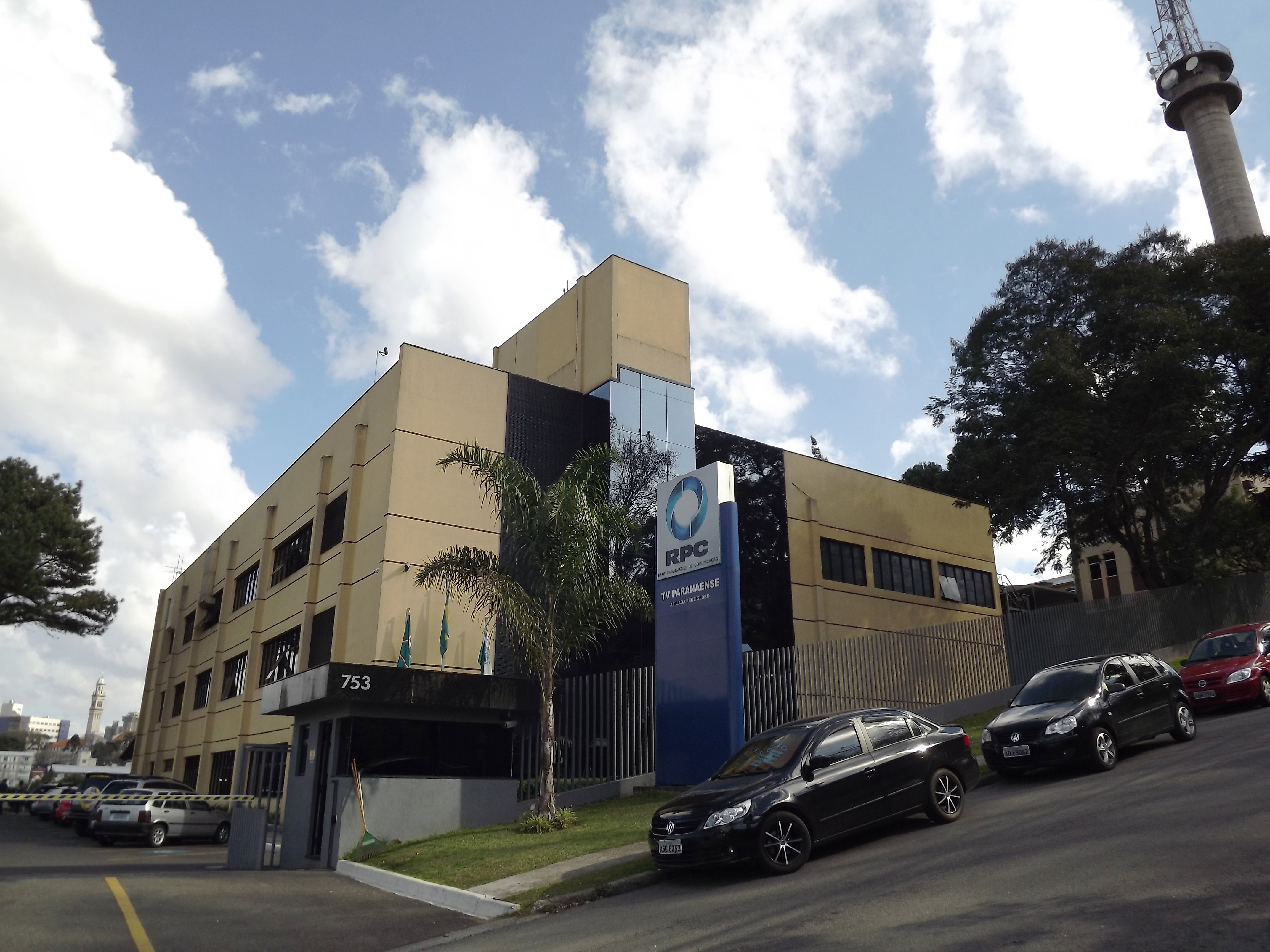
Edifici de la cadena de televisió RPC Curitiba.

Hi ha diversos diaris en circulació en Curitiba, com la Gazeta do Povo, amb una edició impresa setmanal i edició online 24/7. Hi ha a més la Tribuna do Paraná i altres diaris en línia. D'entre les ràdios, es destaquen la CBN Curitiba, la Transamérica Light Curitiba i a E-Paraná FM. Curitiba compta també amb diverses emissores de televisió de la pròpia ciutat, com la Band Paraná, la TV Iguaçú, la CNT Curitiba, la RICTV Curitiba, la TV Paraná Turismo i la RPC Curitiba. Segons el Portal BSD, l'abril de 2011 hi havia 34 canals de TV disponibles a la ciutat, sent sis en Very High Frequency (VHF) i 28 en Ultra High Frequency (UHF). Nou d'ells estan disponibles en televisió d'alta definició (tecnologia HDTV). El 22 d'octubre de 2008, Curitiba va ser la primera capital sud-brasilera en emetre amb senyal de televisió digital terrestre, sota el sistema de transmissió ISDB-Tb, a través de la cadena RPC TV Curitiba, afiliada de la Rede Globo.

### Transport

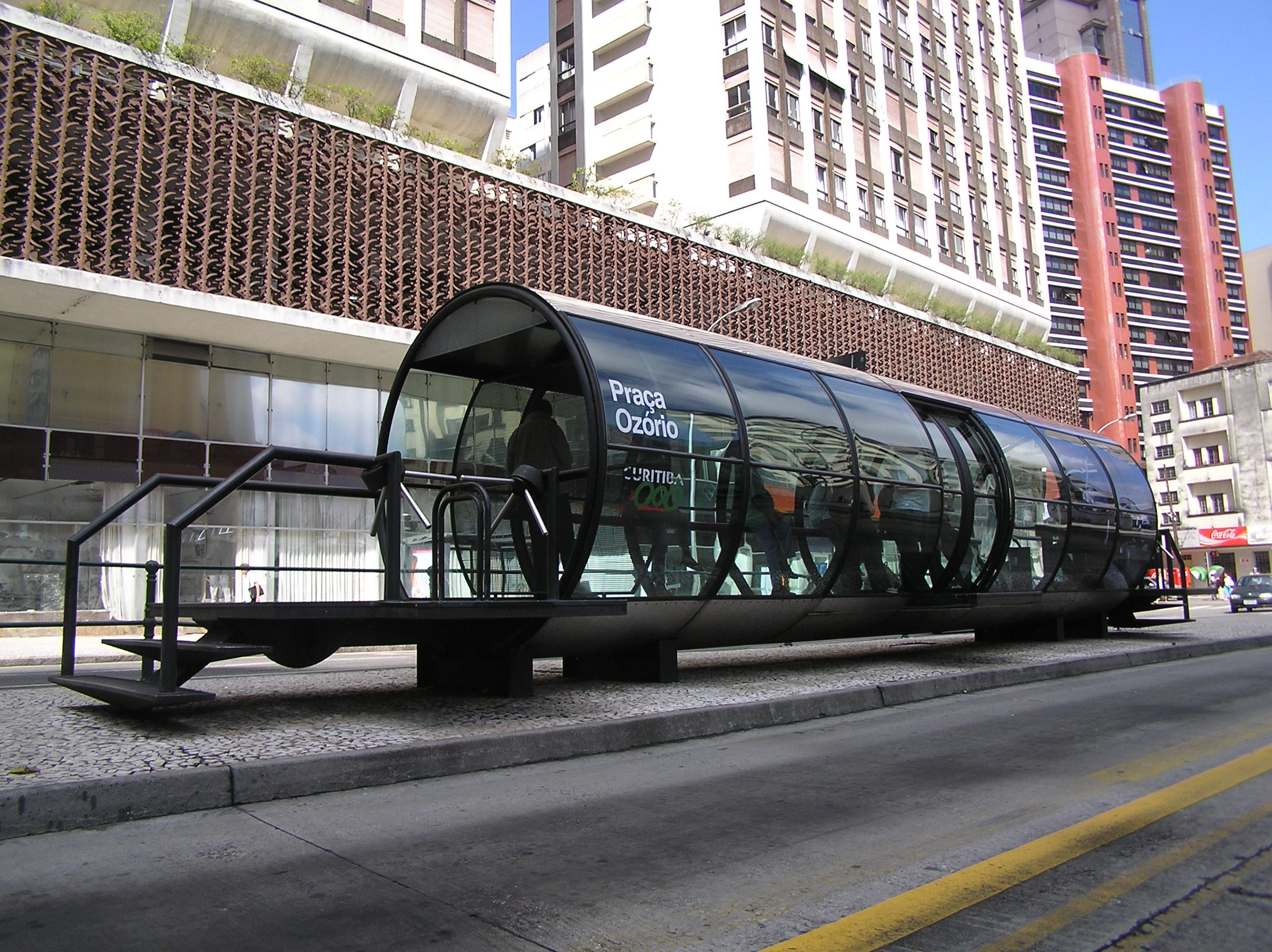
Una de les modernes parades d'autobús de Curitiba.

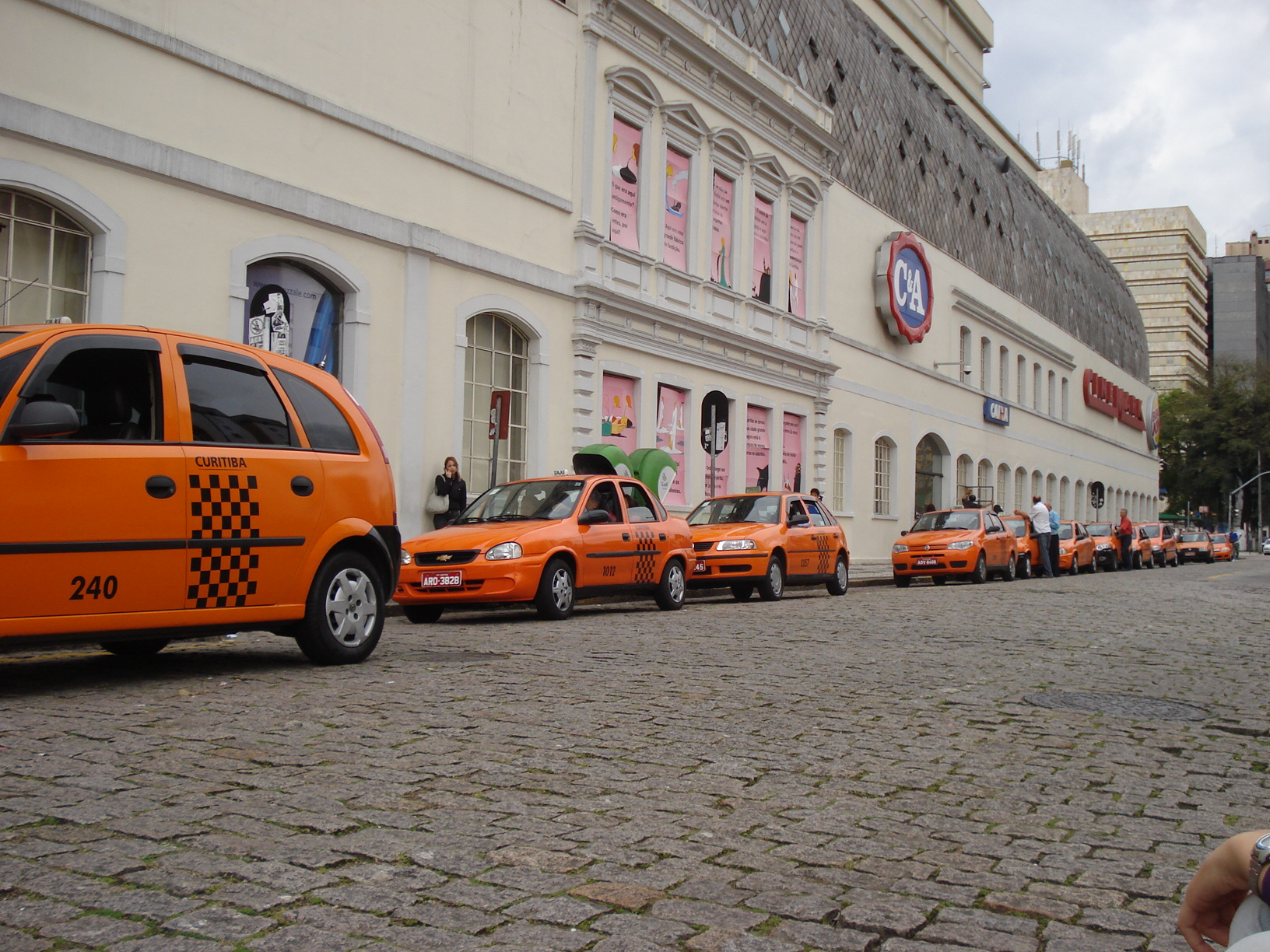
Un dels punts de taxis de la ciutat, pròxim al Shopping Mueller.

Fonamentalment, el trànsit de Curitiba va ser replantejat als anys 70 integrant el transport privat amb els autobusos públics, per mitjà dels anomenats trinários: una seqüència de tres carrers paral·lels, dels quals els dos externs són vies ràpides de sentit únic i advers, més un ample carrer al mig, format per una zona central exclusiva per autobusos exprés i uns carrils laterals compartits.
El disseny dels taxis és estandarditzat, de color taronja amb una quadrícula negra en les portes laterals i uns detalls negres al para-xocs. La ciutat posseeix una flota de 2.300 vehicles, dividits en comuns, especials o adaptats. L'òrgan que els regula és la URBS (Urbanização de Curitiba S.A.), sent la Gerència del Taxi i Transport Comercial la responsable per la operativa del sistema.
S'estima que Curitiba té una taxa de motorització d'1,8 habitants per cada cotxe, índex major que el registrat en ciutats com São Paulo, Rio de Janeiro i Belo Horizonte. La principal carretera que connecta Curitiba a la resta del país és la BR-116, que en el seu tram entre la capital paranaense i São Paulo rep el nom de Carretera Régis Bittencourt”. Durant molts anys, va dividir la ciutat en dues porcions, nord i sud, travessant els barris del Pinheirinho, Uberaba, Cristo Rei i Atuba, entre d'altres, en sentit sud-nord. El trajecte urbà d'aquesta carretera va ser desviat per una sèrie de carreteres de circumval·lació, com la ronda Contorno Sul, que travessa el barri d'Umbará. La ciutat es troba connectada al litoral del Paraná per la BR-277, que travessa la Serralada del Mar fins a Paranaguá; encara que també existeix la històrica Carretera de la Graciosa (PR-410), de caràcter secundari, que inicia el seu trajecte al municipi veí de Quatro Barras. Curitiba és connectada a l'interior de l'estat per la Carretera del Cafè, en el tram paranaense de la BR-376. Hi ha diverses carreteres secundàries i estatals que connecten la ciutat a altres localitats, com són la Carretera de la Uva — PR-417 (a Colombo), la dels Minérios (a Almirante Tamandaré i Vale do Ribeira), del Xisto (a São Mateus do Sul i el sud-est de l'estat) i la Carretera del Cerne — PR-090 (Campo Magro i nord del Paraná).
També es pot arribar a Curitiba per via aèria, gràcies a l'Aeroport Internacional Afonso Pena, localitzat en el contigu municipi de São José dos Pinhais. Aquest és el principal terminal aeroportuari internacional de la regió Sud de Brasil. No obstant això, Curitiba encara manté l'antic Aeroport de Bacacheri, localitzat en el barri homônimo, que no rep vols comercials, només aeronaus particulars i de transport executiu. Allà s'hi troba un centre de comandament de la Força Aèria Brasilera, així com el Cindacta II, centre de control que coordina el trànsit aeri del Centre-Sud del país.

#### Xarxa Integrada de Transport

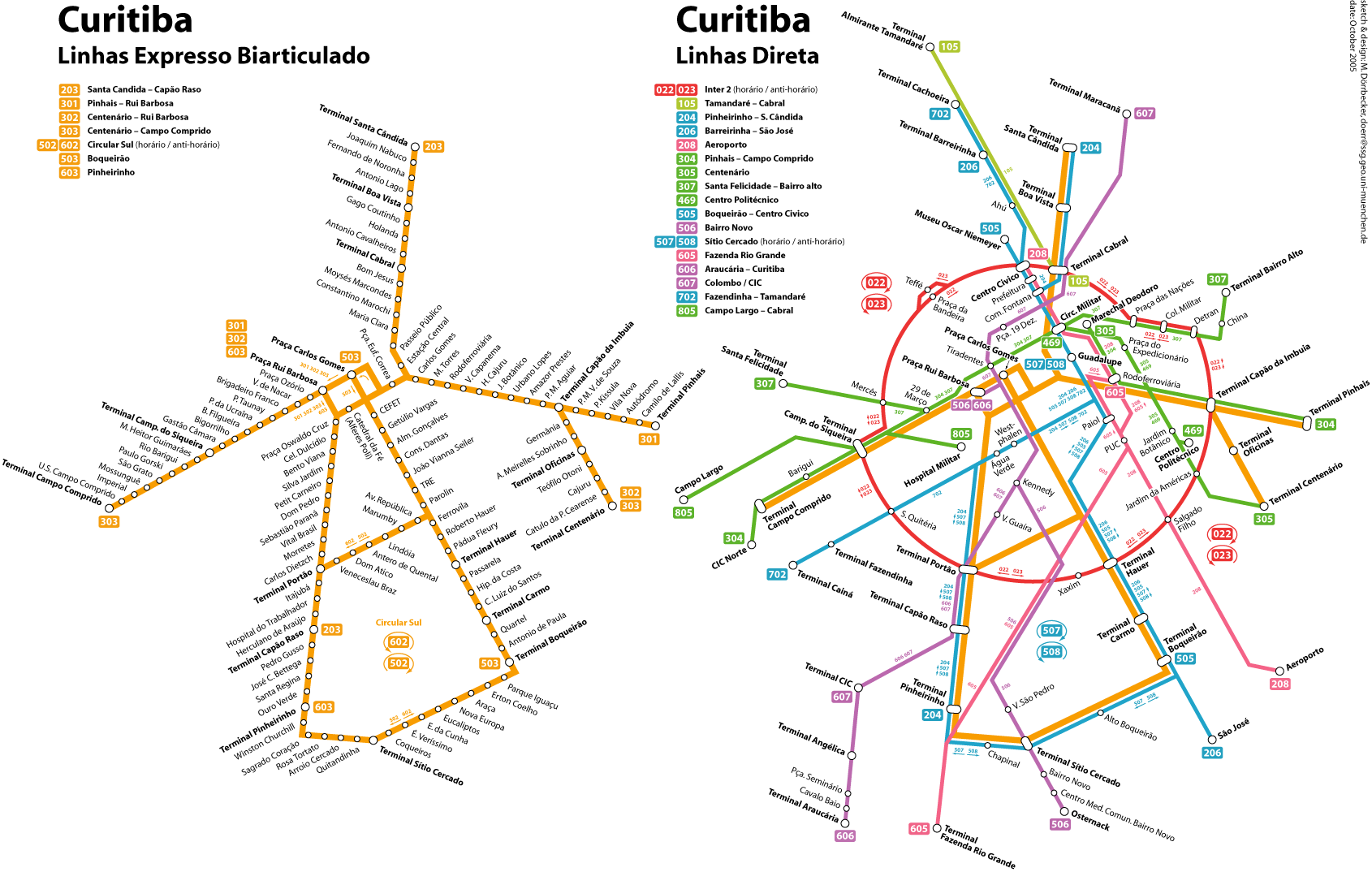
Mapa de la Xarxa Integrada de Transport (RIT) de la ciutat.

El sistema d'autobús és basat en el concepte creat en la capital paranaense, en la dècada de 1970, de vehicles lleugers sobre pneumàtics (VLP). El Sistema Integrat de Transport de Passatgers de Curitiba i Regió Metropolitana” permet la integració de les xarxes de 14 municipis de la Gran Curitiba i de les seves tarifes. La seva estructura defineix la Xarxa Integrada de Transport (RIT), que compta amb 81 quilòmetres de carrils bus, generalment operats per autobusos articulats, que connecten les terminals integrades en les diverses regions de la ciutat i transporten prop de 2 milions de passatgers diàriament.
A més de la interconnexió mitjançant autobús exprés, les terminals funcionen també com intercanviadors, que componen la ramificació secundària d'aquest sistema i atenen als passatgers dels barris pròxims a ells. Addicionalment, una altra categoria d'autobús exprés (els anomenats ligeirinhos) faciliten el ràpid intercanvi de passatges entre un terminal i un altre, amb trajectes diferents i poques parades intermèdies.

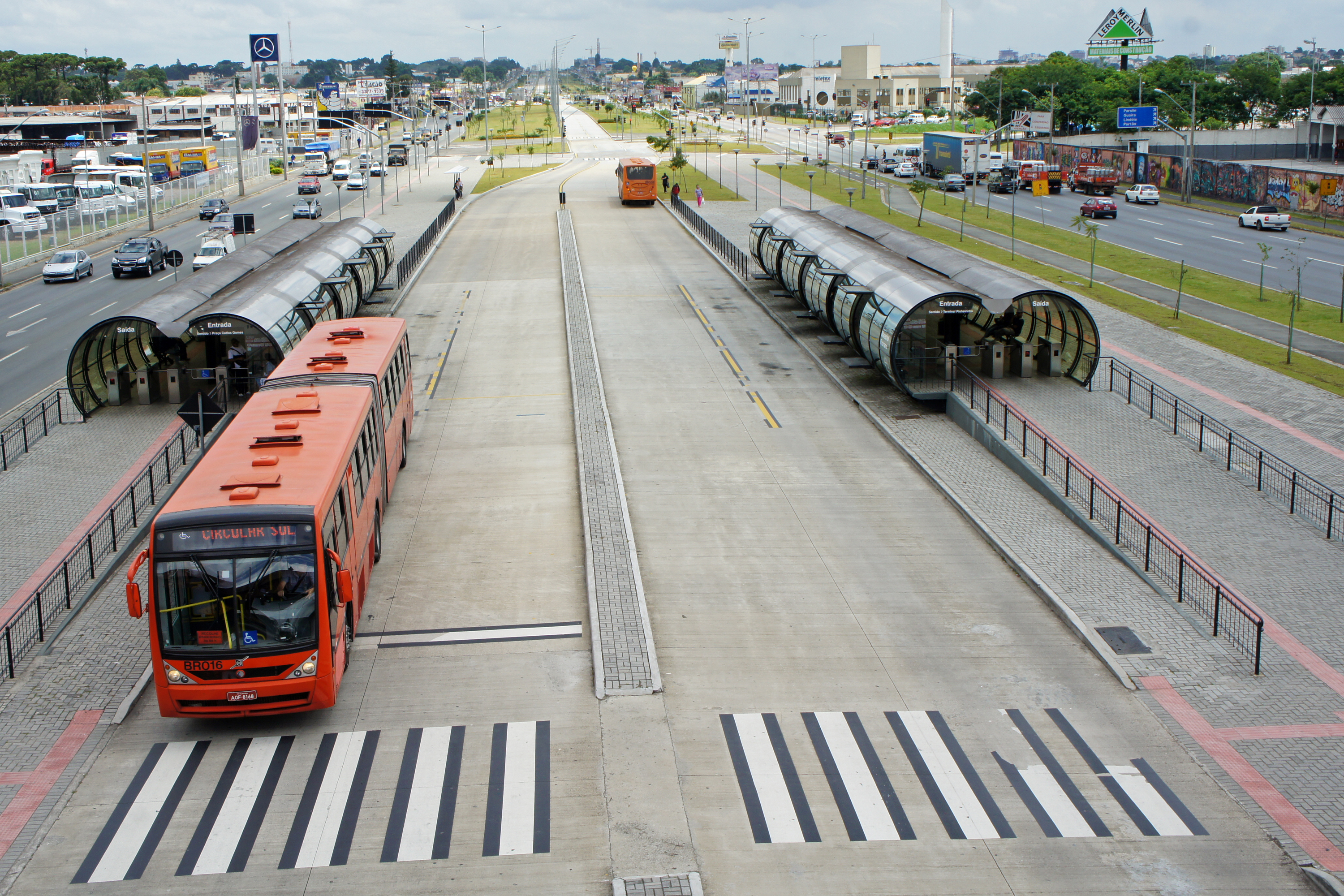
Estació d'intercanvi de la RIT (Línia Verda).

La primera línia de VLP va començar a operar en 1974 i el sistema va ser projectat per a que no només transportés persones, però facilitar el creixement urbà i incidir en el seu model. No obstant això, l'èxit de la xarxa i el desbocat creixement del nombre d'habitants, van augmentar desproporcionadament la demanda de la RIT, el que va causar que comencés a presentar senyals de saturação a partir de la dècada del 2010.
El sistema de transport públic curitibà va inspirar diverses ciutats, tant del Brasil com d'altres països, a adoptar estratègies semblants. Nacionalment, Rio de Janeiro, Belo Horizonte i Brasília van començar a implantar els carrils bus exclusius per a autobusos (anomenats canaletas). En 1998, Enrique Peñalosa, el llavors alcalde de Bogotá, capital de Colòmbia, va decidir crear un sistema VLP en la seva ciutat després d'haver visitat Curitiba. El TransMilenio, el sistema d'autobusos ràpids de Bogotá, compta amb vehicles que circulen per vies totalment exclusives i transporta 1,7 milió de persones tots els dies. A més d'això, la RIT curitibana també va servir com a inspiració en més de 80 països al voltant del món.

## Cultura

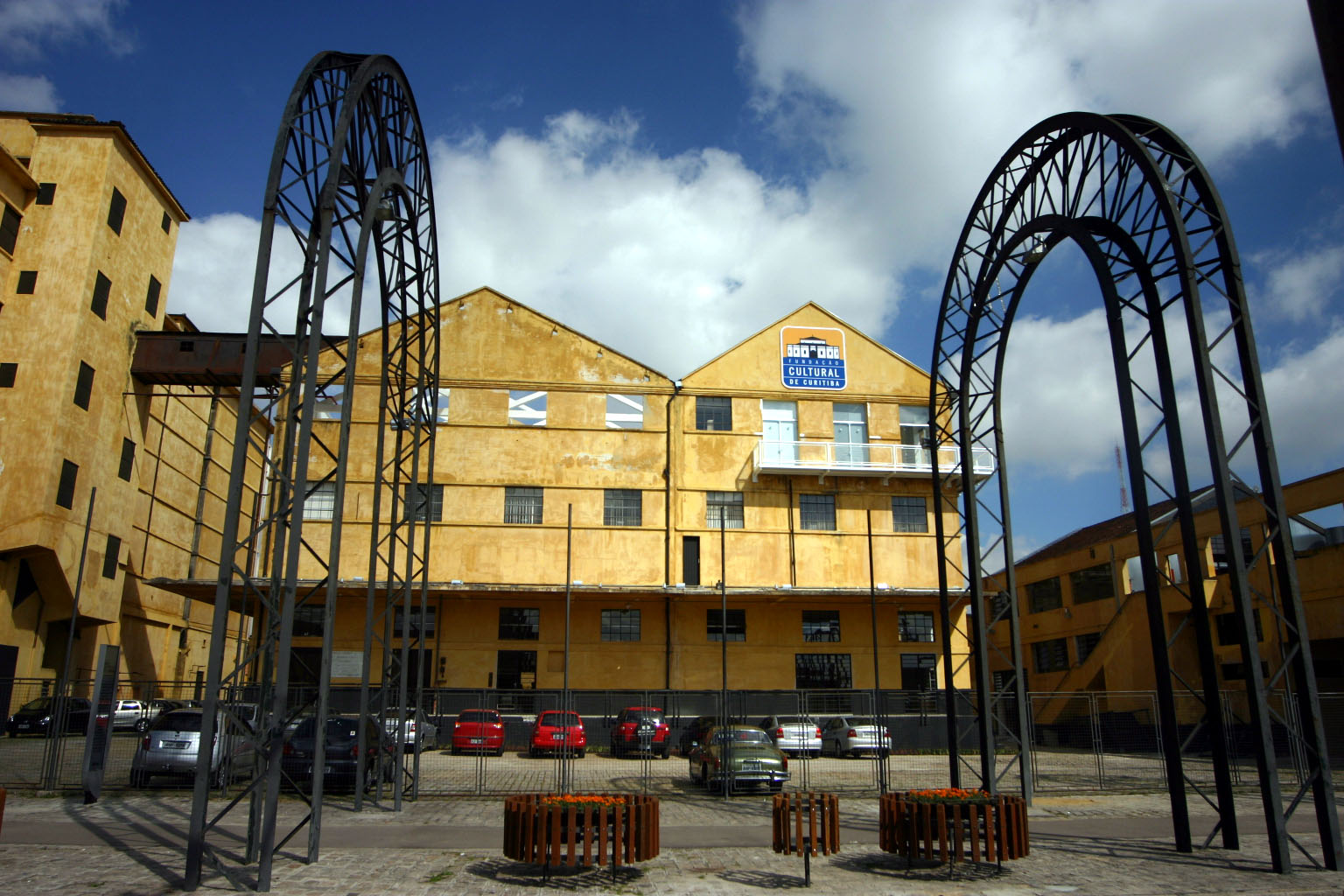
Seu de la Fundació Cultural de Curitiba, edifici conegut com Moinho Rebouças.

La responsable del sector cultural de Curitiba és la Fundació Cultural de Curitiba (FCC), que té com a objectiu planejar i executar la política del municipi per mitjà de l'elaboració de programes, projectes i activitats que tinguin com objectiu el desenvolupament de la cultura a la ciutat. Està vinculada al Gabinet de l'Alcalde, forma part de l'administració pública externa del municipi i posseeix autonomia administrativa i financera, assegurada, especialment, per dotacions pressupostàries, patrimoni propi, aplicació dels seus pressupostos i signatura de contractes i convenis amb altres institucions.
La Fundació Cultural va ser creada el 5 de gener de 1973 i actua en col·laboració amb altres institucions i entitats culturals, com per exemple, la Casa Romário Martins, la Cinemateca de Curitiba, el Teatre Universitari de Curitiba, el Circ Chic-Chic, el Circ de Piá, el Solar del Barão, el de la Memória, la Gibiteca (una biblioteca dedicada als còmics, amb una secció sencera dedicada a l'obra de Mauricio de Sousa), el Museu Metropolità d'Art de Curitiba, les Novelas Curitibanas, el Conservatori de Música Popular Brasileira, el Memorial de Curitiba Erbo Stezel, el Cleon Jacques,la xarxa pública de biblioteques (avui anomenades Casas da Leitura), la Hoffmann i l'Espai Cultural de la Capella Santa Maria.
Curitiba va ser escollida l'any 2003 per a ser la quarta Capital Americana de la Cultura, conjuntament amb la Ciutat de Panamá. Va ser la segona ciutat brasilera en aconseguir aquest reconeixement, que l'any anterior havia recaigut en Maceió, capital de l'estat nordestí d'Alagoas.

### Literatura i teatre

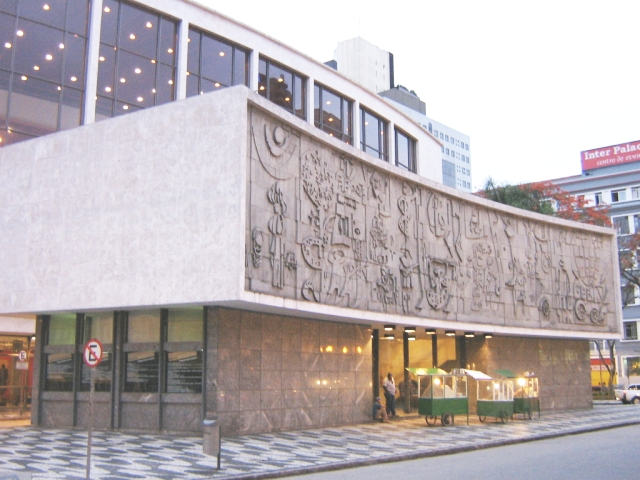
Façana del Teatre Guaíra, amb el mural de Poty Lazzarotto.

Curitiba és la ciutat de naixement, residència i principal font d'inspiració de l'autor de contes Dalton Trevisan (1925) i del controvertit escriptor, poeta i compositor Paulo Leminski (1944–1989), autor de l'obra experimental en prosa titulada Catatau. També eren curitibans el bohemi, poeta satíric i titular de la cadira n.º 20 de l'Academia Brasilera de Lletres Emílio de Meneses (1866–1918) i el simbolista Tasso da Silveira (1895–1968).
El Festival de Teatre de Curitiba, un dels més importants festivals del gènere en el país, té lloc des de 1992, habitualment acull atraccions internacionals, grans exhibicions nacionals, muntatges locals i una mostra alternativa, que atreuen un nombre creixent d'espectadors. Fins al 2008, s'havien escenificat 1.890 actuacions, amb 1,3 milions d'entrades venudes. A més d'això, la capital paranaense rep circuits d'espectacles durant tot l'any, repartits en les 36 sales d'entreteniment existents, com ara el tradicional Teatre Guaíra, un dels que tenen major capacitat d'Amèrica del Sud i que és la seu del Ballet Guaíra, un dels més importants del país. Altres teatres de renom són el Teatre Paiol i l'Òpera de Arame. Lala Schneider, una de les grans dames del teatre brasiler, va donar-se a conèixer aquí i avui en la ciutat trobem un teatre batejat amb el seu nom.

### Festivals

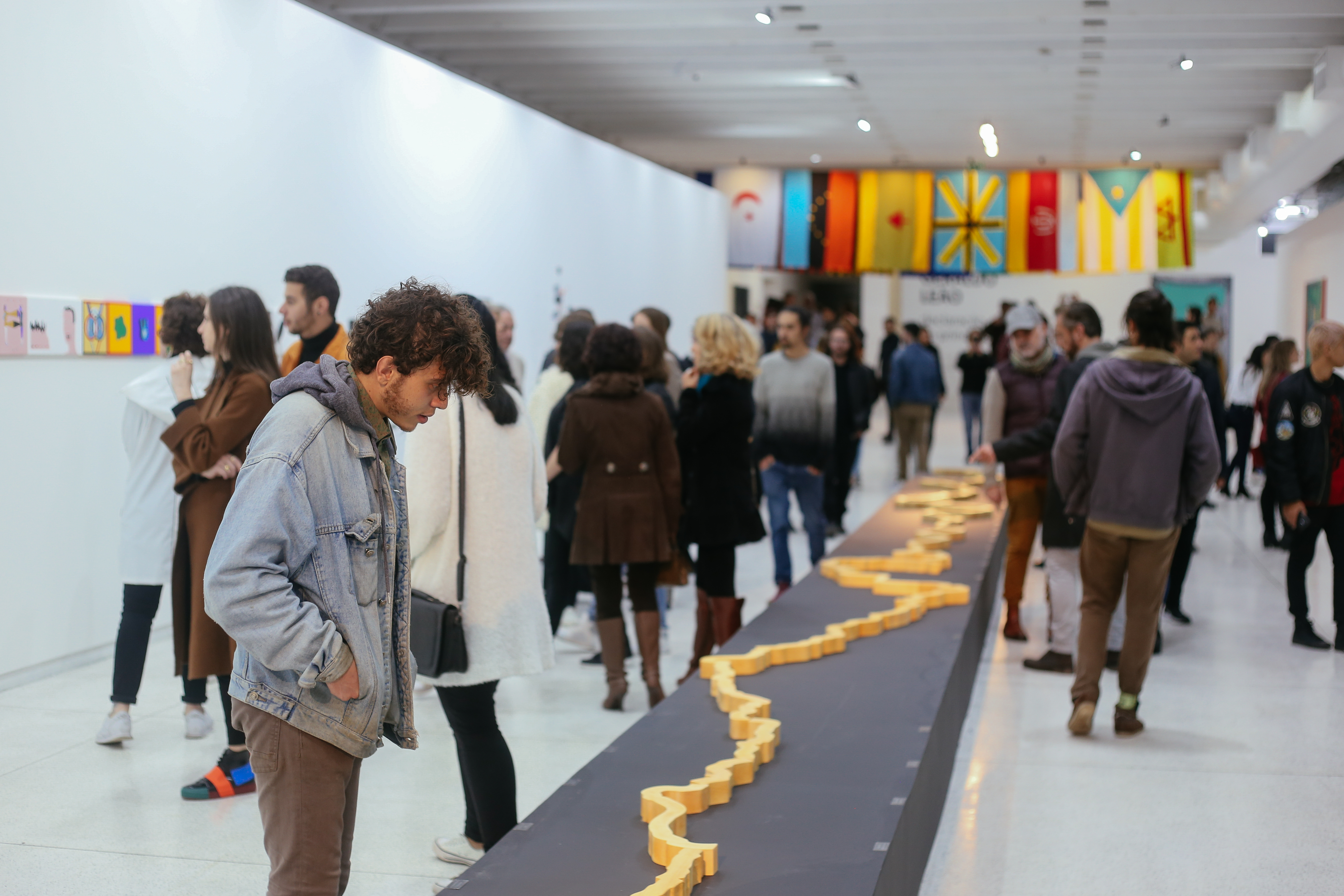
XIV Bienal Internacional de Curitiba.

En Curitiba hi ha diversos festivals de periodicitat anual, com el mencionat Festival de Teatre de Curitiba o el Taller de Música de Curitiba. La ciutat compta també amb la Biennal Internacional de Curitiba, que, el 2013, va completar 20 anys i va rebre més d'un milió de visitants. A més d'això, la Bienal recolza el circuit d'un Festival de Cinema (FICBIC), que inclou exhibicions de pel·lícules nacionals, internacionals i una mostra universitària competitiva. Hi ha també festivals relacionats a la immigració, com la Festa del Raïm italocuritibana.
Un dels esdeveniments culturals més important és la celebració de quatre Matsuri nipocuritibans: Imin Matsuri (移民祭り, “Festival d'Immigració”), que celebra l'arribada dels immigrants japonesos a Brasil; Haru Matsuri (春祭り, “Festa de primavera”), que commemora el final de l'hivern i l'inici de l'estació primaveral; Hana Matsuri (花祭り, “Festivitat de les Flors”), que celebra el naixement de Buda i Seto Matsuri (“Espectacle de Seto”), en memòria de l'artista Cláudio Seto, creador del primer Matsuri de Curitiba.
El primer Matsuri de Curitiba, un Imin Matsuri, va ser realitzat el juny de 1991, per suggeriment de Cláudio Seto al llavors president del Nikkei Club, Rui Hara. El primer festival va ser una renovació de la festa de Sant Joan, tradicional del club i, a causa del seu èxit, el mateix any va ser realitzat el primer Haru Matsuri. El 1993, com els festivals van aconseguir proporcions que el club ja no podia assumir, l'Imin Matsuri va ser realitzat a la plaça del Japó, i el Haru Matsuri en el Parc Barigüí. El 2005, va ser realitzat el primer Hana Matsuri, també conegut com “Nadal Budista”, per commemorar el naixement de Sakyamuni, el primer Buda.
El mes d'octubre 2015 va tenir lloc el Curitiba Celtic Fest, el major festival dedicat a la música celta mai realitzat al Brasil, que va comptar amb bandes locals, exhibició de gaites i cornamuses, un grup de dansa irlandesa i una banda de São Paulo. L'esdeveniment promou la integració d'ambdues escenes regionals d'aquest moviment musical. El festival va ser el primer a dedicar-se íntegrament a l'escena i en celebrar la cultura de la música celta fora de les dates del dia de Sant Patrici.

### Cinema

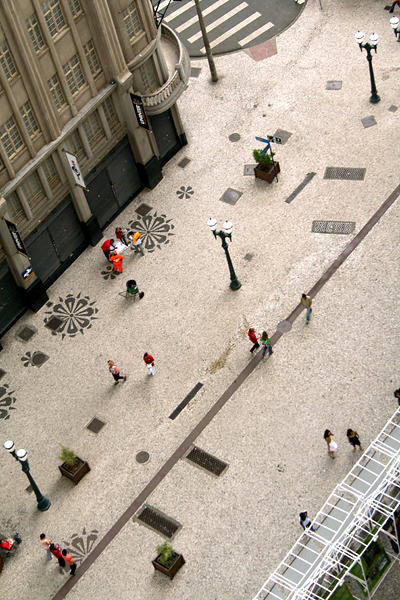
Tram del Carrer de les Flors, conegut antigament com la Cinelândia Curitibana..

La història del cinema curitibà és caracteritzada per la seva inconstància, alternar períodes d'intensa producció amb uns altres de completa inactivitat. La primera pel·lícula projectada en Curitiba va ser el 1897, poc després de la invenció del cinematògraf pels Germans Lumière. No obstant això, fins al 1930, la història del cinema de la ciutat es va limitar a iniciatives esporàdiques, per part de només tres curitibans: Annibal Requião (qui va filmar a la ciutat entre 1907 i 1912), João Baptista Groff i Arthur Rogge.
En la dècada del 1960, van sorgir les primeres pel·lícules del cineasta Sylvio Back, connectat al cineclubisme i a la crítica cinematogràfica i que adquiriria notorietat en tot el país en les dècades següents amb pel·lícules com Lance maior i Aleluia, Gretchen. Ja en la dècada del 1970, va sorgir la Cinemateca del Museu Guido Viaro, responsable per l'incipient sorgiment de l'escenari cinematogràfic curitibà i pel descobriment de nous talents locals, principalment el cineasta Fernando Severo. Posteriorment va sorgir una nova tendència en l'escena local, que fou la producció de documentals, normalment de denúncia o de caràcter polític. En aquest context, es destaquen els treballs de Frederico Fullgraf (amb activitats habitualment relacionades amb l'ecologia) i Sérgio Bianchi.

### Música

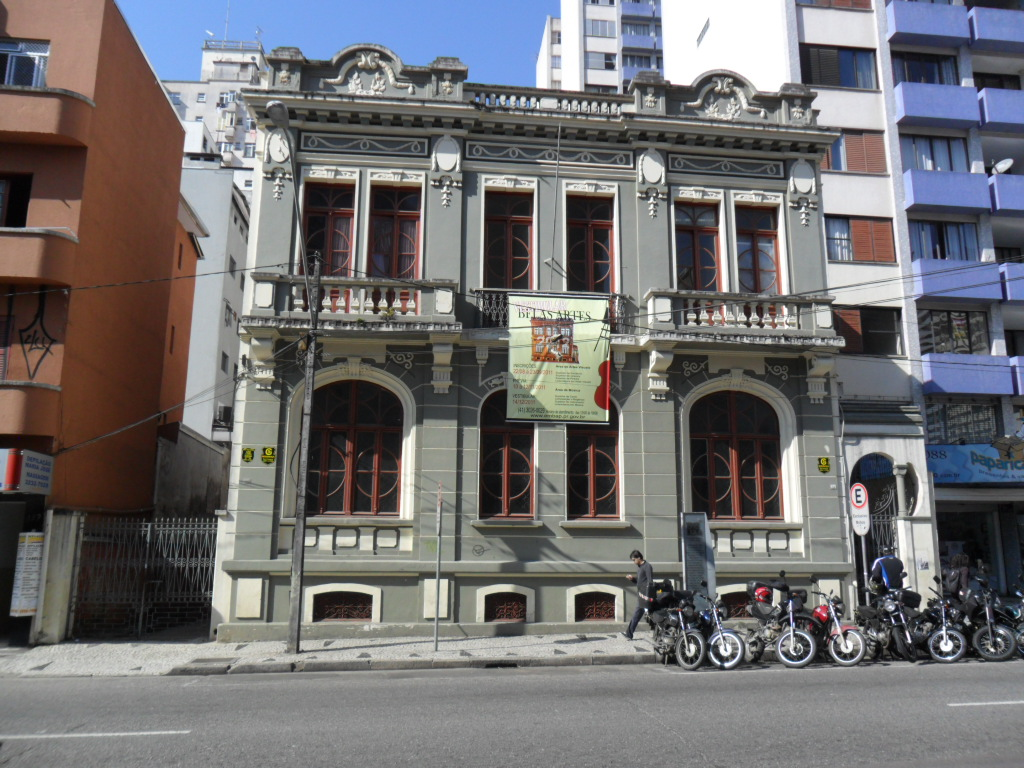
Escola de Música i Belles Arts del Paraná.

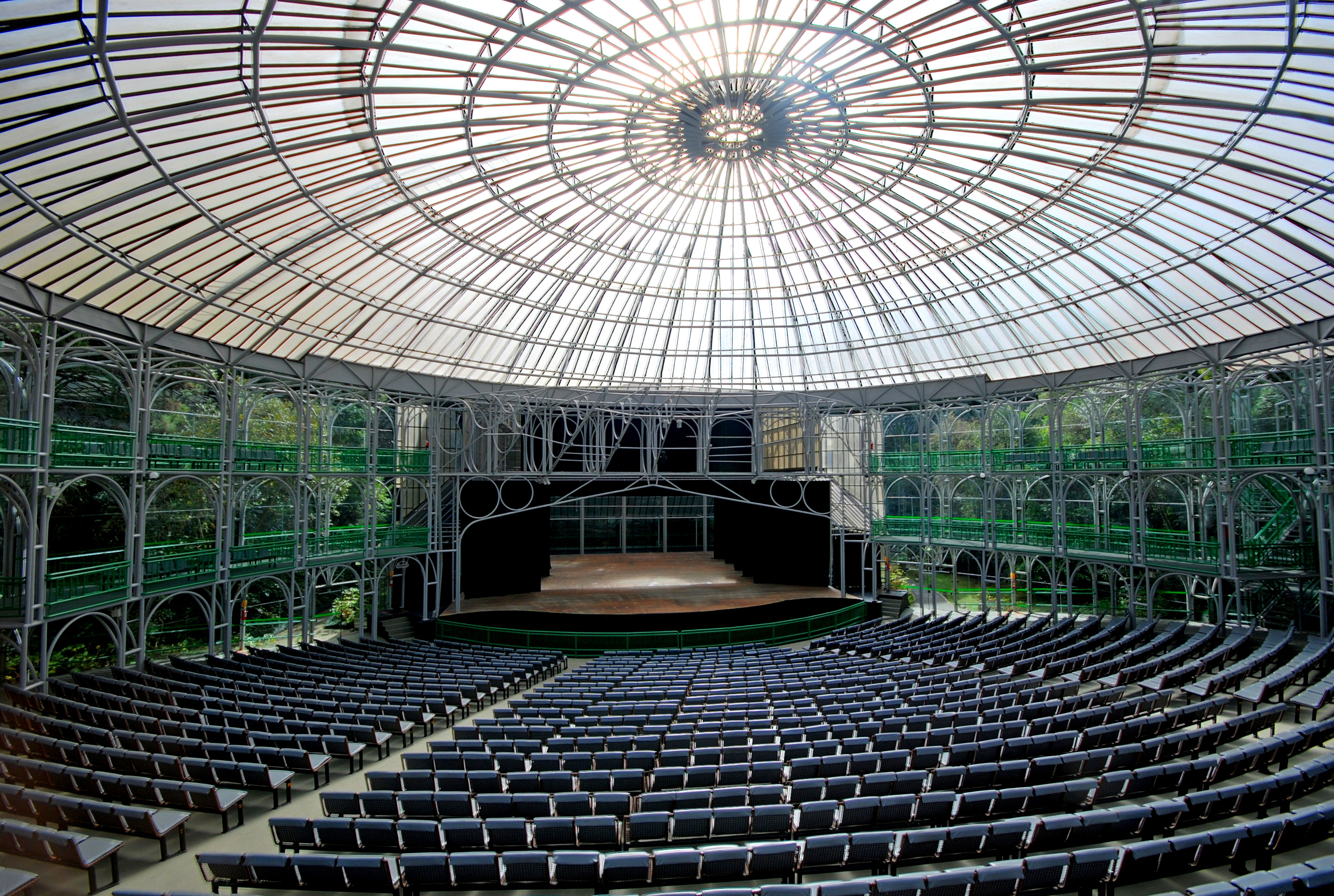
Interior de l'Òpera de Arame.

En l'esfera de la gerència pública de la producció musical de la ciutat, l'Institut Curitiba d'Art i Cultura (ICAC), creat el 2004, realitza l'administració de l'àrea de música de la Fundació Cultural de Curitiba. Entre les entitats arrelades a la capital paranaense, tenim: la Camerata Antiqua de Curitiba (cor i orquestra), el Conservatori d'MPB, l'Escola de Música i Belles Arts del Paraná, la Simfònica del Paraná i la Filarmònica de la UFPR. L'Orquestra Sinfônica del Paraná té un repertori de més de 900 obres i ja ha interpretat a la majoria dels grans compositors de la música erudita, inclús el Cicle Beethoven, fet que la fa destacar en l'escenari internacional.
Curitiba ha sigut l'escenari de grans gires internacionals, principalment a través de festivals com l'extint Curitiba Rock Festival i el TIM Festival, que van portar Paul McCartney, Iron Maiden i The Killers. Amb el tancament de la pedrera Paulo Leminski el 2008, que era la ubicació més important per rebre concerts multitudinaris la ciutat, Curitiba corre el risc de quedar fora de la ruta d'aquests grans espectacles. Els últims anys, Curitiba ha vist com hi naixien diverses bandes de rock, com Relespública i CW7.
Existeix també una escena musical en Curitiba que gira entorn de la música celta, amb diverses bandes com Thunder Kelt, Gaiteiros de Lume i Mandala Folk. Freqüentment bandes d'aquest estil es presenten en locals públics, esdeveniments i festivals, demostrant l'estima popular per aquest estil. Altres grups curitibans fan també música antiga i medieval com Alla Rustica i Trovadores. La ciutat també s'ha convertit en un referent de l'indie pop, amb artistes com A Banda Mais Bonita da Cidade.

### Museus, biblioteques i centres culturals

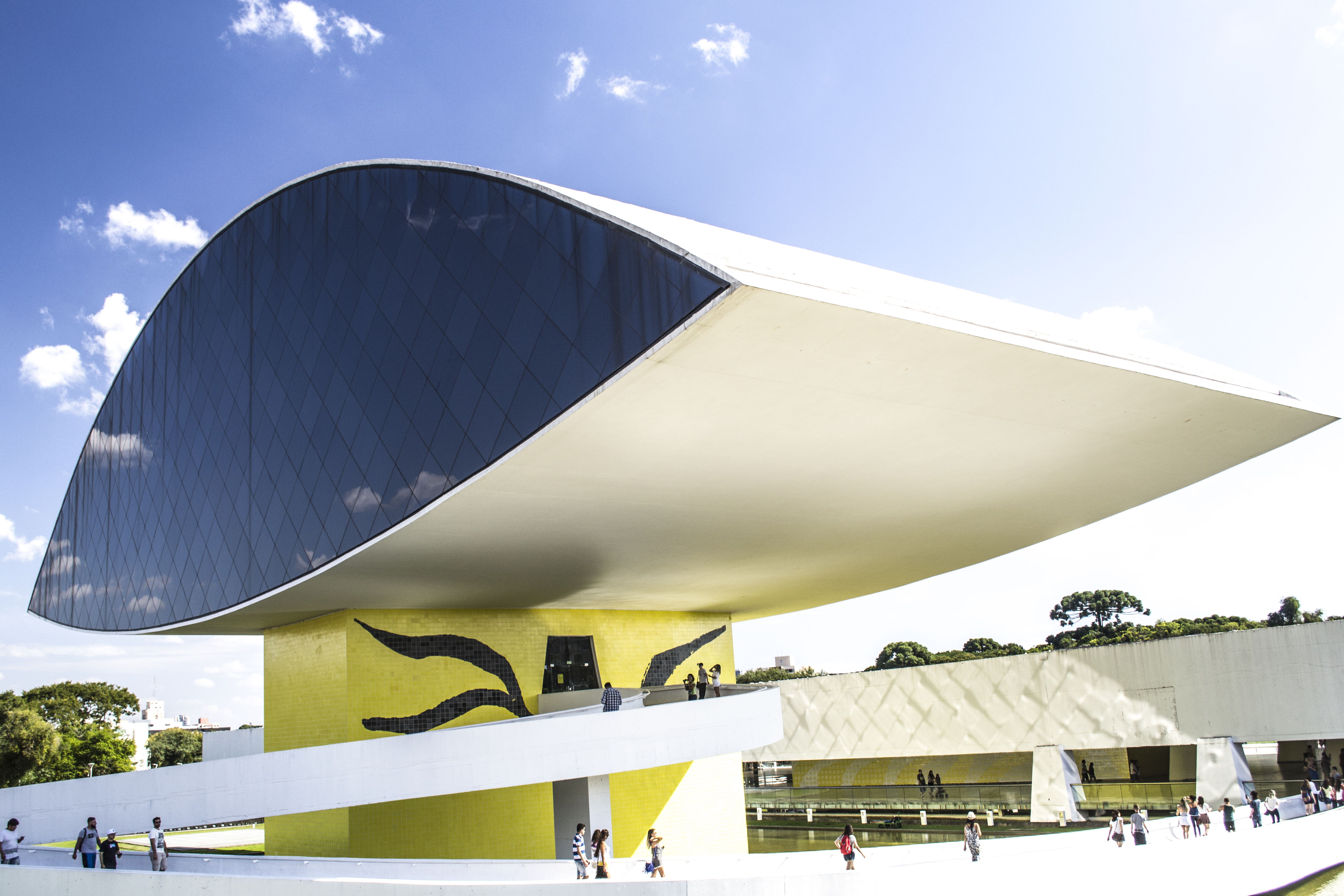
Museu Oscar Niemeyer, localitzat al barri Centro Cívico.

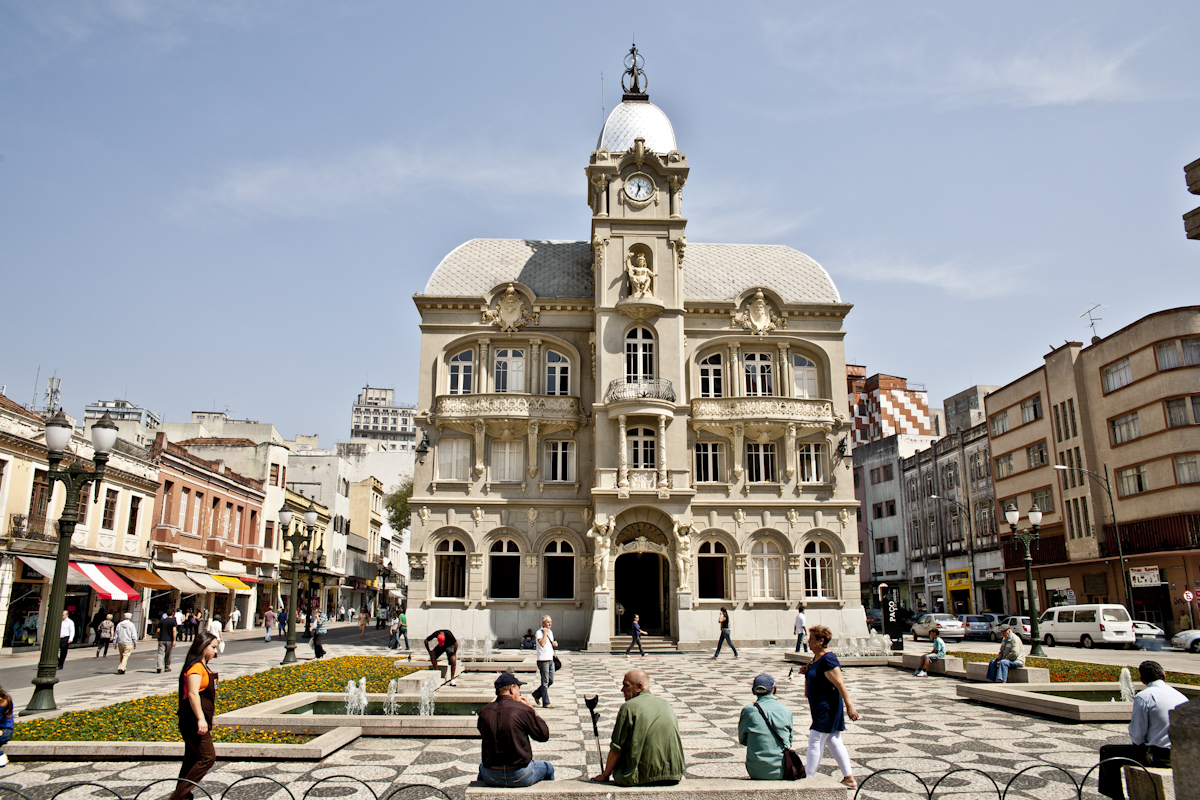
Centre Cultural SESC Paço da Liberdade.

Curitiba té a disposició una gran diversitat de museus, destacant el Museu Paranaense (amb dedicació a les arts plàstiques i a la història), el Museu Oscar Niemeyer (MON) dedicat a la pintura, el d'Art Sacre (que concentra imatges religioses i estàtues divines, el de l'Expedicionari (dedicat al passat de Brasil en la Segona Guerra Mundial), el Museu d'Art Contemporani del Paraná, el d'Imatge i So, l'Alfredo Andersen amb obres del pintor, el Metropolità d'Art Modern i el d'Història Natural, amb mostres de biologia i botànica.
El Centre Cultural Paço da Liberdade queda localitzat en un edifici amb detalls neoclássics i dibuixos art-nouveau, que havia estat inaugurat el 24 de febrer de 1916 per a ser la seu de l'ajuntament de la ciutat. En 2007, el SESC va fer un projecte de restauració i ocupació del local, coordinat per l'Institut d'Investigació i Planificació Urbana de Curitiba (Ippuc), mantenint les característiques originals de l'edifici. Va ser reinaugurat el 29 de març de 2009.
En el centre de Curitiba està localitzada la Biblioteca del Paraná, la biblioteca pública més gran de la Regió Sud del país. Es tracta d'una institució creada el 1857 i reformada el 1953 per les commemoracions del centenari del Paraná. La biblioteca serveix a la població amb gairebé 600 mil llibres. A més d'aquesta, per la ciutat sencera estan disseminats els "fars del coneixement (Faróis do Saber), que serveixen com a petites biblioteques, principalment en els barris més distants del centre i on s'ofereixen cursos i entreteniment per a nens i adolescents.

### Gastronomia

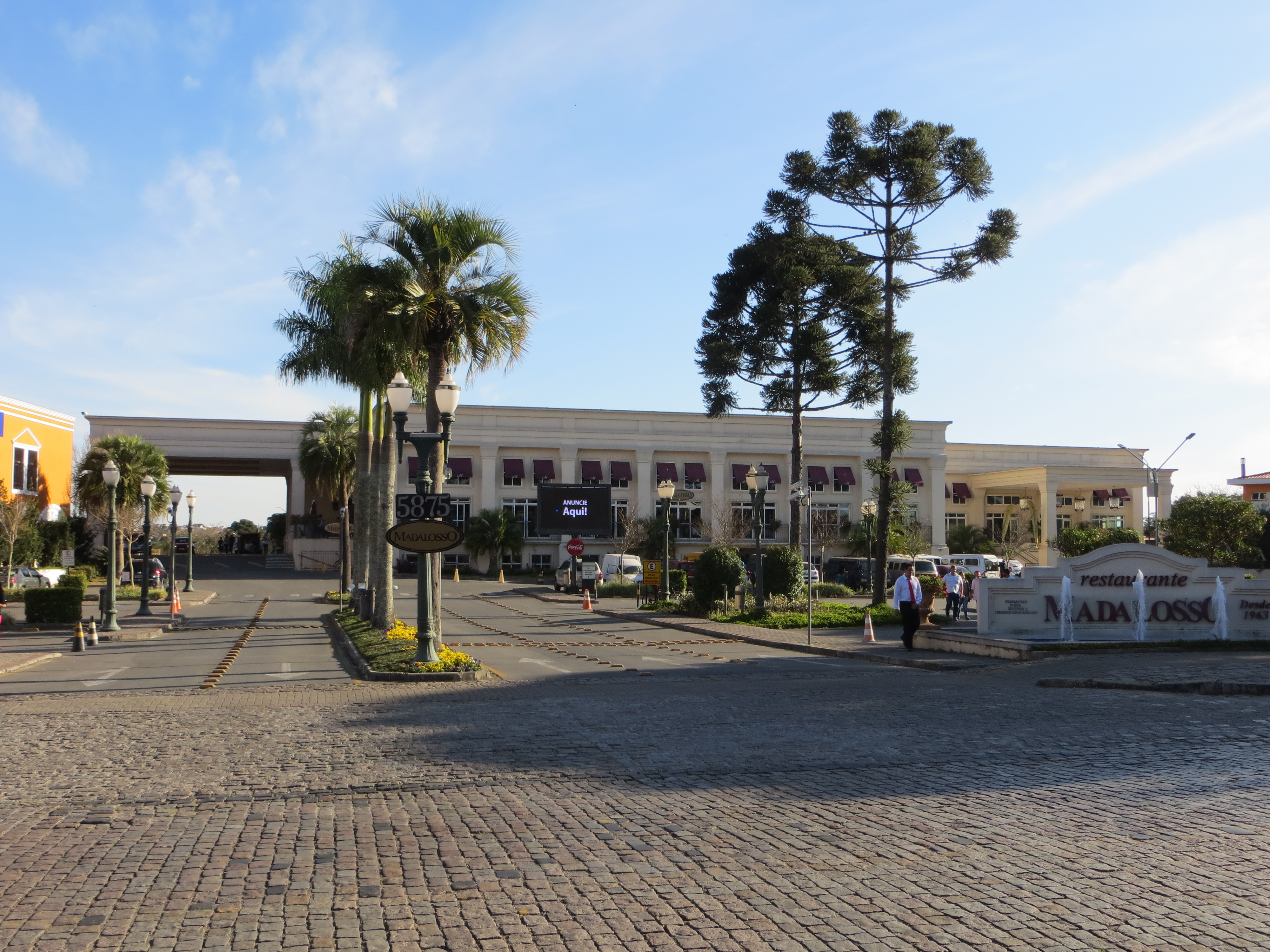
Restaurant Madalosso, al barri de Santa Felicidade, conegut per les seves especialitats italobrasileres.

La capital del Paraná és també un important centre gastronòmic. Les seves especialitats són una sorpresa pel visitants, per la seva ampla varietat. Els plats de la culinária local són un reflex de la història del municipi i els menjars típics són molt saborosos. En Curitiba, hi ha tres plats estrella: el barreado, el pinhão i la carne de onça.
El barreado és un dels plats més coneguts de l'estat, present en el menú de la majoria dels restaurants curitibans. Els ingredients d'aquest estofat són la carn bovina, la cansalada i condiments típics de la cuina paranaense. El seu origen es remunta als segles xvi i xvii, quan era preparat pels indis carijós al litoral de l'estat, com a la ciutat de Morretes, que té el barreado com el seu plat tradicional.
Molt utilitzada com a condiment, la llavor de l'Araucaria angustifolia, trobada especialment en la Regió Sud de Brasil, és usada en la preparació de les receptes de pollastre amb polenta i, també, d'uns bunyols (bolinhos) de pinhão. A més d'això, del pinhão se'n poden fer conserves, cuinar-les en una olla de pressió o fer-los a la paella.
Encara que tingui aquest nom, la carne de onça no porta carn de jaguar (onça, en portuguès del Brasil). Es tracta d'un bistec tàrtar de carn de bou (patinho) amb ceba, cibulet, julivert i oli de oliva, servit sobre una llesca de pa negre.

### Esports
En el futbol, Curitiba compta amb tres clubs rellevants: l'Atlético Paranaense (que juga a l'estadi Arena da Baixada), el Coritiba (al Couto Pereira) i el Paraná (al Vila Capanema). El primer d'aquests estadis va ser una de les seus de la Copa Mundial organitzada al Brasil l'any 1950 i, després d'una profunda reforma, va repetir en la de 2014.
En el tennis, la ciutat és referència nacional per ser etapa en els dos majors torneigs de parelles de Brasil, el Circuit Chef Vergé i el Circuit Centauro de Parelles de Tennis. També hi ha torneigs d'esports com bàsquet, futbol sala, handbol i voleibol, dedicats en especial a la població jove.

### Festivitats
En Curitiba hi ha tres festius municipals, que s'afegeixen als vuit festius nacionals. Segons l'ajuntament, els festius municipals són: el Divendres Sant, Corpus Christi i el dia de La nostra Senyora de la Llum dels Pinhais, que té lloc el 8 de setembre. S'ha d'afegir també un festiu estadual, el dia de la Emancipació Política del Paraná, que és el 19 de desembre. A més d'aquests, hi ha altres dies considerats festius facultatius: el dia de l'aniversari de la ciutat, el 29 de març; el dimarts de Carnaval o el dia del funcionari, el 28 d'octubre.